# Abraham Lincoln
Abraham Lincoln, spesso italianizzato in Abramo Lincoln (Hodgenville, 12 febbraio 1809 – Washington, 15 aprile 1865), è stato un politico, avvocato e militare statunitense.
Considerato il principale eroe nazionale americano, fu il sedicesimo presidente degli Stati Uniti d'America, dal 4 marzo 1861 fino alla sua uccisione, avvenuta nell'aprile del 1865. Guidò l'Unione alla vittoria nella guerra di secessione americana, riuscendo a mantenere uniti gli Stati federati. Rafforzò quindi il governo federale e modernizzò l'economia del Paese.
Nacque in una capanna di Hodgenville, nella contea di LaRue, nel Kentucky, in condizioni di povertà. In gran parte autodidatta, divenne avvocato nell'Illinois e poi leader del Partito Whig, fino a essere eletto membro del parlamento statale, dove prestò servizio per otto anni. Fu eletto deputato alla Camera dei rappresentanti nel 1846. Si oppose alla guerra messico-statunitense (1846-1848) e, dopo un solo mandato, riprese la propria attività legale. Rientrato nella politica attiva nel 1854, divenne ben presto uno dei leader del neonato Partito Repubblicano, che conquistò subito la maggioranza nello Stato dell'Illinois. Nelle elezioni di medio termine del 1858 si candidò alla carica di senatore; prese parte a una serie di dibattiti con il suo avversario, il leader del Partito Democratico e senatore in carica Stephen A. Douglas, esprimendosi contro l'espansione della schiavitù nei territori dell'Ovest. Fu sconfitto da Douglas con un ristretto margine.
Dopo essere stato proposto senza successo come vicepresidente alla convention repubblicana per le elezioni presidenziali del 1856, nelle elezioni del 1860 si assicurò la candidatura a presidente in qualità di moderato, sebbene la maggior parte dei delegati avesse inizialmente appoggiato altri candidati. Pur osteggiato dagli Stati schiavisti del Sud, si conquistò i favori del Nord e fu eletto presidente. La vittoria di Lincoln spinse sette Stati che praticavano la schiavitù a lasciare l'Unione e a formare gli Stati Confederati d'America ancor prima del suo insediamento. Lincoln trovò sostegno tra i Democratici favorevoli alla guerra, ma dovette confrontarsi da una parte con i Repubblicani Radicali, che chiedevano un trattamento più duro per gli Stati secessionisti, e dall'altra con i Democratici ostili alla guerra.
Supervisionò da vicino lo sforzo bellico, specialmente la selezione dei generali, tra cui Ulysses S. Grant, e prese importanti decisioni sulla strategia di guerra dell'Unione. A conflitto in corso, le sue azioni in direzione dell'abolizionismo culminarono con il primo ordine esecutivo, il Proclama di emancipazione del settembre 1862, che decretava la liberazione di tutti gli schiavi dai territori degli Stati Confederati d'America a partire dal 1º gennaio 1863. Spinse quindi il Congresso alla promulgazione del XIII emendamento costituzionale, che bandì definitivamente la schiavitù in tutto il Paese nel 1865.
Lincoln si guadagnò l'appoggio decisivo dei Democratici pro-guerra e fu rieletto presidente nel 1864. Anticipando la conclusione della guerra, inaugurò l'Era della ricostruzione, cercando di riunire la nazione attraverso una politica di riconciliazione. Il 14 aprile del 1865, cinque giorni dopo la resa del generale confederato Robert Edward Lee, Lincoln fu vittima di un attentato compiuto da un simpatizzante sudista, l'attore John Wilkes Booth, che gli sparò mentre era a teatro; Lincoln morì all'alba del giorno dopo.
È universalmente considerato, sia dalla storiografia sia da larga parte dell'opinione pubblica, il miglior presidente della storia statunitense. L'operato della presidenza di Abraham Lincoln ha avuto una duratura influenza sulle istituzioni politiche e sociali degli Stati Uniti d'America. Il discorso di Gettysburg, il più significativo e famoso fra quelli da lui pronunciati, è considerato una delle pietre miliari dell'unità e dei valori della nazione americana.
(Raimondo Luraghi, Storia della guerra civile americana, pp. 213-214.)

## Famiglia

### Origini e giovinezza
Abraham Lincoln nacque il 12 febbraio 1809, secondogenito di Thomas Lincoln I (1779-1851) e Nancy Hanks (1784-1818), in una capanna di tronchi, costituita da un'unica stanza, dell'azienda agricola di "Sinking Spring Farm", nei pressi di Hodgenville nel Kentucky (l'odierno Abraham Lincoln Birthplace National Historical Park).

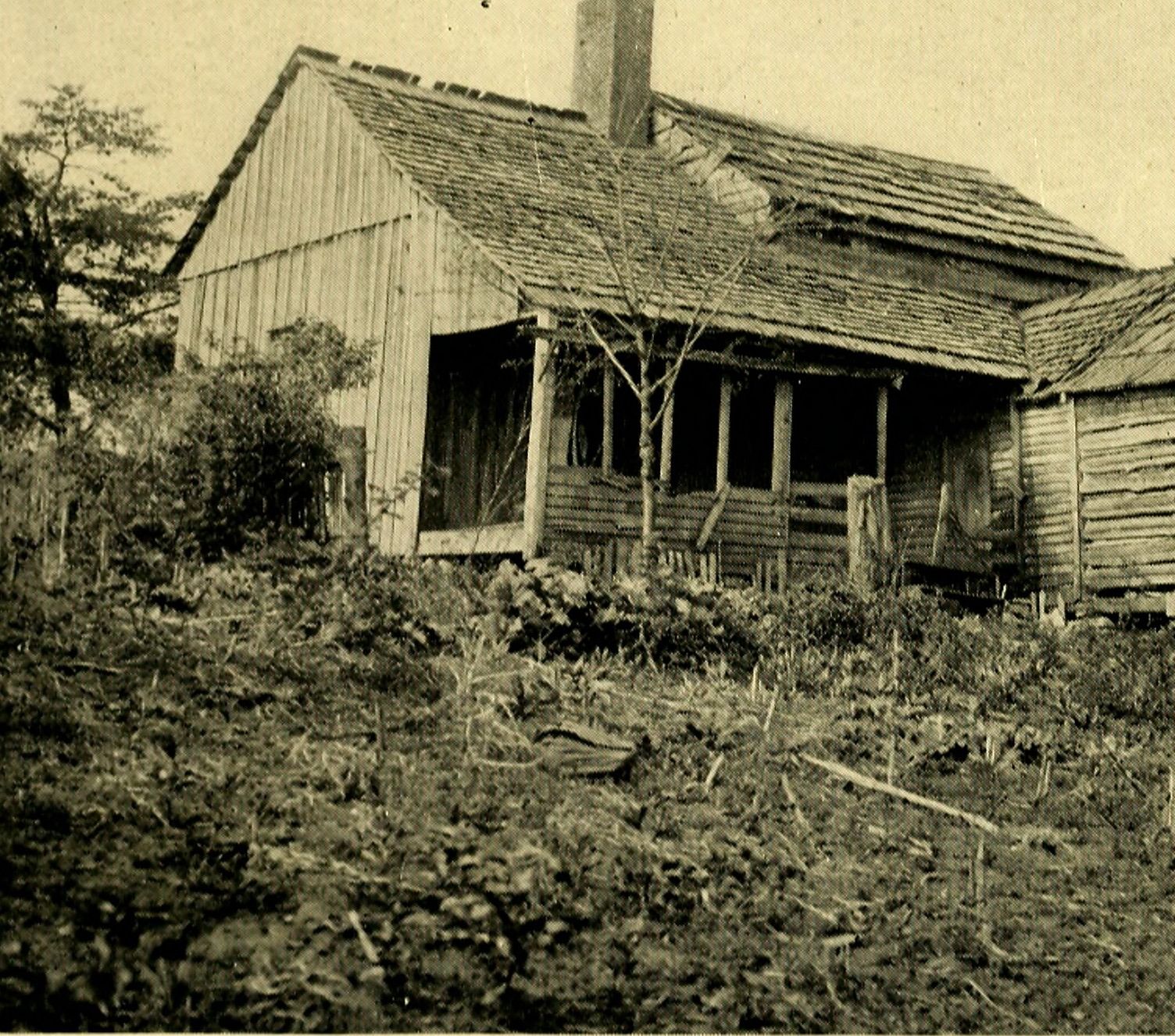
La capanna di tronchi di "Sinking Spring Farm" in cui nacque Abraham Lincoln (foto del 1921)

Gli venne posto il nome del nonno paterno. Il padre, un abile fabbro ferraio e falegname, discendeva da Samuel Lincoln (1622-1690), un emigrante inglese originario di Hingham, nel Norfolk, che andò a stabilirsi nell'omonima Hingham, nel Massachusetts, ad appena 16 anni. I nipoti di Samuel iniziarono la migrazione familiare in direzione del West, passando per il New Jersey, la Pennsylvania e la Virginia.

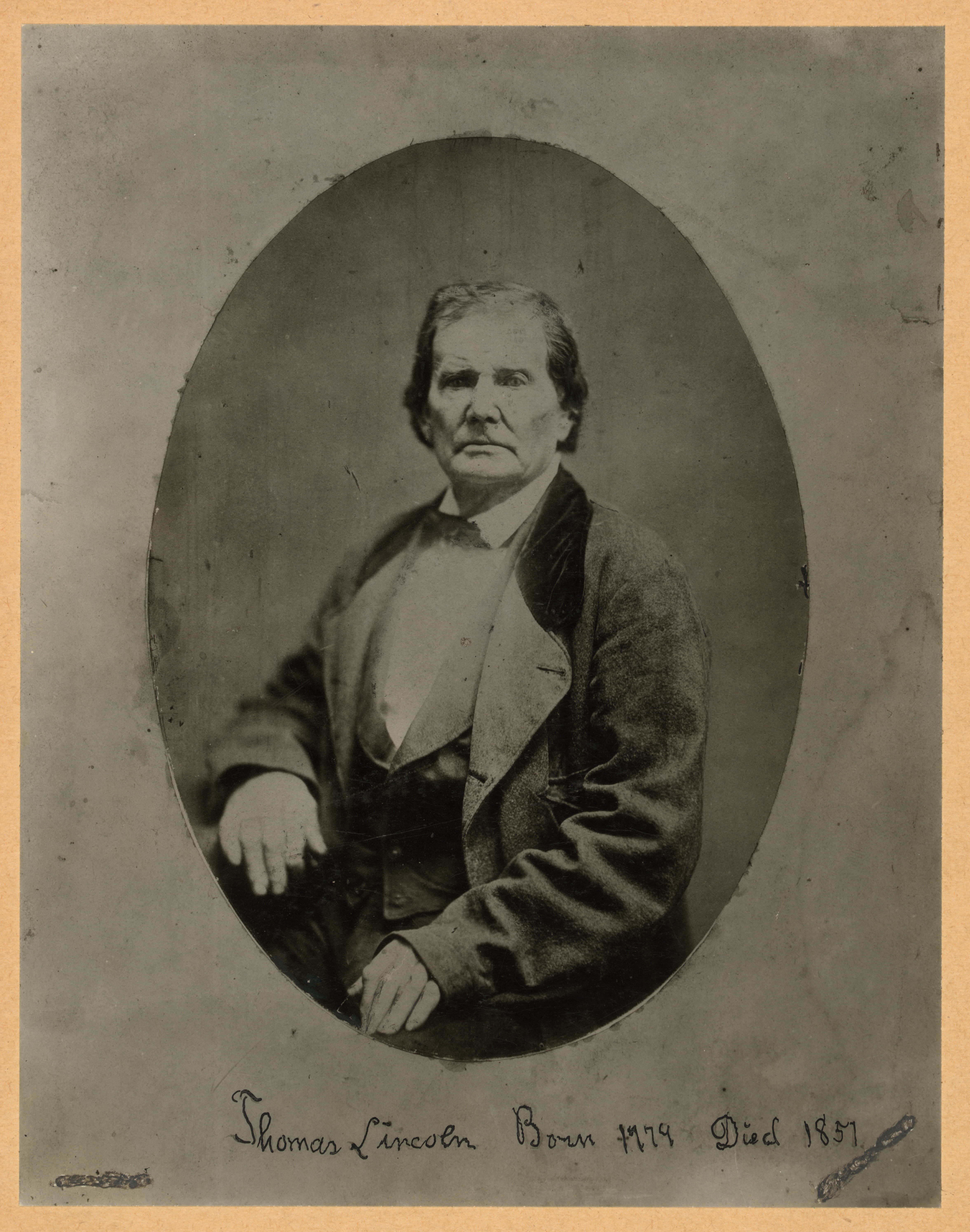
Thomas Herring Lincoln, padre del futuro presidente, nel 1851

Il nonno paterno del futuro presidente, il capitano Abraham Lincoln, si trasferì nella contea di Jefferson, in Kentucky, con tutta probabilità all'inizio del 1780; qui sei anni più tardi rimase ucciso durante un'incursione effettuata dai nativi americani durante la guerra indiana del Nord-Ovest. I suoi figli, tra cui Thomas di otto anni e mezzo, assistettero impotenti all'attacco. Dopo l'omicidio del padre, il giovane Thomas iniziò la propria grande avventura verso la frontiera del West, lavorando saltuariamente nel Tennessee prima di spostarsi con tutta la famiglia nella contea di Hardin, sempre in Kentucky, nei primi anni del XIX secolo.
La madre, cresciuta con la famiglia benestante dei Berry, viene generalmente considerata figlia di Lucy Hanks, seppure non sia mai stata rinvenuta alcuna attestazione della nascita di Nancy. Secondo William Ensign, autore di The Ancestry of Abraham Lincoln, ella sarebbe stata figlia di Joseph Hanks; tuttavia il dibattito è destinato a continuare sull'ipotesi se sia o meno nata all'interno di un legittimo vincolo matrimoniale. Un altro ricercatore, Adin Baber, sostiene invece che Nancy sia stata presumibilmente la figlia di Abraham Hanks e Sarah Harper della Virginia.
Thomas Lincoln e Nancy Hanks si sposarono il 12 giugno del 1806 nella contea di Washington, in Kentucky, per poi trasferirsi quasi subito a Elizabethtown, nel medesimo Stato; divennero genitori di tre figli: Sarah, nata il 10 febbraio del 1807; Abraham, il 12 febbraio del 1809 e Thomas, che morì durante la prima infanzia. Nel corso del tempo a Thomas capitò di affittare diverse fattorie, tra cui "Sinking Spring", al cui interno nacque Abraham; tuttavia una controversia sorta sugli effettivi diritti terrieri e i titoli relativi all'affitto costrinse i Lincoln a spostarsi nuovamente.

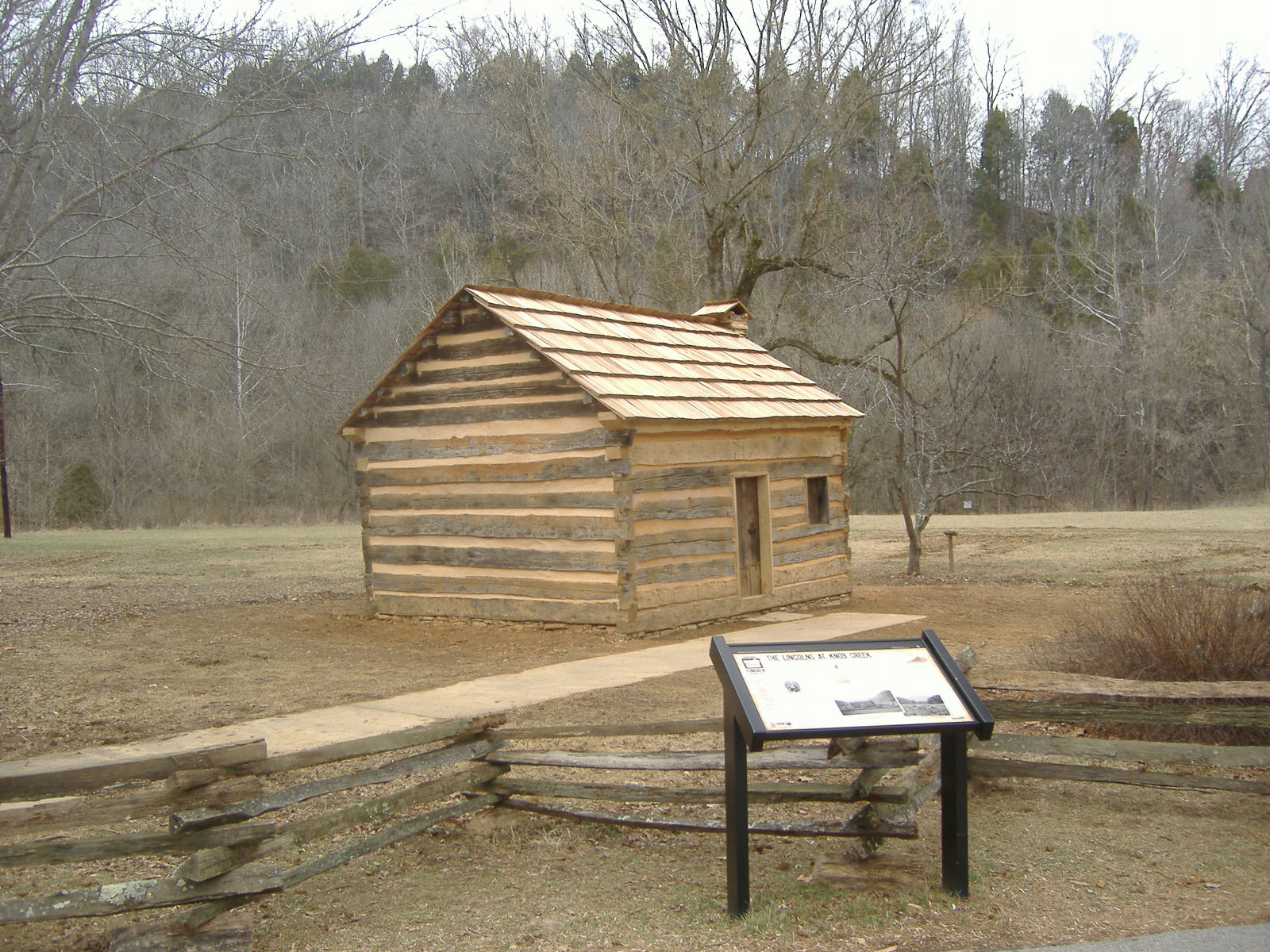
La "Gollaher Cabin" si trova nel luogo in cui visse Lincoln bambino a "Knob Creek Farm", nell'odierno Abraham Lincoln Birthplace National Historical Park istituito nel 2001

Nel 1811 la famiglia si trasferì per 13 km verso nord, a "Knob Creek Farm", dove Thomas riuscì ad acquisire titoli per 93 ettari di terreno. Dopo quattro anni un concorrente, in un'ennesima disputa territoriale, provò a far espellere la famiglia dalla fattoria; dei 330 ettari che Thomas deteneva inizialmente nel Kentucky ne perse più di 81 in controversie sui titoli di proprietà.
Frustrato per la mancanza di sicurezza fornita dal sistema giudiziario locale, vendette la terra che ancora gli rimaneva e cominciò a pianificare un graduale spostamento che avrebbe dovuto portarlo fin nell'Indiana, dove i tribunali sembravano essere più affidabili e pertanto la capacità di mantenere la terra più certa.

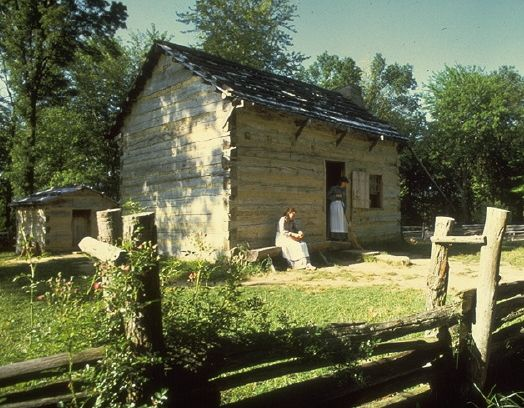
All'interno del Lincoln Boyhood National Memorial, la "Lincoln Living Historical Farm", che ricrea una fattoria del tempo della gioventù di Abraham Lincoln

Nel 1816 i Lincoln attraversarono a nord il fiume Ohio in direzione dell'Indiana, un territorio libero dove non si praticava la schiavitù come i precedenti; si fermarono nella foresta della "Hurricane Township" nella contea di Perry, in Indiana (la loro terra diverrà parte della contea di Spencer quando questa fu creata nel 1818).
A tutt'oggi la fattoria viene conservata come parte del "Lincoln Boyhood National Memorial". Nel corso della campagna per le elezioni presidenziali del 1860 Abraham raccontò che la migrazione familiare fu dovuta soprattutto alle difficoltà incontrate nel mantenere il possesso della terra.
Durante gli anni trascorsi tra il Kentucky e l'Indiana, Thomas lavorò come agricoltore, stipettaio e carpentiere. Arrivò a essere proprietario di aziende agricole, beni immobili e bestiame. Pagava le tasse, partecipava alle giurie popolari, valutava immobili per l'acquisto, prestava servizio nelle pattuglie che dovevano ritrovare gli schiavi fuggitivi rifugiatisi nelle campagne circostanti e li custodiva come prigionieri. I coniugi Lincoln furono anche membri e partecipanti attivi di una chiesa separata del Battismo, la quale aveva norme morali restrittive e si opponeva all'uso di bevande alcoliche, alla danza e alla schiavitù..
Dopo un anno dall'arrivo della famiglia in Indiana, Thomas dichiarò un podere pari a 65 ettari di terra. Dopo qualche difficoltà finanziaria, riuscì a ottenere la proprietà di 32 ettari in quella che è divenuta in seguito nota come "Little Pigeon Creek Community". Prima della partenza della famiglia per l'Illinois nel 1830, Thomas aveva acquisito altri 20 acri adiacenti alla sua proprietà.

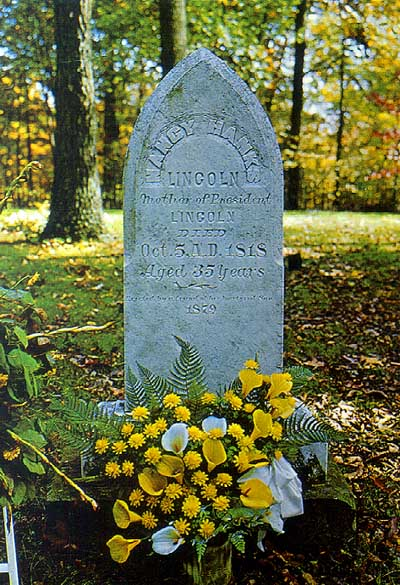
La tomba di Nancy, madre del presidente

Durante la gioventù di Lincoln nell'Indiana ebbero modo di verificarsi diversi eventi familiari significativi. Il 5 ottobre del 1818 Nancy Lincoln morì a causa di un'intossicazione dovuta a latte contaminato, lasciando il marito Thomas coi due figli, Sarah di 11 anni e Abraham di 9 anni, oltre a Dennis Hanks, cugino orfano diciannovenne. Il 2 dicembre del 1819 Thomas Lincoln si risposò con Sarah "Sally" Bush Johnston, una vedova di Elizabethtown che aveva già tre figli.
Abraham si affezionò molto alla sua matrigna ed ebbe sempre un ottimo rapporto con lei, arrivando a chiamarla "madre". Coloro che conobbero Lincoln da adolescente, in seguito ricordarono ch'egli rimase molto sconvolto per la morte prematura della sorella Sarah, da poco sposata con un certo Aaron Grigby, avvenuta il 20 gennaio del 1828 mentre cercava di dare alla luce un figlio poi nato morto. Non aveva ancora compiuto 21 anni.
Nel corso della giovinezza Lincoln non amò mai particolarmente il duro lavoro associato alla vita di frontiera. Alcuni dei suoi vicini e i membri della famiglia pensarono per un certo lasso di tempo che fosse pigro, sempre intento "a leggere, scarabocchiare, scrivere poesie e inventare indovinelli"; credettero che lo facesse esclusivamente per evitare i lavori manuali più pesanti. Anche la nuova matrigna fu condotta a riconoscere che non fosse adatto al lavoro fisico, preferendogli di gran lunga gli studi e le letture.
Lincoln fu in gran parte un autodidatta. La sua istruzione formale da parte di diversi insegnanti itineranti fu intermittente e rimase molto incompleta, anche perché la sua durata totale avrebbe potuto corrispondere sì e no a quella di un singolo anno scolastico normale; tuttavia rimase sempre un avido lettore e mantenne un interesse permanente per l'apprendimento.
La famiglia, i vicini di casa e i compagni di scuola della prima giovinezza ricordavano che Abraham lesse e rilesse, tra gli altri, la Bibbia di re Giacomo, le Favole di Esopo, le opere di John Bunyan (innanzitutto Il pellegrinaggio del cristiano), il Robinson Crusoe di Daniel Defoe, la Vita di Washington di Weems e l'autobiografia di Benjamin Franklin.
Crescendo cominciò, comunque, ad assumersi le responsabilità che ci si aspettavano da lui nella sua qualità di "ragazzo di casa". Rispettò inoltre l'obbligo consuetudinario filiale di consegnare sempre al padre tutti gli eventuali guadagni dei lavori svolti occasionalmente fuori casa, fino a quando compì 21 anni. Abraham divenne col tempo assai abile nell'uso dell'ascia. Decisamente alto per la sua età, si ritrovò a essere anche forte e atletico; si conquistò una reputazione di forza e audacia a seguito di una sfida di lotta combattuta con il riconosciuto leader di un gruppo di teppisti locali noto come "Clary's Grove boys".
Ai primi di marzo del 1830, in parte per paura di un'epidemia di latte infetto diffusasi lungo il fiume Ohio, diversi membri della famiglia si trasferirono verso ovest e giunsero così nell'Illinois, uno Stato libero dalla schiavitù; si fermeranno nella contea di Macon, 16 km a ovest di Decatur. Gli storici non sono concordi su chi abbia dato il via a questo ennesimo trasloco; Thomas non avrebbe avuto alcuna ragione ovvia per lasciare d'improvviso l'Indiana, mentre una possibilità è che altri membri della famiglia, tra cui Dennis Hanks, non avrebbero potuto raggiungere la stabilità e il reddito costante di Thomas.

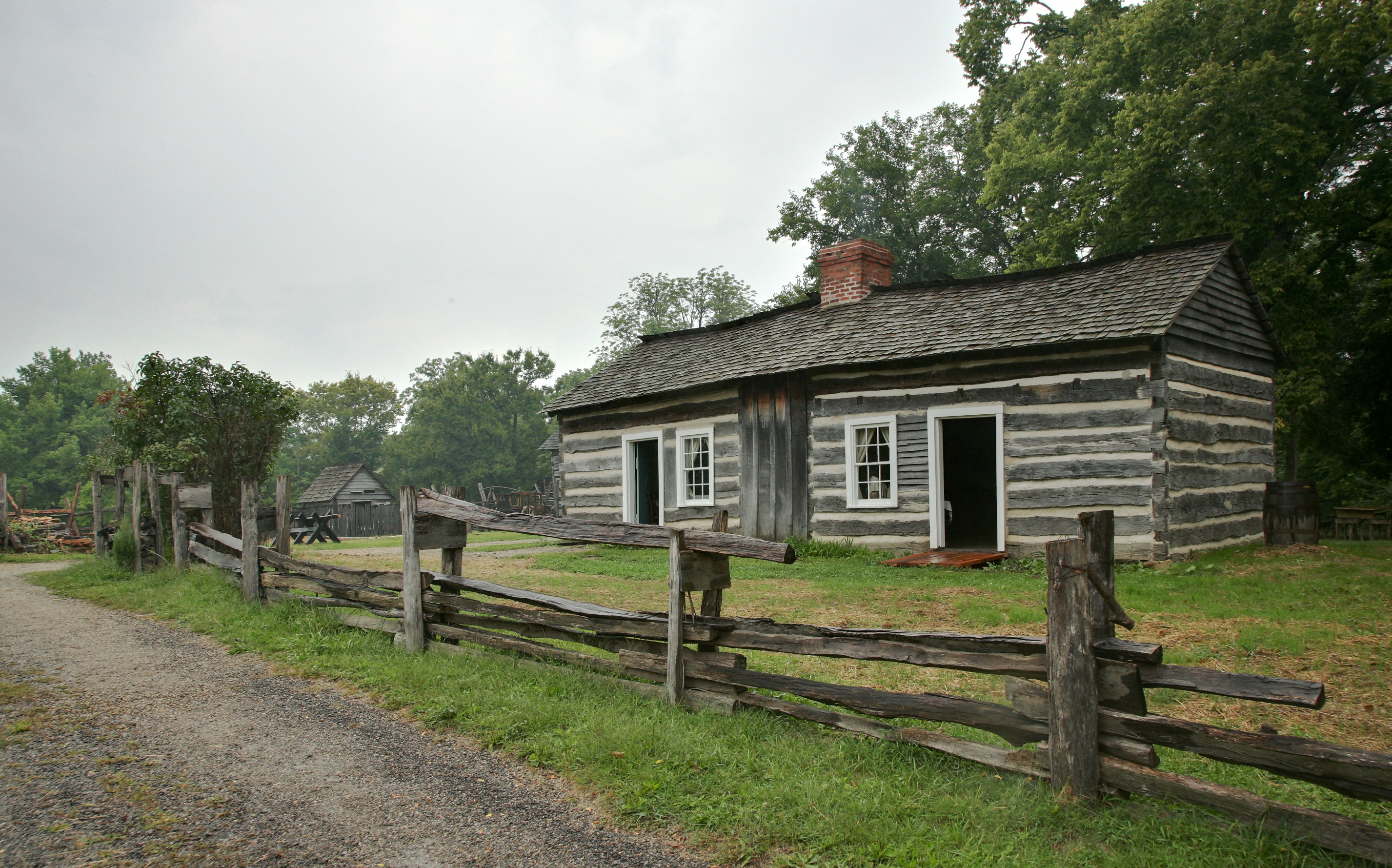
Ricostruzione della capanna abitata dal giovane Abraham nel Lincoln Log Cabin State Historic Site

Dopo quest'ultimo trasferimento, Abraham iniziò ad allontanarsi sempre più dal padre, in parte a causa della mancanza d'istruzione di questi; occasionalmente gli capitò anche di dovergli prestare del denaro. Quando nel 1831 Thomas e altri familiari si preparavano a insediarsi in una nuova fattoria (oggi "Lincoln Log Cabin State Historic Site") nella contea di Coles, Abraham era abbastanza adulto da poter assumere le proprie decisioni autonomamente.

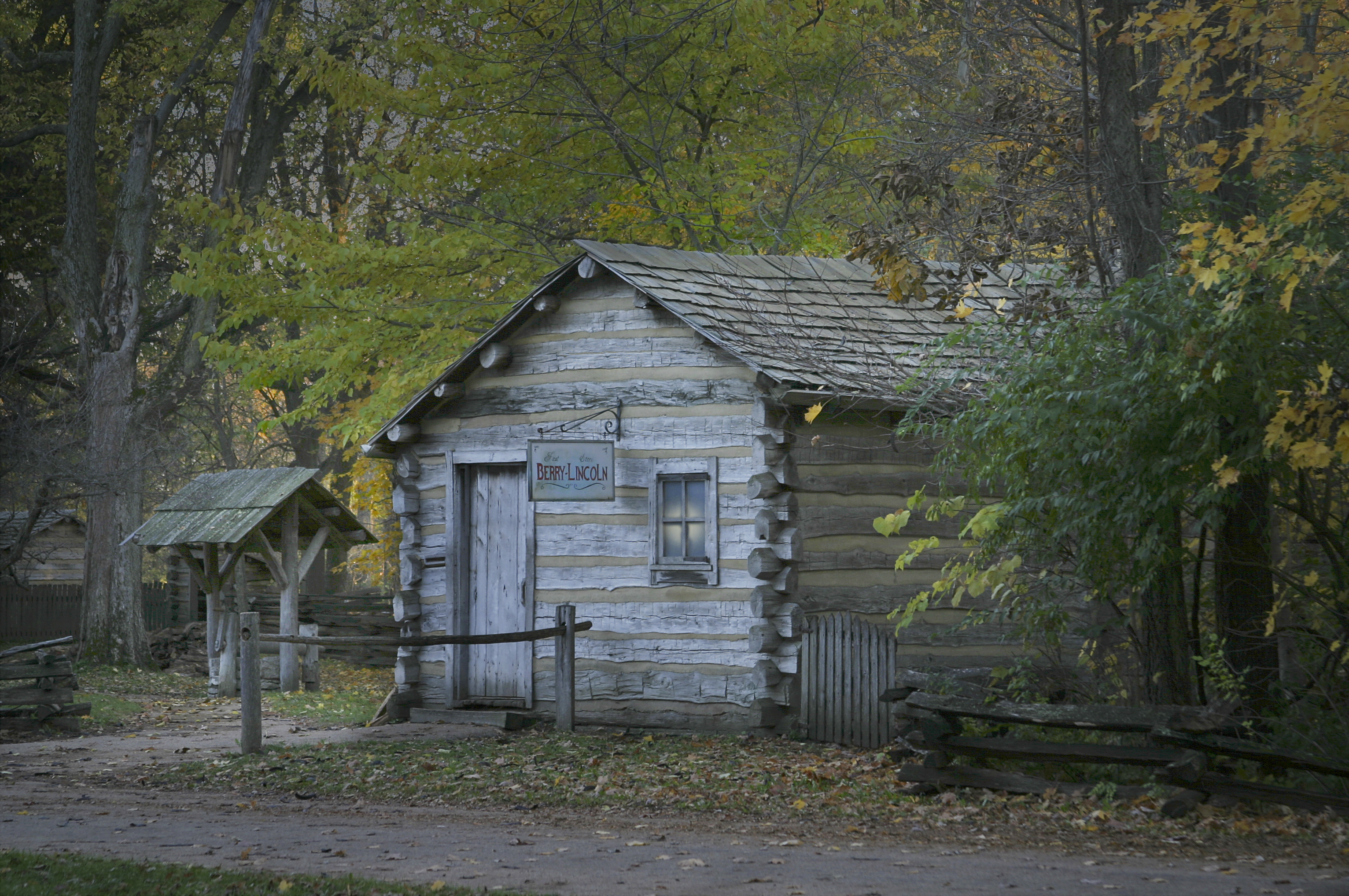
Il "Berry Lincoln Store" a Lincoln's New Salem

Divenuto pertanto indipendente, viaggiò lungo il fiume Sangamon e finì nel villaggio di New Salem (oggi "Lincoln's New Salem") nella contea di Sangamon (odierna contea di Menard). Più tardi, a primavera inoltrata, il mercante Denton Offutt lo ingaggiò assieme ad alcuni altri suoi amici per trasportare delle merci in battello fino a New Orleans attraverso i fiumi Sangamon, Illinois e Mississippi. Dopo esservi giunto e aver assistito in prima persona alla prassi schiavista, se ne tornò indietro e vi rimase per i successivi sei anni.

### Matrimonio e figli
Secondo alcune fonti, il primo interesse (o amore romantico) di Abraham fu quello rivolto ad Ann Rutledge, incontrata per la prima volta dopo che egli si era trasferito a New Salem; queste stesse fonti indicherebbero che i due già nel 1835 avevano una relazione, anche se non ancora formalmente fidanzati. La ragazza morì a 22 anni il 25 agosto del 1835, con molta probabilità di febbre tifoide.
Nei primi anni 1830 Abraham aveva conosciuto Mary Owens quando questa fece visita alla sorella dal natio Kentucky. Verso la fine del 1836 acconsentì a incontrare la giovane appena ella fosse tornata a New Salem; a novembre la corteggiò per un breve lasso di tempo; entrambi, in ogni caso, avevano dei dubbi. Il 16 agosto dell'anno seguente Abraham le scrisse una lettera in cui suggeriva che non l'avrebbe biasimata se si fosse decisa a troncare il rapporto; non ottenne mai una risposta e il corteggiamento terminò bruscamente.
Nel 1840 si fidanzò con la futura Mary Todd Lincoln, proveniente da una famiglia benestante di schiavisti di Lexington (Kentucky); si erano conosciuti a Springfield (Illinois) nel dicembre precedente. Si fidanzarono esattamente dodici mesi dopo. Il matrimonio, fissato per il 1º gennaio 1841, fu però bruscamente cancellato dopo che i due interruppero la relazione per iniziativa di Abraham. Più tardi s'incontrarono nuovamente durante una festa: infine si sposarono il 4 novembre 1842 nella villa della sorella di lei, già sposata.

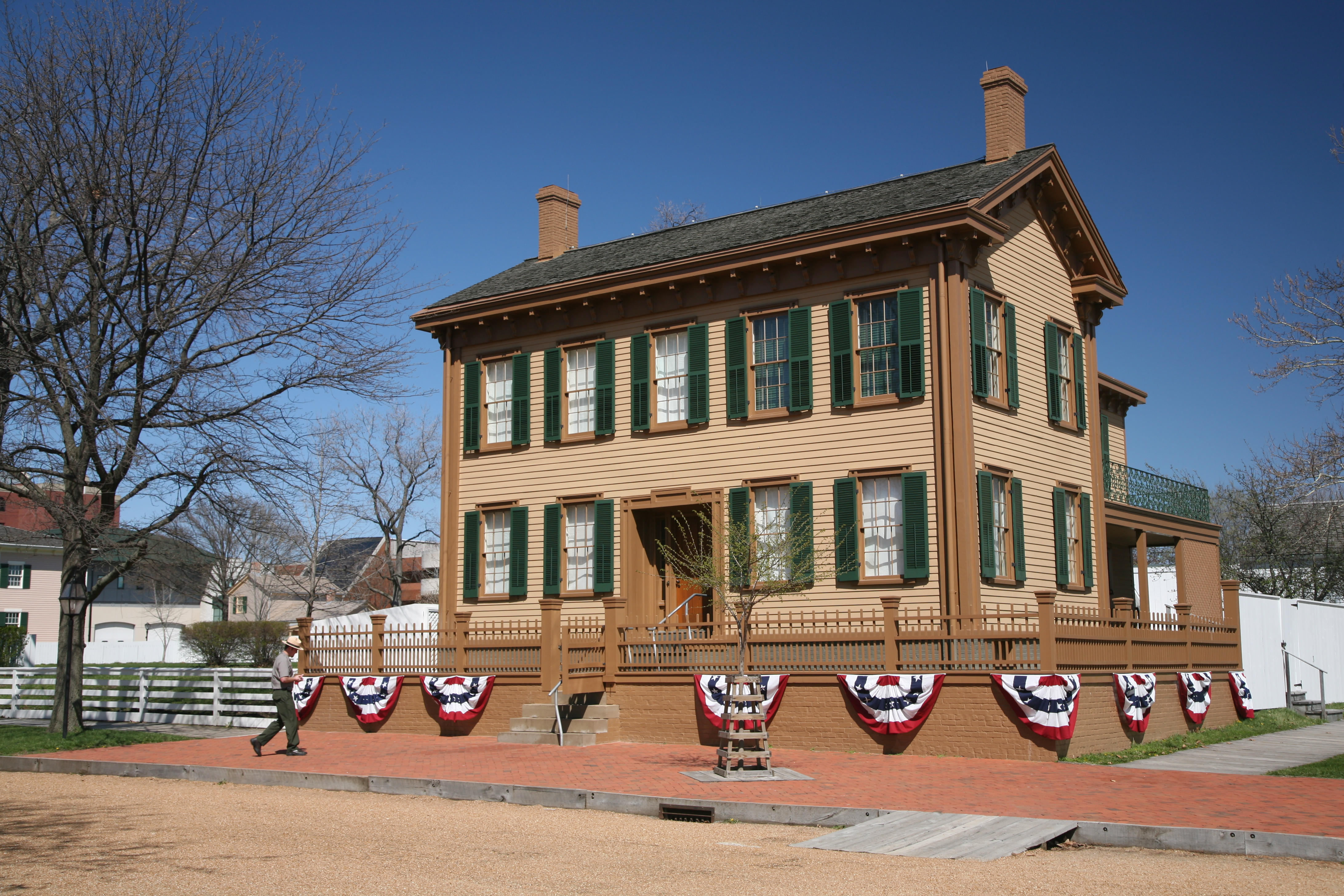
L'abitazione dei Lincoln a Springfield (Illinois), l'odierno Lincoln Home National Historic Site

Mentre si stava preparando alle nozze, Abraham si sentì nuovamente ansioso, tanto che, quando gli venne chiesto dove stesse andando, lo si sentì rispondere con: "All'inferno, immagino!" Nel 1844 la coppia acquistò un'abitazione (odierno sito storico) nelle vicinanze dello studio legale di lui. Mary si occupava della casa, spesso usufruendo dell'aiuto di una parente o di una giovane domestica a ore.
Abraham si dimostrò un marito e padre affettuoso, sebbene spesso assente; ebbe quattro figli: 
- Robert Todd Lincoln, Springfield, 1º agosto 1843 - Manchester (Vermont), 26 luglio 1926;
- Edward Baker Lincoln, Springfield, 10 marzo 1846 - Springfield, 1º febbraio 1850, che morì con molta probabilità di tubercolosi;
- William Wallace "Willie" Lincoln, Springfield, 21 dicembre 1850 - Washington 20 febbraio 1862, morto di febbre tifoide;
- Thomas "Tad" Lincoln III, Springfield, 4 aprile 1853 - Chicago, 15 luglio 1871, deceduto a quanto sembra per infarto[69].

Robert fu l'unico a raggiungere la maturità e ad avere a sua volta dei figli; morì a quasi 83 anni. L'ultimo discendente del presidente, il bisnipote Robert Todd Lincoln Beckwith, è morto nel 1985. Lincoln ai giorni nostri non ha più eredi viventi.

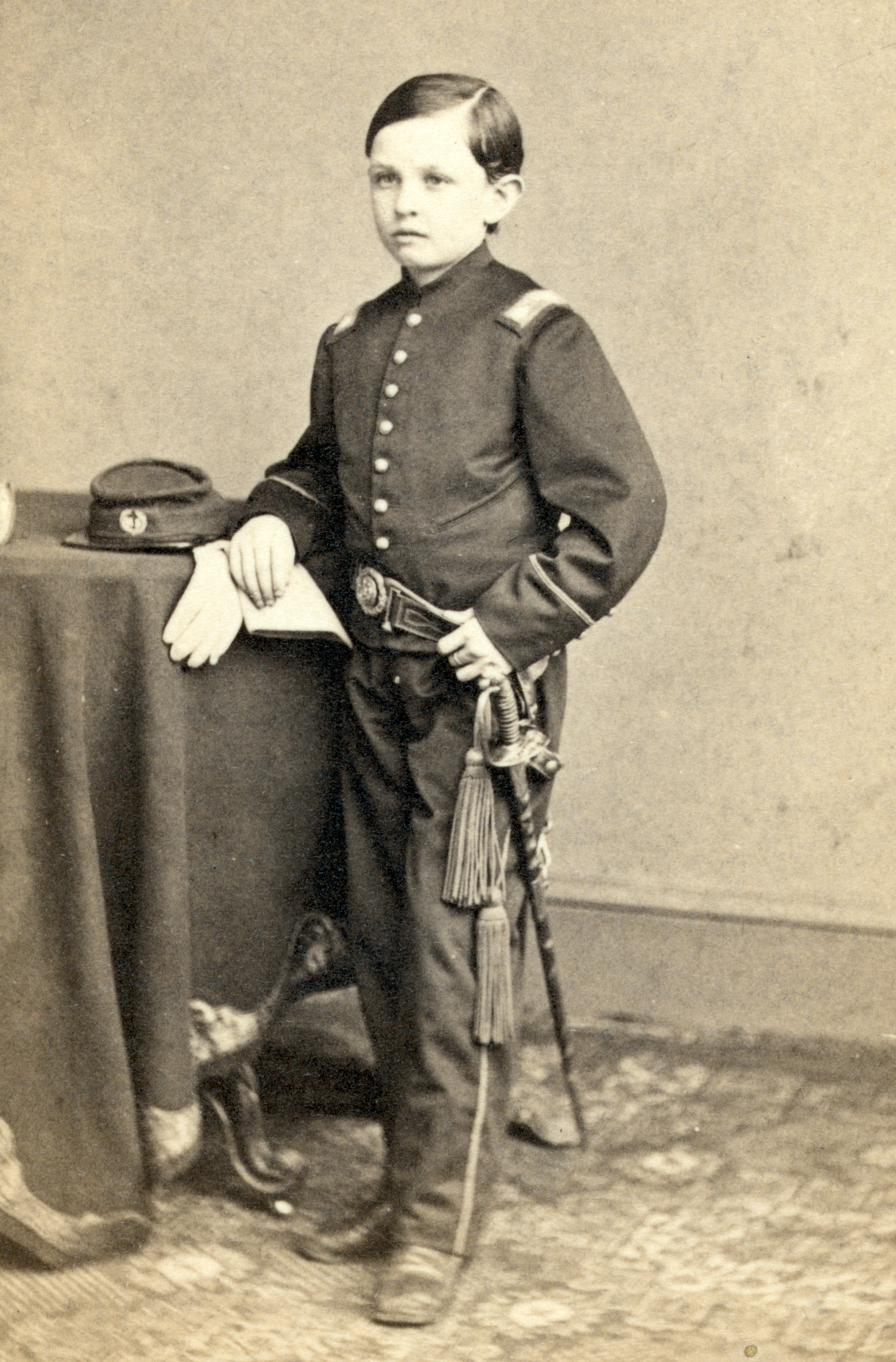
Thomas "Tad" Lincoln III in uniforme militare nel 1864

Abraham pare essere stato "notevolmente affettuoso con i bambini" e i Lincoln non furono mai considerati eccessivamente severi nei loro confronti. La morte prematura di tre dei loro figli causò effetti profondi su entrambi i genitori; molti anni dopo Mary soffrì molto in seguito alla fine tragica del marito, a tal punto che Robert la dovette far ricoverare temporaneamente in un manicomio nel 1875. Abraham patì per tutta la vita di "malinconia" cronica, una condizione che ai giorni nostri viene denominata disturbo depressivo.
Il suocero di Abraham e altri della famiglia Todd furono o proprietari o mercanti di schiavi; Lincoln rimase tuttavia in buone relazioni con i parenti della moglie e continuò a fare occasionalmente visita alla loro tenuta. Durante il suo mandato presidenziale, a Mary fu riconosciuta una particolare abilità culinaria; tali capacità soddisfacevano i gusti di Abraham, appassionato degustatore di ostriche importate.

## L'inizio della carriera e il servizio nella milizia dell'Illinois
Nel 1832, assieme a un socio, acquistò a credito un piccolo emporio a New Salem. Sebbene l'economia nella regione fosse in piena espansione, gli affari faticarono a ingranare e Abraham alla fine si ritrovò costretto a vendere la propria quota. Nel marzo dello stesso anno diede il via alla sua carriera politica, con la prima campagna elettorale per l'assemblea generale dell'Illinois, sostenendo lo sviluppo e il miglioramento della navigazione del Sangamon; riusciva a interessare il pubblico dei suoi discorsi grazie al senso dell'umorismo, ma gli mancavano un'educazione formale, amici potenti e soprattutto denaro, e non riuscì a essere eletto.
Durante la campagna elettorale dovette prestare servizio come capitano nella milizia statale nel corso della guerra di Falco Nero contro i Sauk; raccontò in seguito di aver dovuto difendere un nativo americano dai suoi stessi sottoposti. Al suo ritorno proseguì la campagna fino al 6 agosto. Alto 1 metro e 93 centimetri, era "abbastanza imponente da intimidire qualsiasi rivale gli si parasse davanti"; durante il suo primo dibattito pubblico, vide un suo sostenitore aggredito tra la folla assiepata e si recò ad afferrare l'assalitore per il collo, gettandolo a terra. Terminò ottavo su 13 candidati (di cui i primi quattro eletti), sebbene avesse ricevuto 277 preferenze sul totale dei 300 votanti del paese.

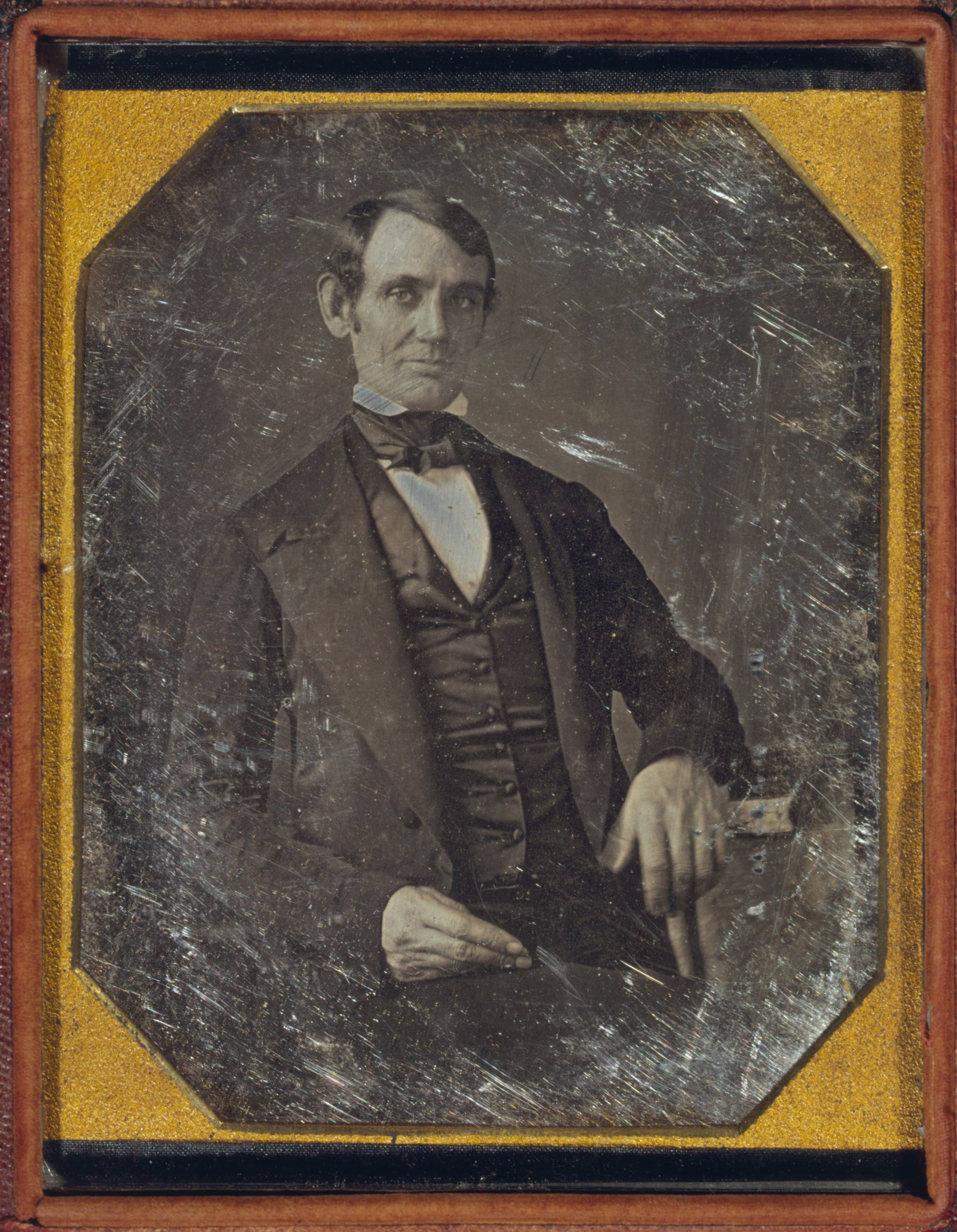
Abraham Lincoln nel 1846 circa

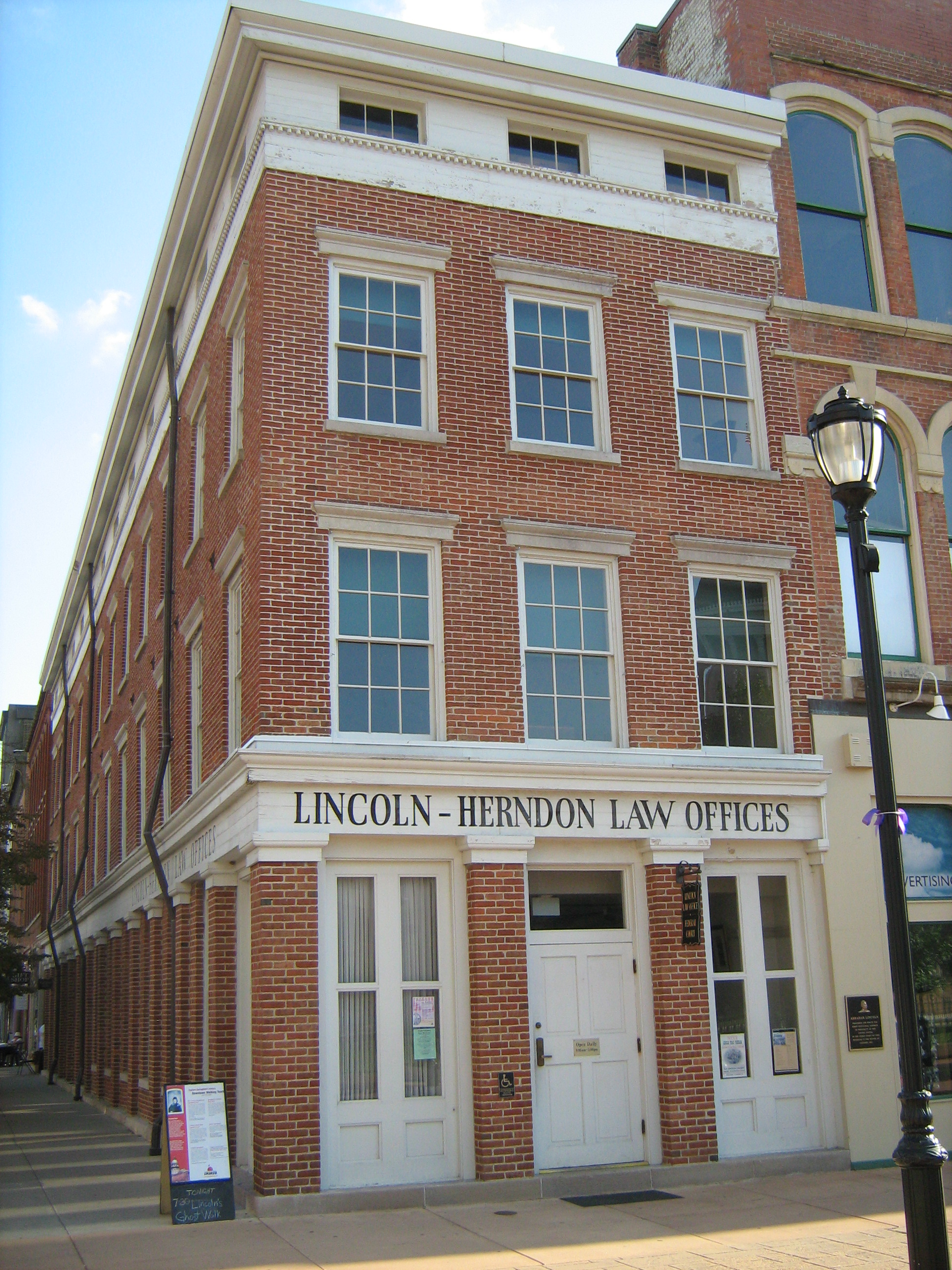
Il Lincoln-Herndon Law Offices State Historic Site a Springfield (Illinois)

Fu capo dell'ufficio postale locale e successivamente ispettore di contea; nel frattempo passava tutto il suo tempo libero a leggere voracemente. Decise quindi di diventare avvocato e iniziò così a studiare giurisprudenza con i Commentaries on the Laws of England di William Blackstone e altri testi legali. Nei riguardi del proprio metodo di apprendimento affermò: "Ho studiato insieme a nessuno!" La sua seconda campagna elettorale nel 1834 fu vittoriosa; candidato del Partito Whig, batté un altro esponente Whig più in vista. Fu rieletto poi altre tre volte, tenendo la carica per quattro mandati successivi nella Camera dei rappresentanti dell'Illinois, come rappresentante della contea di Sangamon. Sostenne la costruzione del canale tra l'Illinois e il Michigan, di cui poi sarebbe divenuto commissario. Nella sessione legislativa 1835-36 votò a favore dell'estensione del diritto di voto a tutti i maschi bianchi, fossero essi proprietari terrieri o meno. Fu noto per avere posizioni relativamente vicine a quelle del Free Soil Party, in opposizione sia ai fautori della schiavitù sia ai più radicali abolizionisti. Nel 1837 dichiarava: "L'istituzione della schiavitù si fonda sia sull'ingiustizia sia sulla cattiva politica, ma la promulgazione delle dottrine dell'abolizione tende ad aumentare piuttosto che ad attenuare i suoi mali". Come Henry Clay, appoggiava la American Colonization Society, che propugnava l'abolizione della schiavitù e il contemporaneo aiuto agli schiavi liberati a stabilirsi in Liberia.
Cominciò a lavorare come avvocato in tribunale nel 1836 e si trasferì a Springfield (Illinois); esercitava per conto di John Todd Stuart, cugino di Mary Todd. Divenne un avvocato capace e di successo, con la reputazione di grande lottatore nei processi, negli esami incrociati e nelle arringhe conclusive. Dal 1841 al 1844 collaborò anche con Stephen Trigg Logan; a seguire praticò assieme a William Henry Herndon (che aveva dieci anni di meno), che Abraham considerava un "giovane e serio studioso".

## Camera dei rappresentanti: 1847-1849
Fin dai primi anni 1830 fu un militante Whig e nel 1861 diceva agli amici di essere "un Whig della vecchia guardia, un discepolo di Henry Clay". Il partito era a favore della modernizzazione economica del Paese soprattutto nel settore bancario, ma anche attraverso l'assunzione di dazi doganali protezionisti per finanziare le infrastrutture, la rete ferroviaria e l'urbanizzazione.
Nel 1843 cercò la nomina del suo partito Whig nel settimo distretto statale della Camera dei rappresentanti, ma fu sconfitto da John Jay Hardin; ottenne tuttavia che Hardin non sarebbe stato riconfermato alla scadenza del mandato. Questo gli consentì di essere il candidato del partito nel 1846 e di essere eletto per un periodo di due anni. Fu l'unico rappresentante Whig nella delegazione dell'Illinois, ma mostrò la sua lealtà alle direttive del partito partecipando a quasi tutte le votazioni e pronunziando discorsi che ribadivano la linea ufficiale. In collaborazione con il deputato abolizionista Joshua Reed Giddings, sottoscrisse una proposta di legge che avrebbe abolito la schiavitù a Washington con un risarcimento agli ex proprietari, che avrebbe rafforzato l’applicazione della Fugitive Slave Act e che chiedeva un referendum sulla questione. Dovette però abbandonare il progetto di legge quando gli mancò l'appoggio di altri deputati Whig.
Sulla politica estera e militare espresse un giudizio negativo sulla guerra messico-statunitense del 1846-48, che attribuì principalmente al desiderio di "gloria militare" del presidente James Knox Polk: "quell'arcobaleno attraente che nasce da una pioggia di sangue". Appoggiò anche la "Condizione Wilmot" (dal nome del suo proponente David Wilmot) che, se fosse stata adottata, avrebbe proibito la schiavitù in qualsiasi territorio messicano conquistato dall'Unione. La guerra era iniziata in seguito all'uccisione di alcuni soldati statunitensi da parte di soldati messicani; Polk insistette sul fatto che i militari messicani "hanno invaso il nostro territorio e versato il sangue dei nostri concittadini sul nostro suolo". Lincoln chiese al presidente di mostrare il punto (spot) esatto in cui era stato versato e di provare che quel punto fosse davvero suolo degli Stati Uniti: "il tutto solamente per rendere meglio edotta l'assemblea!" Queste richieste divennero note come spot resolutions. Esse non furono mai prese in considerazione dal Congresso, né la stampa ne parlò, e gli provocarono una perdita di sostegno politico nel proprio distretto. Un quotidiano dell'Illinois lo soprannominò "Spotty Lincoln". In seguito ebbe l'occasione di rimpiangere alcune dichiarazioni, in particolare l'attacco ai poteri presidenziali in tempo di guerra.
Rendendosi conto che Clay molto difficilmente avrebbe potuto conquistare la presidenza, Lincoln, che aveva promesso di restare in carica per un unico mandato, sostenne il generale Zachary Taylor per la nomina Whig alle elezioni presidenziali del 1848; quando Taylor risultò eletto, sperò di essere nominato commissario del "General Land Office" (una delle agenzie indipendenti della presidenza di Zachary Taylor), ma, grazie a raccomandazioni incrociate, la carica andò al rivale statale Justin Butterfield (considerato dalla nuova amministrazione un avvocato assai esperto, mentre per Abraham non era altro che un "vecchio fossile"). Come premio di consolazione gli fu offerto il governatorato del territorio dell'Oregon, un paese lontano e solido bastione dei Democratici; l'accettazione del ruolo avrebbe comportato la fine della sua carriera legale e politica nell'Illinois, per cui declinò l'invito e tornò alla professione di avvocato.

## Attività legale
Tornato a fare il legale a Springfield, occupandosi di "ogni tipo di attività che fosse potuto capitare a un avvocato della prateria", dimostrò la propria abilità di oratore, tanto che durante i suoi processi la gente accorreva per ascoltarlo; si faceva capire da tutti grazie al suo linguaggio semplice.
Due volte all'anno, per 16 anni, si presentava per un periodo di dieci settimane consecutive nei tribunali della contea; gestì molti casi riguardanti conflitti nel campo dei trasporti, sia fluviali sia ferroviari durante l'espansione verso ovest, in particolare quelli derivanti dalle operazioni delle chiatte fluviali sotto i molti nuovi ponti ferroviari. Inizialmente fu l'"uomo dei battelli fluviali", ma alla fine rappresentò chiunque lo avesse voluto assumere. In seguito rappresentò una società costruttrice di ponti contro una compagnia di battelli fluviali (la "Hurd v. Rock Island Bridge Co."), in un caso limite che coinvolse una barca affondata dopo aver colpito un ponte.

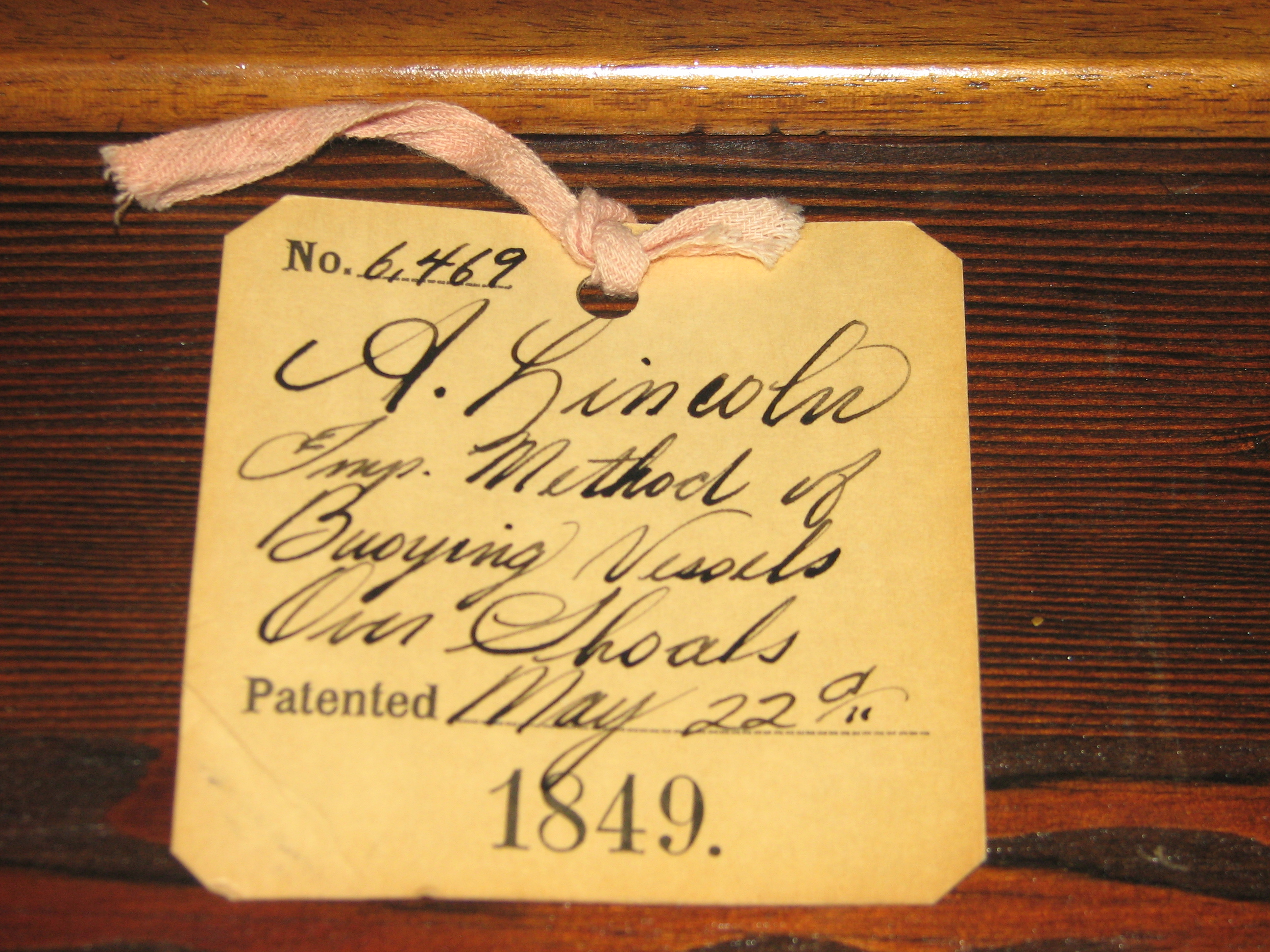
Il cartellino posto sul brevetto di Abraham Lincoln (1849)

Nel 1849 ricevette un brevetto per un dispositivo di galleggiamento per il movimento delle barche in acque poco profonde. L'idea non fu mai commercializzata, ma egli fu l'unico presidente della storia ad aver detenuto un brevetto per una propria invenzione.
Nel 1851 rappresentò la "Alton & Sangamon Railroad" di Chicago in una disputa contro uno dei suoi azionisti, James A. Barret, che aveva rifiutato di pagare il saldo derivante dalla sua promessa di acquistare azioni della ferrovia con la motivazione che la società aveva modificato il tracciato originale dellalinea ferroviaria. Riuscì a sostenere con successo che la compagnia non era vincolata secondo statuto al tragitto originario al momento della promessa fatta; esso poteva difatti benissimo venire modificato nell'interesse pubblico per fornire un nuovo percorso, migliore e oltretutto meno costoso. La società ottenne il diritto di richiedere il pagamento dovuto. La decisione presa dalla Corte Suprema dell'Illinois fu citata da numerosi altri tribunali della nazione. 

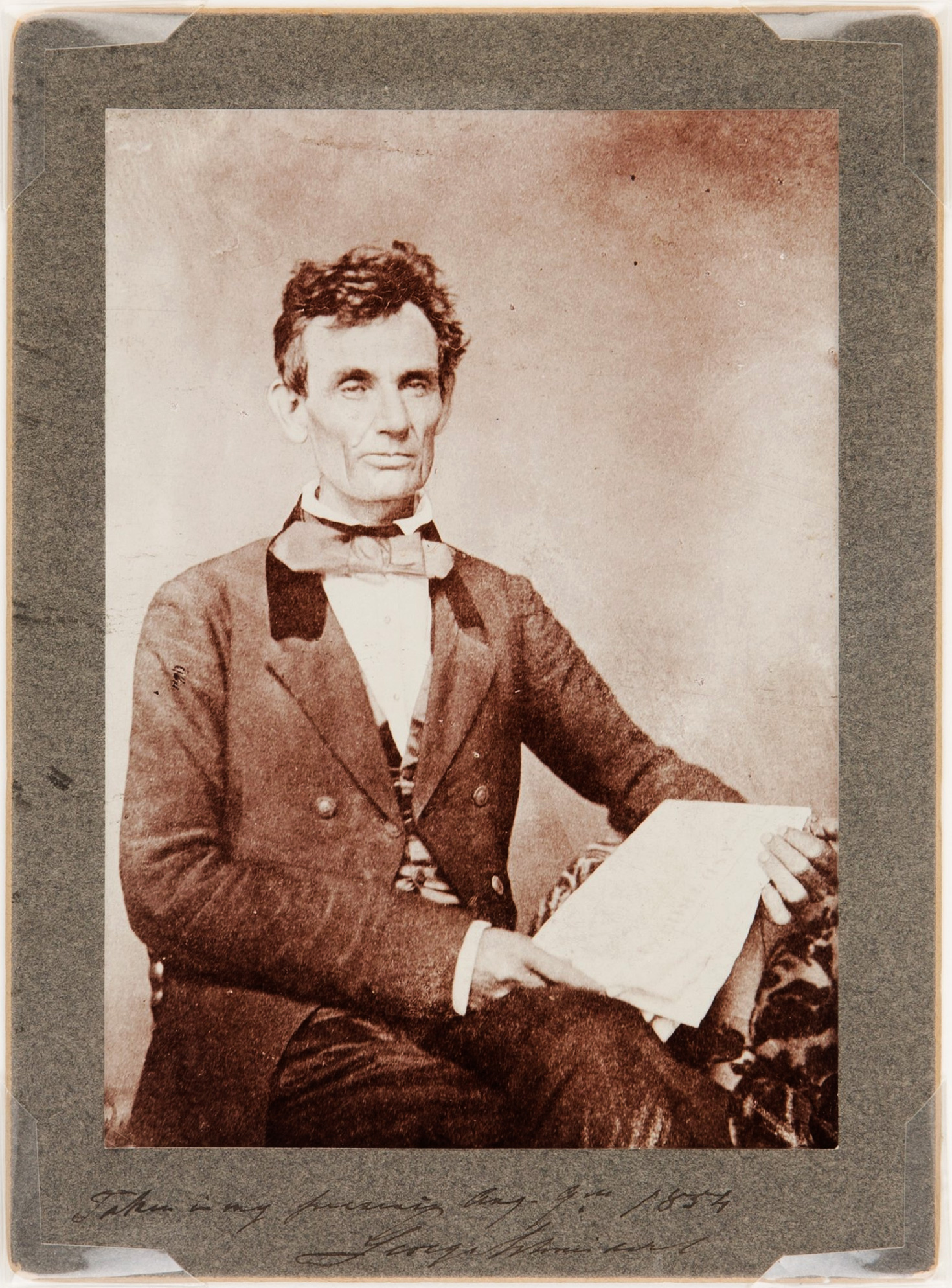
Abraham Lincoln nel 1854

Lincoln comparve davanti alla Corte Suprema statale in ben 175 processi; era l'unico difensore in 51 e di questi ne vinse 31.
Dal 1853 al 1860 un altro dei suoi maggiori clienti fu la "Illinois Central Railroad". In una causa sull'esenzione dalle tasse, la contea di McLean sostenne che lo Stato non aveva l'autorità per concedere una simile esenzione e voleva tassare comunque la società. Nel gennaio del 1856 la Corte decise di confermare il parere favorevole, dichiarandosi d'accordo con gli argomenti di Lincoln. La reputazione così ottenuta con i clienti diede origine al suo soprannome di "Honest Abe".
Il processo di diritto penale più notevole avvenne nel 1858, quando assunse la difesa di William "Duff" Armstrong, processato per il l'omicidio di James Preston Metzker. Il caso è famoso per l'uso da parte di Lincoln di un fatto di evidenza giudiziaria al fine di contestare la credibilità di un testimone oculare. Dopo che questi testimoniò di aver assistito al fatto grazie al chiaro di luna, Lincoln portò in aula un almanacco degli agricoltori (Farmers' Almanac) con il quale dimostrò inconfutabilmente che la luna si trovava - al momento del crimine - a un'angolazione bassa, riducendo pertanto drasticamente la visibilità. Sulla base di queste prove Armstrong fu assolto.
Molto raramente sollevava obiezioni in aula; ma in un caso del 1859 dove difese un cugino, Peachy Quinn Harrison, accusato di aver pugnalato un rivale a morte, Lincoln protestò con rabbia contro la decisione del giudice di escludere alcune prove favorevoli per il suo cliente. Invece di accusarlo di "oltraggio alla corte", come ci si sarebbe dovuto aspettare, il magistrato, un Democratico, cambiò la propria decisione, ammettendo le prove; il cliente di Lincoln fu poi assolto.

## Politico repubblicano: 1854-1860

### Nascita di un leader
L'aspro dibattito sull'ammissibilità o meno della pratica schiavista nei territori dell'Ovest esacerbò le tensioni regionalistiche preesistenti tra gli Stati del Sud e quelli del Nord; il "compromesso del 1850" non riuscì a disinnescare il problema. Negli anni immediatamente successivi al 1850 Lincoln sostenne gli sforzi per una mediazione sulla questione e il suo elogio funebre per Henry Clay si concentrò sul sostegno di quest'ultimo verso una progressiva emancipazione e nell'opposizione a entrambi gli estremismi.
Attingendo alla corrente antischiavista dei Whig e raccogliendo ex membri del Free Soil Party, del "Liberty Party" e di alcuni esponenti anti-schiavisti dei Democratici, il neonato Partito Repubblicano si formò nel 1854 come una forza politica essenzialmente settentrionale e abolizionista. Lincoln resistette ai primi tentativi fatti per reclutarlo, temendo che potesse servire da trampolino di lancio per gli abolizionisti estremisti; per un breve periodo sperò di riuscire a far rifiorire i Whig, sebbene non mancasse di lamentarsi della sua crescente vicinanza con il movimento nativista e anti-immigrati Know Nothing.
Nel 1854 fu scelto nuovamente per far parte del Parlamento statale, ma rifiutò di assumere l'incarico. Le elezioni di quell'anno mostrarono la forte opposizione alla Kansas-Nebraska Act; a questo punto Lincoln cercò la nomina a senatore al Congresso. A quel tempo i senatori venivano scelti dal parlamento statale. Dopo essere arrivato in testa nelle prime sei votazioni, senza ottenere la maggioranza qualificata necessaria, incaricò i propri sostenitori di optare per Lyman Trumbull. Quest'ultimo, un Democratico antischiavista, aveva ricevuto pochi voti nelle precedenti votazioni; coloro che lo supportavano, fossero anche non Democratici, avevano promesso di non votare alcun Whig. La decisione di Lincoln di ritirarsi permise la convergenza tra ex Whig e Democratici antischiavisti, potendo così sconfiggere il candidato democratico favorito, il governatore dell'Illinois Joel Aldrich Matteson.

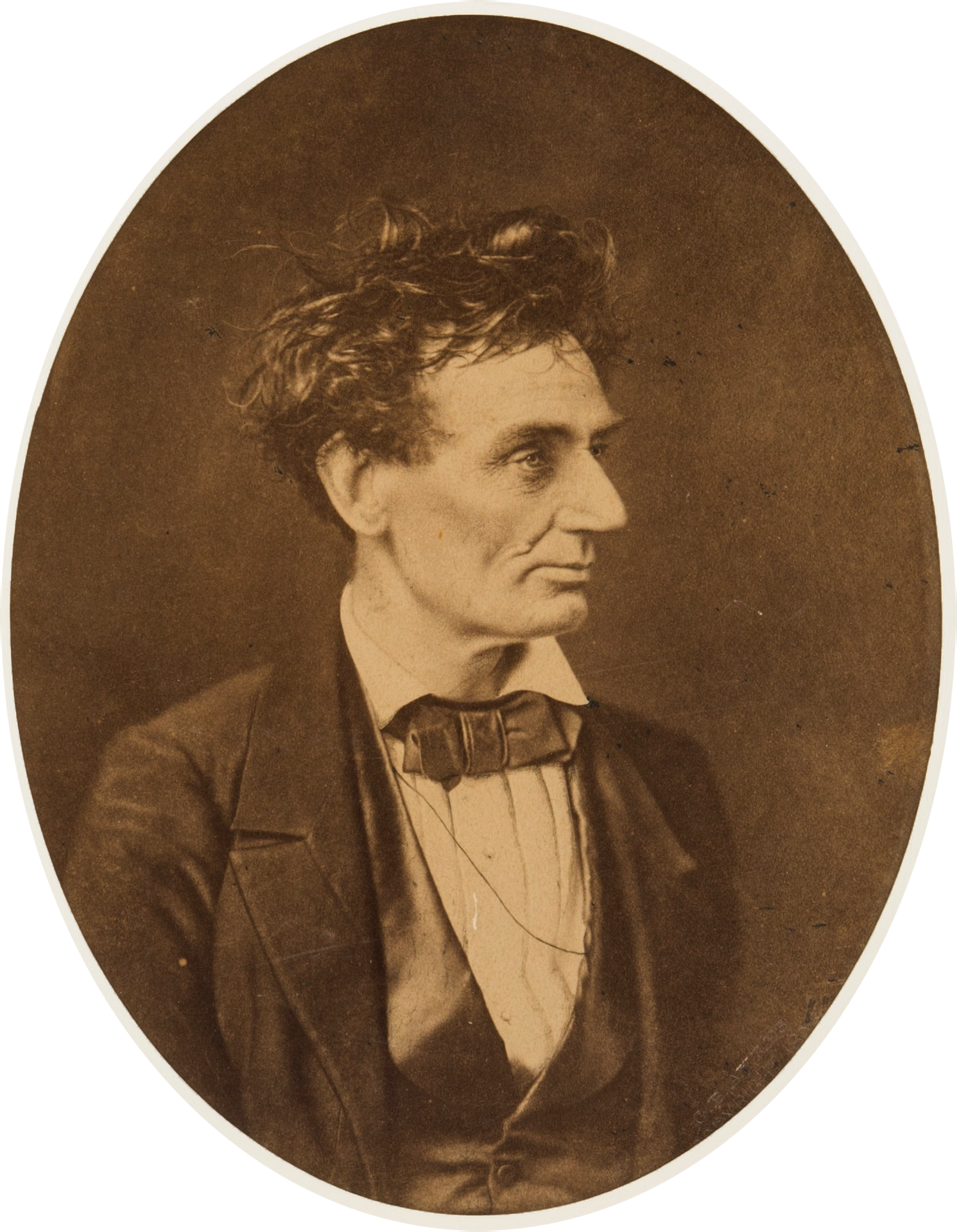
Abraham Lincoln nel 1857

I continui scontri politici violenti in Kansas (il "bleeding Kansas") mantennero forte l'opposizione alla Kansas-Nebraska Act in Illinois e in tutto il Nord. Con l'avvicinarsi delle elezioni presidenziali del 1856 Lincoln abbandonò l'oramai defunto Partito Whig e approdò tra le file dei Repubblicani. Partecipò alla "convention di Bloomington" nel maggio di quell'anno, che istituì formalmente il Partito Repubblicano dell'Illinois. Il programma politico affermava che il Congresso aveva i pieni diritti di regolamentare la schiavitù nei territori e richiedeva l'immediata ammissione del Kansas come Stato libero. Lincoln pronunziò il discorso finale, in cui appoggiò il programma del partito, ma chiese anche di fare di tutto per preservare l'unione della nazione.
Alle elezioni di novembre Buchanan batté entrambi i suoi sfidanti, ma Frémont vinse in diversi Stati del Nord e il repubblicano William Henry Bissell riuscì a vincere come governatore dell'Illinois; Lincoln si trovò a essere il leader incontrastato dei Repubblicani dell'Illinois.
Lo storico Eric Foner (2010) mette in contrapposizione gli abolizionisti e gli anti-schiavisti Repubblicani Radicali del Nordest, che consideravano la schiavitù come un peccato morale, con i Repubblicani conservatori, che pensavano che fosse un male perché finiva col danneggiare gli stessi bianchi e col bloccare il progresso e lo sviluppo economico. Foner sostiene che Lincoln era un moderato centrista, opponendosi alla schiavitù principalmente perché violava i principi del repubblicanesimo instillati dai Padri fondatori, in particolare l'uguaglianza di tutti gli uomini e l'autogoverno democratico così come espresso nella Dichiarazione d'indipendenza.
Nel marzo del 1857, appena due giorni dopo l'insediamento della presidenza di James Buchanan, la Corte suprema emise la sentenza sul caso "Dred Scott contro Sandford"; il presidente della Corte Roger Brooke Taney affermò che i neri non potevano in alcun caso venire considerati come cittadini e che pertanto non possedevano neppure nessuno dei diritti concessi dalla Costituzione degli Stati Uniti. Mentre molti Democratici speravano che il caso di Dred Scott ponesse fine alla disputa sulla schiavitù nei territori, la sentenza provocò invece un'ulteriore ondata di indignazione nel Nord. Lincoln asserì che tale sentenza era il prodotto di una cospirazione dei Democratici per favorire il "potere schiavista":

### Dibattiti Lincoln-Douglas e discorso di Cooper Union

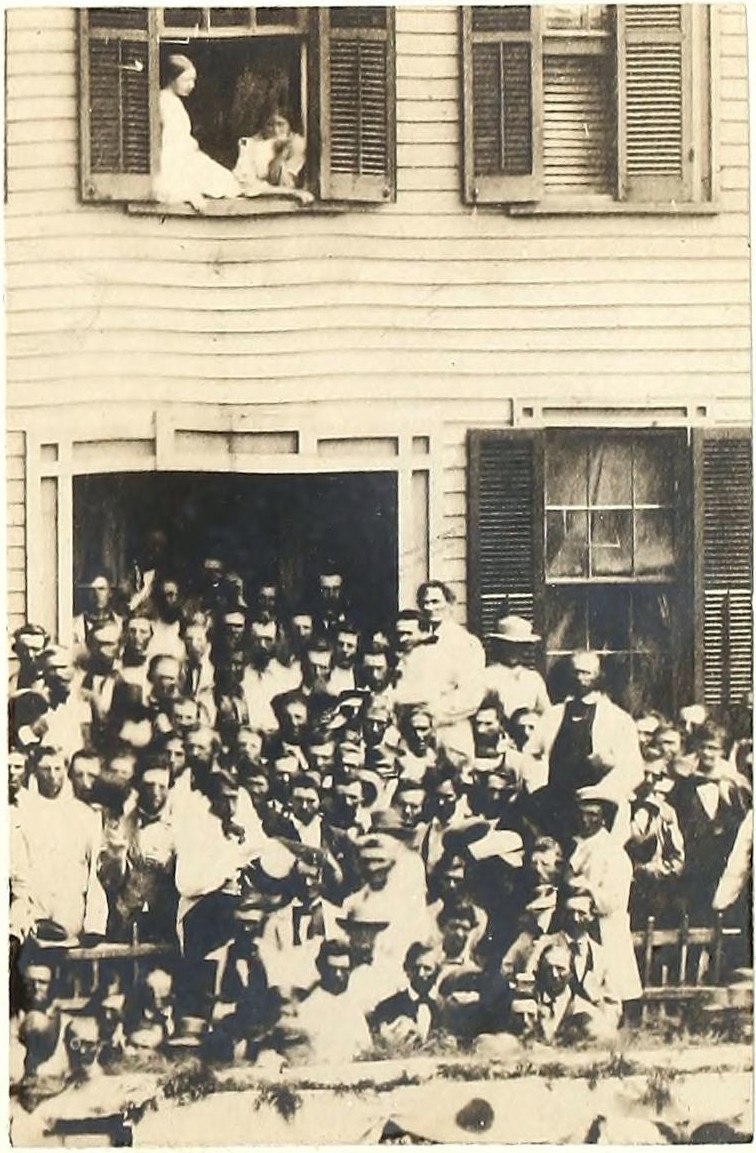
Abraham Lincoln con i propri sostenitori davanti alla sua abitazione nel 1858

Stephen A. Douglas era pronto per farsi riconfermare senatore dell'Illinois nel 1858, ma Lincoln sperò di poter sconfiggere il potente democratico del suo stesso Stato. Molti nel Partito Repubblicano ritenevano che un ex Whig dovesse essere nominato nel 1858; il fatto che Lincoln si fosse speso a favore di Trumbull durante la campagna elettorale del 1856 gli aveva fatto guadagnare un certo credito. Alcuni Repubblicani dell'Est erano a favore della ricandidatura di Douglas, grazie alla sua opposizione alla "Costituzione di Lecompton", scritta dal parlamento schiavista del Kansas, ma molti Repubblicani dell'Illinois percepirono ciò come un'interferenza. Per la prima volta i Repubblicani dell'Illinois indissero una Convention per trovare un candidato comune; Lincoln ottenne la nomina del Partito, senza grande opposizione. Al momento dell'accettazione pronunciò il celebre "Discorso della casa divisa", attingendo alle parole del Vangelo secondo Marco 3:25: "Una casa divisa contro se stessa non può reggere, credo che questo governo non possa resistere in permanenza per metà schiavista e per metà libero, non mi aspetto che l'Unione si dissolva. Non mi aspetto che la casa crolli, ma mi aspetto che cessi di essere divisa: diventerà tutta una cosa o tutta un'altra". Il discorso ebbe la forza di evocare un'immagine del pericolo di disunione causato dal dibattito sulla schiavitù ed ebbe la capacità di ricompattare tutti i Repubblicani del Nord. L'attenzione si concentrò sul parlamento statale, che avrebbe dovuto scegliere Lincoln o Douglas come senatore. Una volta informato della nomina di Lincoln, l'avversario dichiarò: "Egli è l'uomo forte del suo Partito... e se lo sconfiggo la mia vittoria sarà di certo stentata".
Durante la campagna si svolsero i sette dibattiti Lincoln-Douglas, che sarebbero rimasti i più famosi scontri politici dell'intera storia degli Stati Uniti. I contendenti rappresentavano un netto contrasto sia fisicamente sia politicamente; Lincoln avvertì che "il potere schiavista" stava minacciando i valori del Repubblicanesimo e accusò Douglas di falsare i valori dei Padri fondatori che asserirono esplicitamente che tutti gli uomini sono stati creati uguali. Douglas, dal canto suo, mise in risalto la sua "dottrina di Freeport", in base alla quale i coloni locali avrebbero dovuto rimanere liberi di scegliere se consentire o meno la pratica schiavista: accusò Lincoln di essersi schierato dalla parte degli abolizionisti più fanatici.

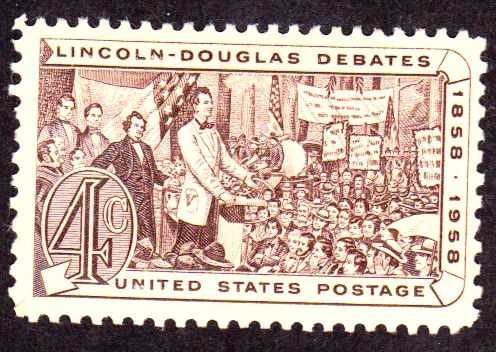
Francobollo del 1950 che commemora i dibattiti Lincoln-Douglas

I dibattiti presero un'aria quasi da concorso a premi e attirarono folle di migliaia di persone. Lincoln affermò che la teoria del principio di sovranità popolare di Douglas costituiva una minaccia per la moralità stessa della nazione, un'autentica cospirazione per estendere la schiavitù anche negli Stati liberi. Questi ribatté che lo sfidante stava apertamente contestando l'autorità della Corte Suprema e la sua legittima sentenza nel caso "Dred Scott contro Sandford".
Anche se i candidati repubblicani al parlamento statale raccolsero la maggioranza dei voti popolari, i Democratici conquistarono più seggi; pertanto Douglas poté essere rieletto. Nonostante la sconfitta, la capacità di Lincoln di articolare i problemi in campo gli diede la definitiva statura politica nazionale.
Nel maggio del 1859 acquistò l'"Illinois Staats-Anzeiger", un giornale in lingua tedesca che svolse un ruolo consistente di supporto; la maggior parte dei 130 000 tedeschi americani dello Stato votavano Democratico, ma un quotidiano espressamente rivolto alla loro comunità poteva innescare una discreta mobilitazione a favore dei Repubblicani.
All'indomani dell'elezione i maggiori giornali iniziarono a indicare spesso proprio Lincoln come potenziale candidato presidenziale repubblicano nel 1860, con William H. Seward, Salmon P. Chase, Edward Bates e Simon Cameron che incombevano come rivali per la nomination. Mentre egli rimaneva assai popolare negli Stati Uniti d'America medio-occidentali, gli mancava però ancora il supporto decisivo negli Stati Uniti d'America nord-orientali; rimase pertanto in dubbio se dovesse candidarsi subito per la presidenza. A gennaio dichiarò infine a un gruppo di alleati politici che avrebbe accettato la nomina, sempre che questa gli fosse stata offerta; nei mesi successivi diversi giornali locali si schierarono apertamente dalla parte di Lincoln.

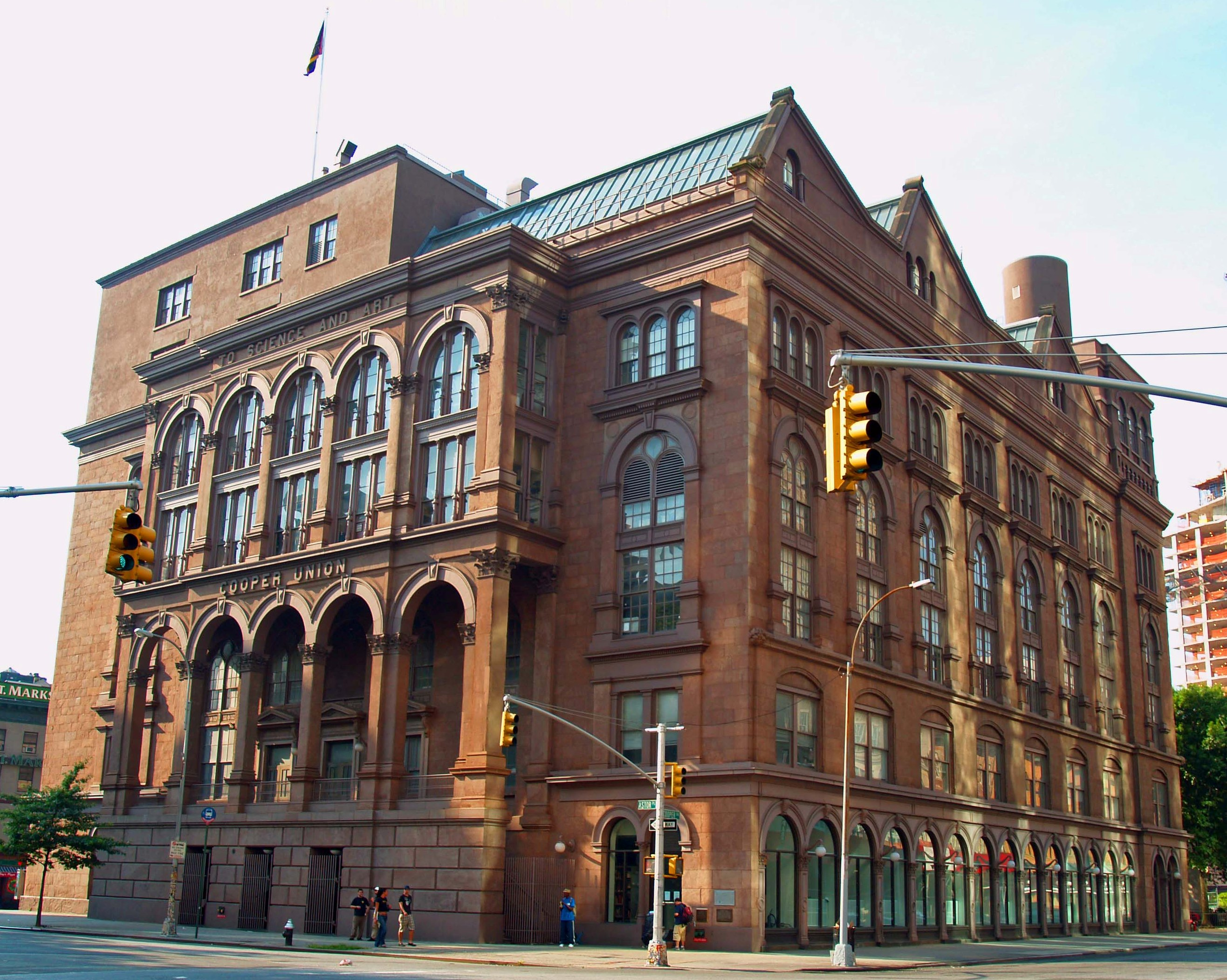
La The Cooper Union for the Advancement of Science and Art nel 2007

Il 27 febbraio i leader del partito di New York lo invitarono a tenere un discorso alla The Cooper Union for the Advancement of Science and Art, da poco inaugurata. Lincoln sostenne che i "Padri fondatori" avevano ben poco a che fare con la presunta "sovranità popolare" e che avevano invece ripetutamente cercato di limitare la schiavitù; insistette inoltre sul fatto che le fondamenta morali dei Repubblicani richiedevano l'opposizione allo schiavismo e respinse ogni "tentativo di cercare un compromesso tra quello che è giusto e quello che è invece irrimediabilmente sbagliato". Nonostante la sua apparenza inelegante - molti tra il pubblico lo consideravano imbarazzante e persino brutto - Lincoln dimostrò una leadership intellettuale che lo lanciò tra le prime posizioni quanto a influenza all'interno del partito e in lizza per la nomina presidenziale. Il giornalista Noah Brooks riferì: "Nessun uomo ha mai fatto una simile impressione nel suo primo appello a un pubblico newyorkese".
Lo storico David Herbert Donald definì il comizio come una "superba mossa politica per un candidato non annunciato, per apparire nello stesso Stato di un rivale potenziale (Seward) in un evento sponsorizzato dai fedeli del secondo rivale (Chase), senza menzionare per nome né l'uno né l'altro durante tutto il discorso". In risposta a un'inchiesta sulle sue intenzioni presidenziali, Lincoln dichiarò: "Il sapore è già un po' nella mia bocca".

### Nomination e campagna elettorale del 1860
(Walt Whitman)
Il 9-10 maggio del 1860 si tenne a Decatur la Convention repubblicana nell'Illinois. I seguaci di Lincoln organizzarono un comitato elettorale guidato da David Davis, Norman Blue Judd, Leonard Swett e Jesse Kilgore Dubois; Lincoln ricevette il primo sostegno pubblico per candidarsi alla presidenza. Sfruttando la leggenda abbellita dei suoi giorni di frontiera assieme al padre (disboscando appezzamenti e spaccando legna per farne assi, rail, per recinzioni) i suoi sostenitori adottarono il motto "The Rail Candidate". Egli si descrisse così: "Sono alto circa sei piedi e quattro pollici (193 cm, NdT), di costituzione slanciata, con un peso medio di cento ottanta libbre (80 kg, NdT), carnagione scura, con capelli neri crespi e occhi grigi".

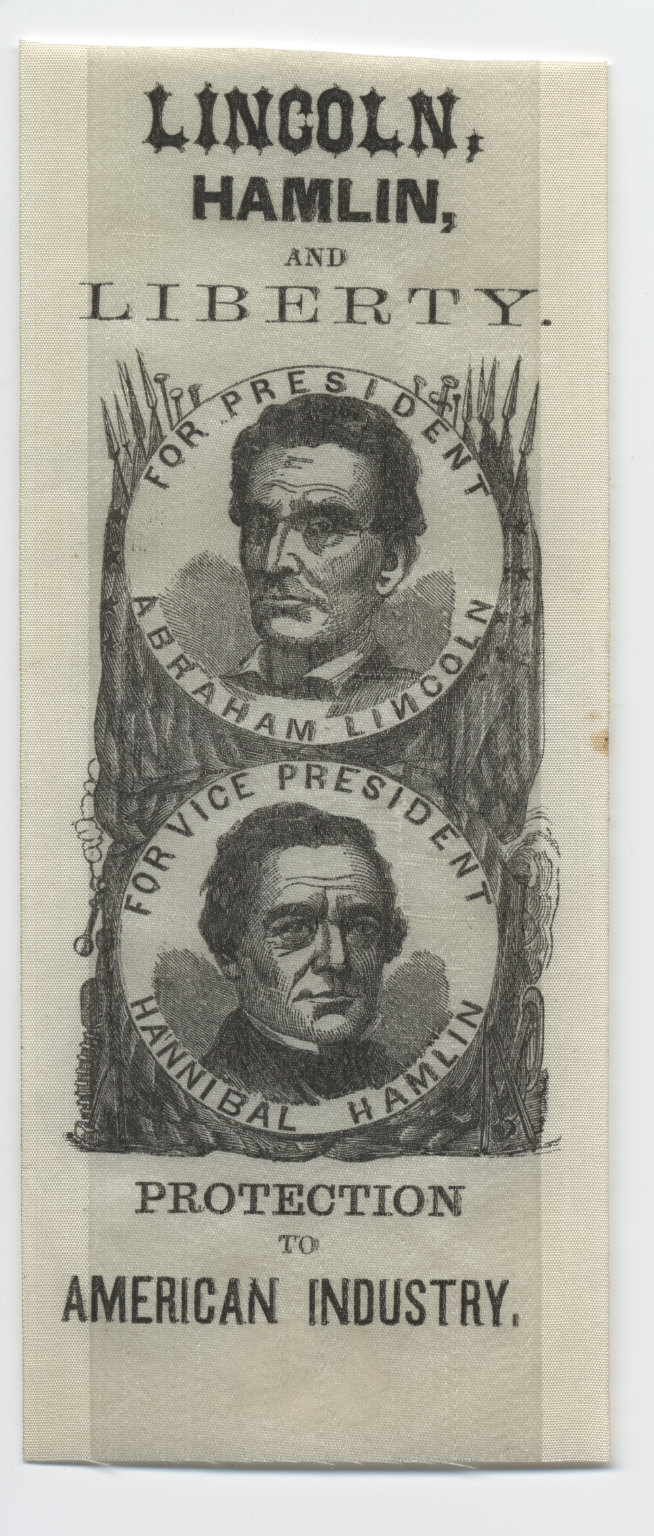
"Lincoln, Hamlin e Libertà. Protezione delle industrie americane", nastro della campagna elettorale repubblicana

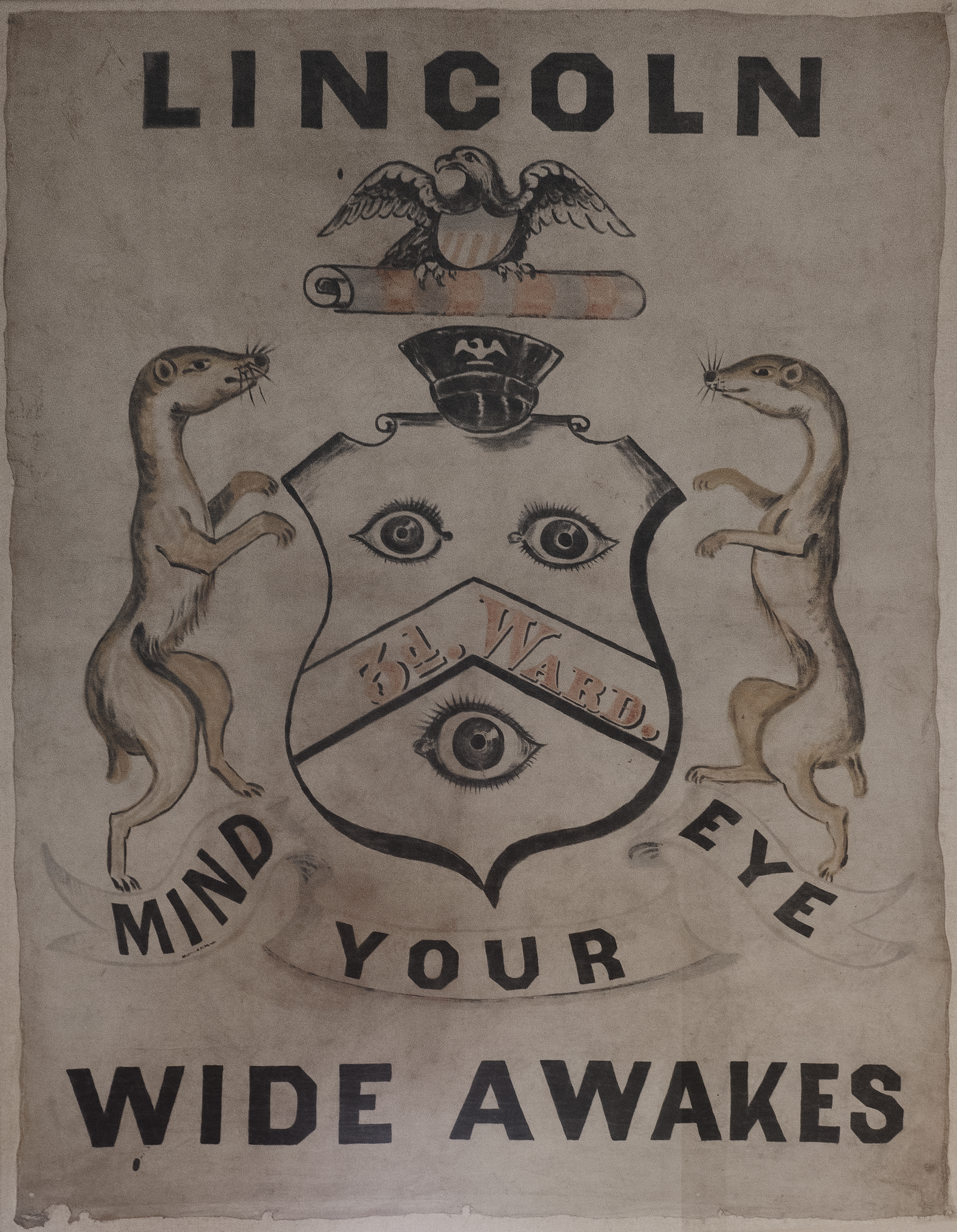
Stemma della Wide Awakes nel "Old State Capitol State Historic Site" di Springfield

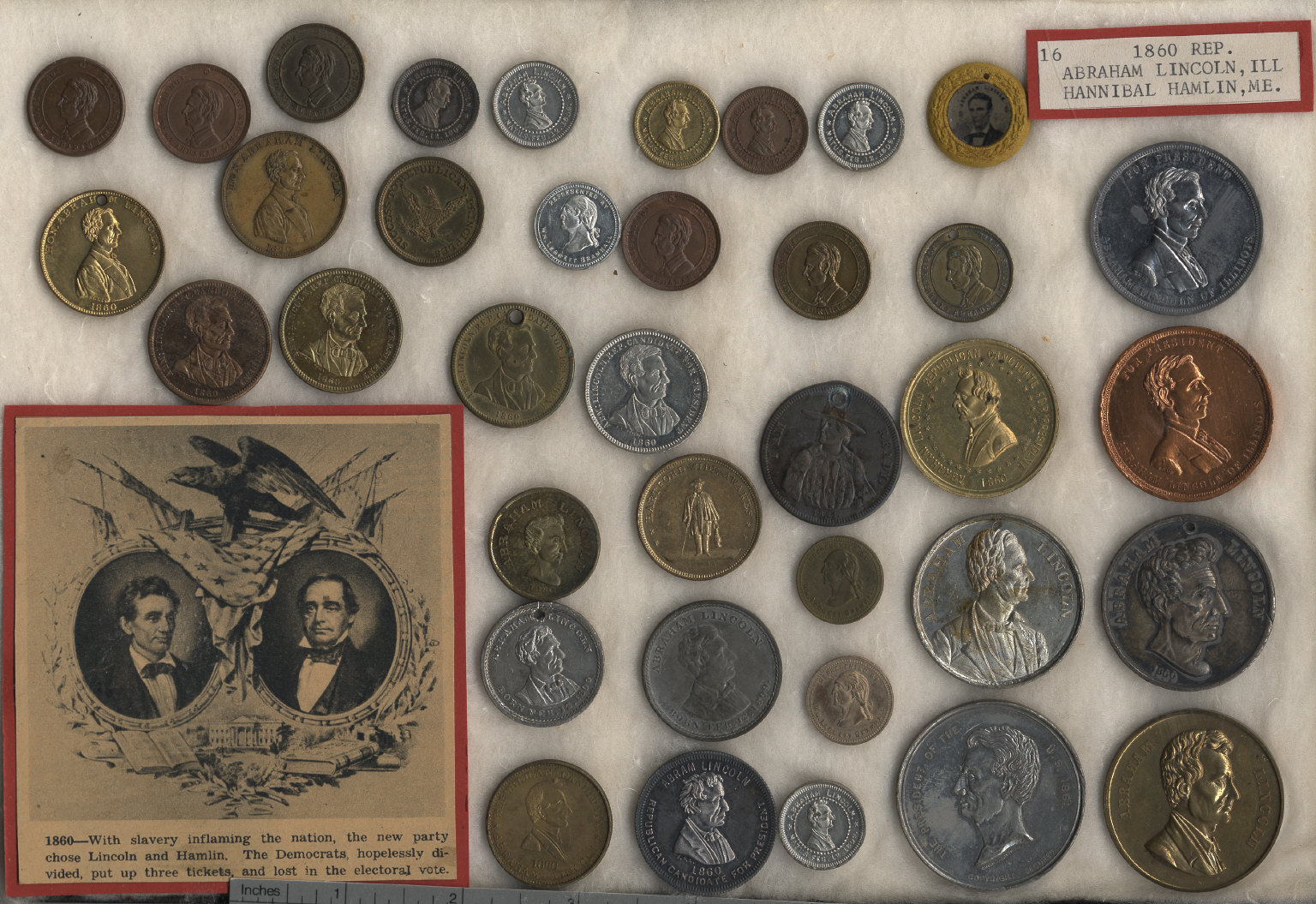
Monili con l'effige dei due candidati repubblicani

Il 18 maggio, alla Convention nazionale repubblicana di Chicago, gli amici riuscirono - anche grazie a promesse improprie - a fargli ottenere la nomination già al terzo scrutinio, battendo candidati come Seward e Chase. Un ex Democratico, Hannibal Hamlin del Maine, gli fu affiancato come candidato vicepresidente, come bilanciamento. Il successo dipendeva in gran parte dalla sua reputazione di moderato sulla questione schiavista, dal suo forte sostegno ai programmi di investimenti in infrastrutture e di dazi doganali. Furono decisivi i delegati della Pennsylvania, legati agli interessi dell'industria del ferro di quello Stato e attratti dalla prospettiva di alti dazi. Gli attivisti di Lincoln si erano focalizzati su questa delegazione, cercando di restare fedeli alla richiesta di Lincoln di "non stipulare accordi elettorali che siano un vincolo".
La maggior parte dei Repubblicani era d'accordo con Lincoln sul fatto che il Nord fosse penalizzato dal "potere schiavista", che influenzava sempre più il governo nazionale e la presidenza di James Buchanan. Per tutti gli anni 1850 Lincoln dubitò che vi fosse la possibilità di una guerra civile e i suoi sostenitori respinsero l'ipotesi che la sua elezione avrebbe incitato alla secessione.
Douglas fu scelto come candidato dei Democratici del Nord. I delegati di undici Stati schiavisti abbandonarono la Convention Democratica, in disaccordo con la sua posizione sulla sovranità popolare, e alla fine selezionarono il vicepresidente in carica John C. Breckinridge come loro candidato. Infine, un gruppo di ex Whig e Know Nothing costituì il Constitutional Union Party e nominò John Bell del Tennessee. Lincoln e Douglas sarebbero stati in competizione per i voti nel Nord, mentre Bell e Breckinridge trovarono principalmente supporto nel Sud.
Prima ancora della Convention repubblicana, il comitato elettorale di Lincoln cominciò a stringere rapporti con un'organizzazione nazionale giovanile, la Wide Awakes, e la usò per generare sostegno popolare in tutto il Paese per le registrazioni elettorali, supponendo che i nuovi e i più giovani elettori tendessero a votare per un nuovo partito. Inoltre, molti al Nord iniziarono ad appoggiare Lincoln, poiché ritenevano che il Sud avrebbe sicuramente votato contro di lui.
Mentre Douglas e gli altri candidati iniziarono le loro campagne elettorali, Lincoln rimase l'unico a non dare discorsi in pubblico, facendo affidamento sull'entusiasmo dei volontari del partito. Il risultato del loro lavoro porta a porta produsse consistenti maggioranze in tutto il Nord e un'abbondanza di manifesti pubblicitari, volantini e editoriali di giornali. I Repubblicani si concentrarono sul programma del partito e sulla storia della vita di Lincoln, sottolineando la povertà patita da piccolo. L'obiettivo era dimostrare il potere superiore del "lavoro libero", in base al quale un qualsiasi ragazzo contadino poteva raggiungere la cima grazie ai suoi soli sforzi. La quantità di giornali favorevoli ai Repubblicani fu molto maggiore di tutti i rivali; un autore del Chicago Tribune pubblicò un opuscolo con la vita dettagliata di Lincoln, vendendone da 100 a 200 000 copie.

## Presidenza

### Elezioni del 1860 e secessione
Il 6 novembre Lincoln fu eletto come 16º presidente degli Stati Uniti d'America, battendo Douglas, Breckinridge e Bell; fu il primo esponente del Partito Repubblicano ad accedere alla carica. La sua vittoria si dovette interamente al forte sostegno conquistato al Nord e nell'Ovest; non era presente sulle schede elettorali in dieci dei quindici Stati schiavisti e negli altri arrivò primo solo in due delle 996 contee meridionali. Ottenne 1 866 452 voti, contro 1 376 957 di Douglas, 849 781 di Breckinridge e 588 789 di Bell. L'affluenza alle urne toccò l'82,2%. Lincoln vinse negli Stati liberi del Nord, in California e nell'Oregon. Douglas si impose solamente nel Missouri, mentre raccolse alcuni grandi elettori del New Jersey, mentre gli altri andarono a Lincoln. Bell vinse in Virginia, Tennessee e nel Kentucky; Breckinridge trionfò nel resto del Sud.

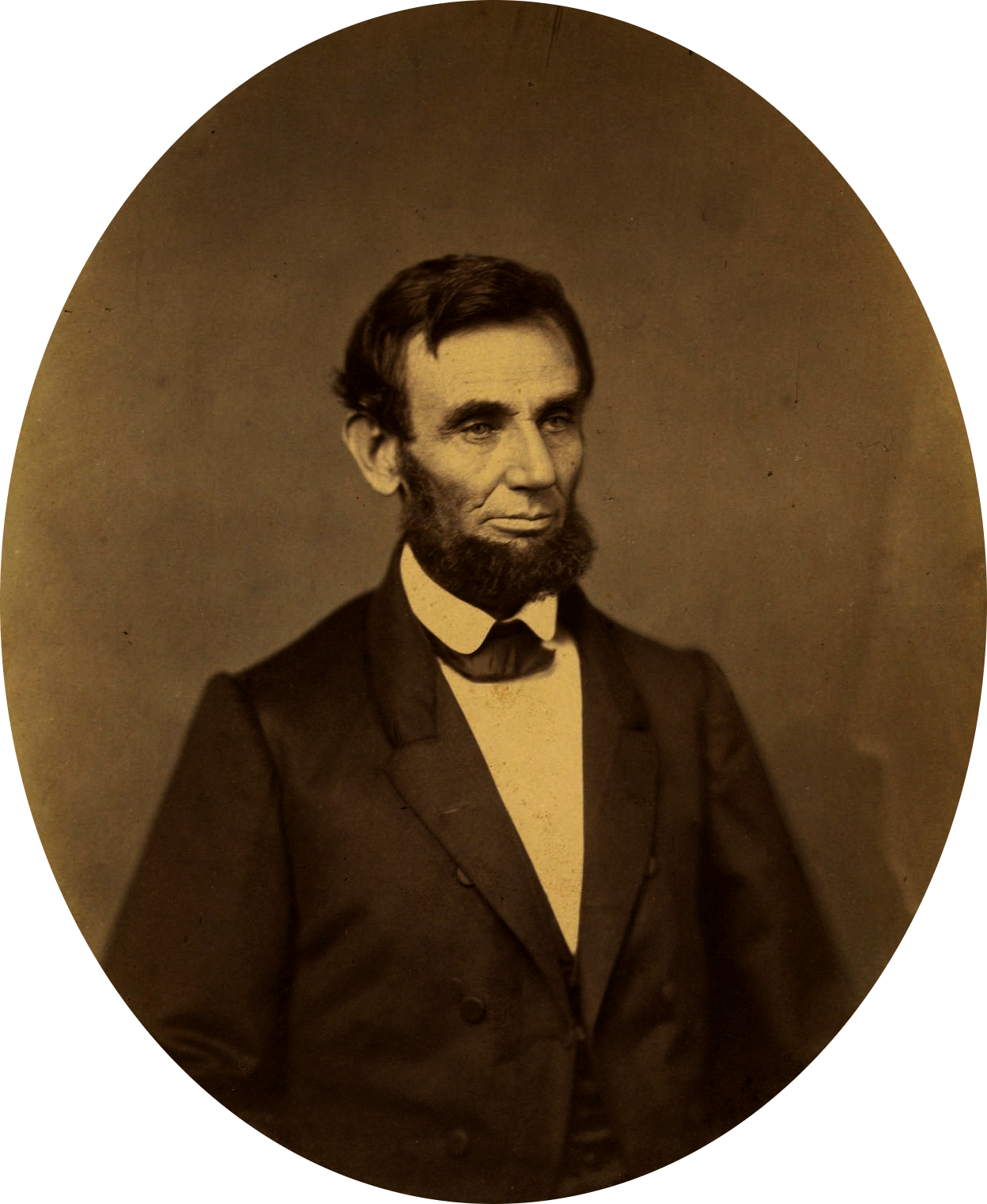
Il primo fotoritratto di Abraham Lincoln presidente (datato tra il 1º marzo e il 30 giugno 1861)

Sebbene avesse raccolto solo la maggioranza relativa di voti popolari, la sua vittoria nel collegio elettorale fu netta: Lincoln aveva 180 grandi elettori, mentre i suoi avversari messi insieme ne avevano solo 123. Gli avversari di Lincoln si presentarono coalizzati nello Stato di New York, nel Rhode Island, in Pennsylvania e nel New Jersey, ma Lincoln vinse nei primi tre e prese alcuni grandi elettori nel quarto. Anche se la stessa coalizione si fosse presentata in tutti gli Stati, sulla base dei voti popolari espressi Lincoln avrebbe comunque ottenuto la maggioranza di grandi elettori.
Quando fu evidente che Lincoln aveva vinto, i secessionisti chiarirono la loro intenzione di lasciare l'Unione ancor prima che entrasse in carica il 4 marzo seguente. Il 20 dicembre 1860 la Carolina del Sud prese l'iniziativa, adottando un'ordinanza di secessione; seguirono il 1º febbraio 1861 la Florida, il Mississippi, l'Alabama, la Georgia, la Louisiana e il Texas. Sei di questi Stati adottarono una costituzione autonoma e si dichiararono una nazione sovrana, gli Stati Confederati d'America.
Gli Stati superiori del Sud e del confine (il Delaware, il Maryland, la Virginia, la Carolina del Nord, il Tennessee, il Kentucky, il Missouri e l'Arkansas), che sarebbero divenuti i cosiddetti Stati cuscinetto nella guerra civile, inizialmente rigettarono l'appello. Il presidente uscente James Buchanan e il presidente eletto Lincoln si rifiuteranno categoricamente di riconoscere la nuova entità politica, dichiarando illegale la secessione. La Confederazione scelse Jefferson Davis come presidente provvisorio, il 9 febbraio.
Vi furono tentativi di mediazione. Il "compromesso Crittenden" (dal nome di John Jordan Crittenden,  testo completo su Wikisource.) proponeva di estendere la linea segnata dal "compromesso del Missouri" dividendo i territori in schiavisti e liberi, ma trovò l'opposizione di Lincoln e del Partito Repubblicano, perché in contrasto con il loro programma elettorale contrario all'estensione della schiavitù. Lincoln disse: "Morirò prima di acconsentire... a qualsiasi concessione o compromesso che sembri acquisire il privilegio di prendere il controllo di questo governo, al quale noi abbiamo diritto secondo la Costituzione".
Tuttavia parve tacitamente acconsentire alla proposta dell'"emendamento Corwin" (dal nome del suo autore Thomas Corwin), che fu approvato dal Congresso prima che egli entrasse nelle sue piene funzioni e che rimase in attesa della ratifica da parte degli Stati. Tale progetto avrebbe protetto la schiavitù negli Stati in cui esisteva già, oltre a garantire che il Congresso non avrebbe interferito senza l'esplicito consenso del Sud. Ancora alcune settimane prima della guerra, il presidente inviò una lettera a tutti i governatori per informarli che il Congresso aveva approvato una risoluzione per emendare la Costituzione. Sembrò quindi rimanere disponibile alla possibilità di una convenzione costituzionale per apportarvi modifiche.
Nel periodo precedente all'insediamento tenne discorsi in pubblico e nei parlamenti in tutto il Nord; evitò anche un attentato progettato a Baltimora, che fu scoperto dal capo della sua sicurezza, il detective Allan Pinkerton. Il 23 febbraio giunse in segreto e sotto mentite spoglie a Washington, che fu immediatamente posta sotto la protezione di una considerevole guarnigione militare.
Lincoln si rivolse al Sud nel suo discorso inaugurale, proclamando ancora una volta che non aveva nessuna inclinazione ad abolire la schiavitù negli Stati del Sud:
(Primo discorso inaugurale, 4 marzo 1861 ( testo completo su Wikisource.).)
Il presidente concluse con un accorato appello: "Non siamo nemici, bensì amici. Non dobbiamo essere nemici... Anche se la passione può essere forte, non deve rompere i nostri legami d'affetto. Gli accordi mistici di memoria, che provengono da ogni campo di battaglia e tomba patriottica, ogni cuore vivo e pietra del focolare - in tutta questa vasta terra - continueranno a gonfiare il coro dell'Unione, quando saranno ancora toccati, sicuramente lo saranno, dagli angeli migliori della nostra natura".
Il fallimento della "Conferenza di Pace" tenutasi al "Willard InterContinental Washington" segnalò che l'ipotesi di compromesso era impossibile. Si era a marzo del 1861 e nessun leader dell'insurrezione aveva proposto di riunirsi all'Unione in qualsiasi forma. Nel frattempo, Lincoln e la leadership repubblicana concordarono che lo smantellamento dell'Unione non poteva essere tollerato. Il presidente tornò su questi momenti in occasione del discorso inaugurale della sua seconda presidenza ( testo completo su Wikisource.), mentre la guerra stava ormai volgendo al termine:

### Guerra civile

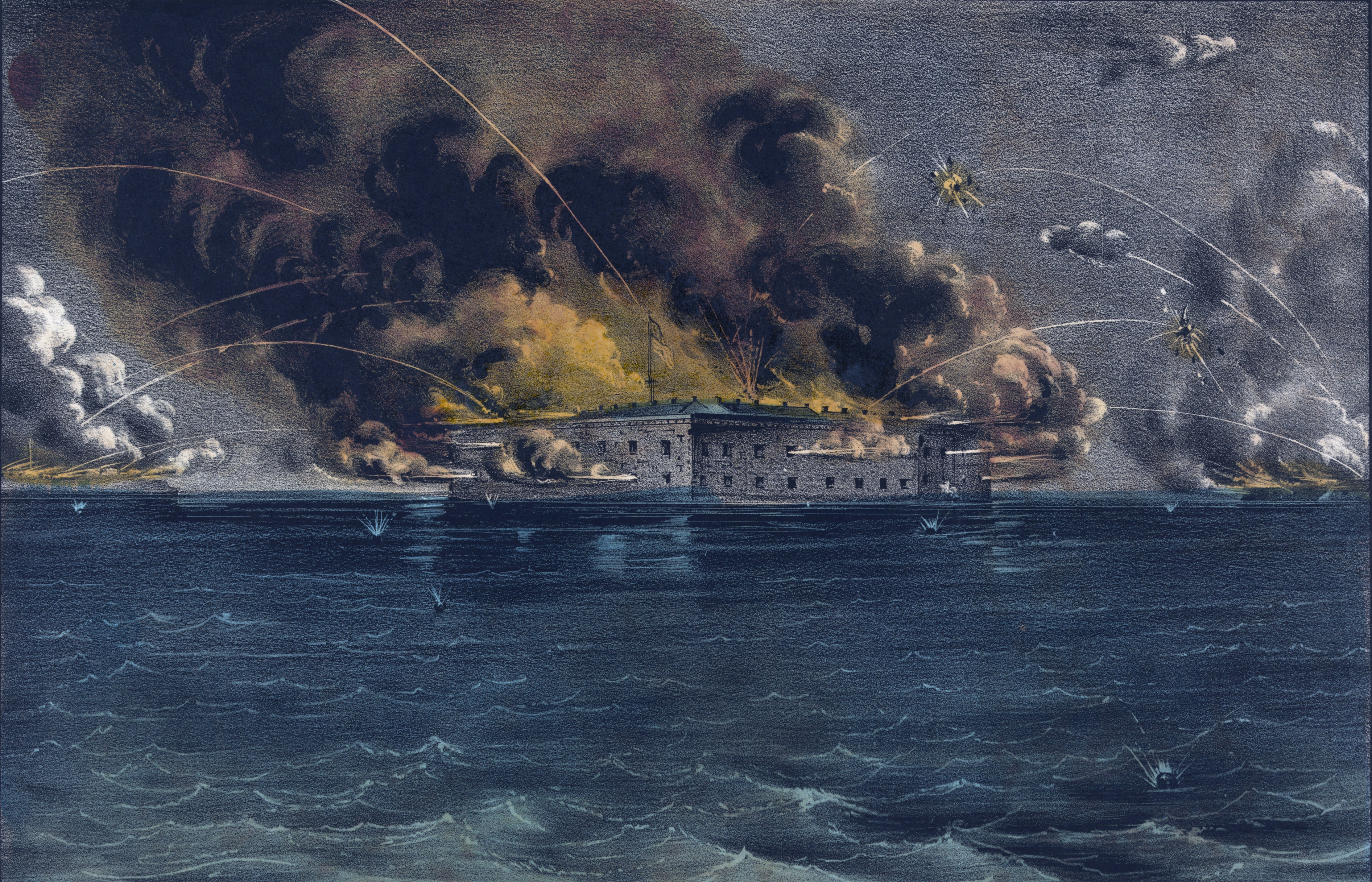
Il cannoneggiamento di Fort Sumter in una stampa di "Currier & Ives"

Il comandante di Fort Sumter nella Carolina del Sud, il maggiore Robert Anderson, inviò una richiesta di rifornimenti; l'ordine dato da Lincoln di soddisfare tale richiesta fu visto dai secessionisti come un atto di guerra. Il 12 aprile 1861 le forze confederate spararono contro le truppe dell'Union Army asserragliate all'interno del forte, costringendole alla resa: la guerra civile americana era iniziata.

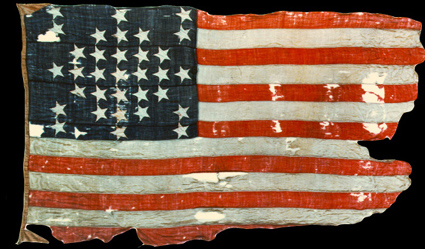
La bandiera degli Stati Uniti d'America del Fort Sumter

Lo storico Allan Nevins sostenne che il neopresidente commise tre errori di calcolo: sovrastimare la forza del sentimento unionista nel Sud, sottovalutare la gravità della crisi e non rendersi conto che gli unionisti meridionali erano contrari all'invasione da parte del Nord.
William Tecumseh Sherman parlò con Lincoln nel corso della settimana successiva all'inaugurazione e rimase "tristemente deluso" dal fatto che Lincoln non si fosse reso conto che "il paese stava dormendo sopra un vulcano" e che il Sud si stava preparando per la guerra. Lo storico David Herbert Donald conclude che "i suoi ripetuti sforzi per evitare la collisione nei mesi tra l'inaugurazione e l'avvio delle ostilità al Forte dimostrarono chiaramente che egli rimase coerente alla sua promessa di non essere il primo a spargere sangue fraterno, ma aveva anche promesso di non abbandonare i fortini. L'unica soluzione a queste posizioni contraddittorie era che i confederati sparassero il primo colpo: ed essi fecero proprio questo".
Il 15 aprile Lincoln invitò tutti gli Stati dell'Unione a inviare distaccamenti, per un totale di 75 000 soldati, per riconquistare le fortificazioni, proteggere la capitale federale e "preservare l'integrità del Paese", la quale, a suo avviso, era ancora intatta nonostante le azioni degli Stati secessionisti. Questa chiamata alle armi costrinse gli Stati a scegliere definitivamente da quale parte stare. La Virginia dichiarò la propria secessione e per tale motivo fu ricompensata dalla Confederazione, facendo diventare Richmond la capitale confederata, nonostante la posizione esposta, così vicina alle linee del fronte. Anche la Carolina del Nord, il Tennessee e l'Arkansas votarono per il distacco nei seguenti due mesi. Il sentimento separatista rimase forte anche nel Missouri e nel Maryland, ma non riuscì a prevalere; il Kentucky rimase neutrale. L'attacco confederato al Fort Sumter spinse tutti gli Stati a nord della linea Mason-Dixon alla difesa della nazione. A. Nevins afferma:
"Il bombardamento di Fort Sumter produsse una sorprendente cristallizzazione del sentimento del Nord... Una rabbia collettiva attraversò l'intero Nord. Da ogni parte arrivavano notizie di riunioni di massa, discorsi, risoluzioni, offerte di sostegno economico, la formazione di compagnie e reggimenti, la decisa azione di governatori e parlamenti schieratisi tutti a fianco di Lincoln".
Gli Stati unionisti cominciarono a far marciare i loro reggimenti verso sud. Il 19 aprile, a Baltimora, un gruppo di facinorosi che controllava i collegamenti ferroviari attaccò le truppe dell'Unione che stavano cambiando treno; gruppi guidati da leader locali in seguito bruciarono i ponti ferroviari verso la capitale. L'Union Army rispose facendo arrestare i maggiori funzionari locali del Maryland e imponendo la legge marziale. Lincoln sospese la validità dell'habeas corpus in tutte quelle aree in cui l'esercito ne sentiva la necessità, per assicurarsi che le truppe raggiungessero incolumi Washington. John Merryman, un funzionario del Maryland impegnato a ostacolare i movimenti delle truppe nordiste, presentò una petizione al presidente della Corte suprema Roger Brooke Taney di richiesta di habeas corpus e in giugno questi, agendo come giudice di circoscrizione, approvò la richiesta, poiché a suo parere solo il Congresso poteva sospendere la legge. Lincoln mantenne però la sua posizione di sospensione in aree circoscritte.

### Strategia militare dell'Unione
Dopo la battaglia di Fort Sumter, Lincoln prese il controllo esecutivo della guerra e stabilì la strategia militare dell'Unione; rispose a una crisi politica e militare senza precedenti adottando poteri senza precedenti da vero e proprio comandante in capo. Estese i propri poteri in fatto di guerra, ordinò un blocco navale a tutti i porti marittimi confederati, stanziò fondi ancora prima dell'approvazione del Congresso, sospese il precetto dell'habeas corpus e fece arrestare e imprigionare migliaia di sospetti simpatizzanti dei sudisti, senza processo. Per queste azioni il presidente si guadagnò il sostegno del Congresso e dell'opinione pubblica del Nord; inoltre dovette rafforzare le simpatie per l'Unione negli Stati cuscinetto nella guerra di secessione americana e evitò che la guerra diventasse internazionale.
| In questa carta:            | In questa carta: |
| --------------------------- | --- |
| Stati dell'Unione           | Territori dell'Unione |
| Gli Stati Cuscinetto        | Bleeding Kansas (Kansas sanguinoso), il più conteso degli Stati dopo la Kansas-Nebraska Act, il perno degli Stati cuscinetto |
| Stati Confederati d'America | Territori rivendicati e a tratti tenuti dalla Confederazione                                                                 |

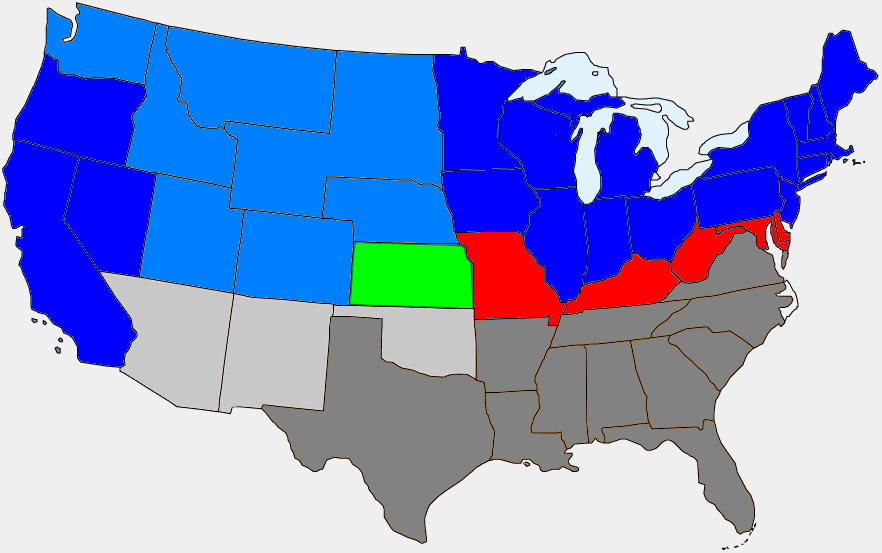

Sin dall'inizio fu chiaro che avere l'appoggio di tutti i partiti sarebbe stato essenziale per il successo finale e che ogni compromesso provocava scontenti da una parte o dall'altra dello schieramento politico, come per esempio la nomina di un Repubblicano o di un Democratico a un posto di comando militare. I "Copperheads" lo attaccavano per aver rifiutato di scendere a compromessi sulla questione della schiavitù; al contrario, i Repubblicani più radicali lo accusavano di muoversi troppo lentamente per la sua abolizione. Il 6 agosto 1861 firmò l'atto di confisca che autorizzava i procuratori giudiziari a catturare prima e a rendere liberi poi tutti gli schiavi che erano usati per sostenere lo sforzo bellico confederato. Nella pratica la legge ebbe un impatto limitato, ma indicò il sostegno politico all'abolizionismo.

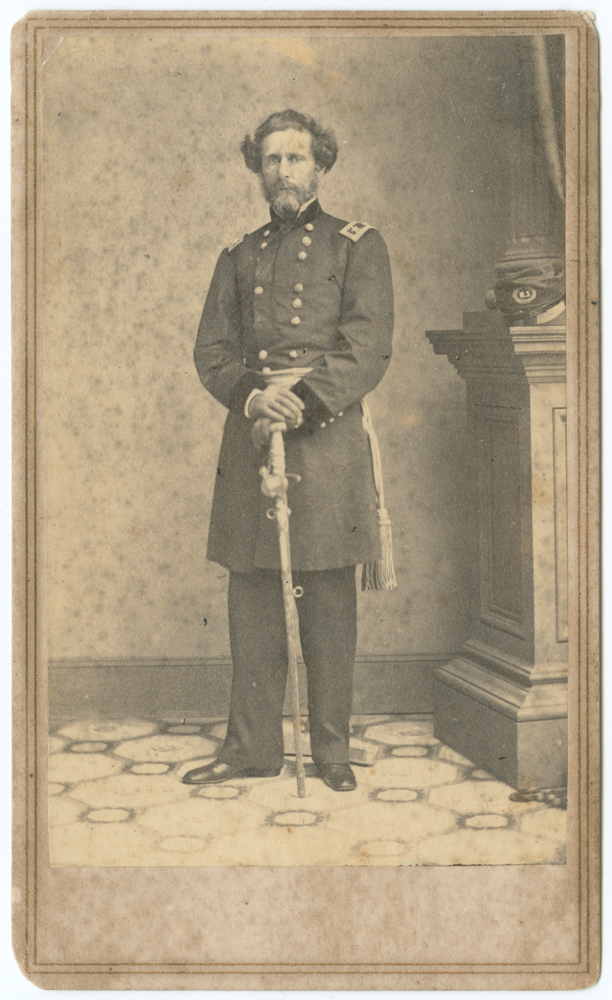
Il generale John Charles Frémont

Alla fine di agosto il generale John Charles Frémont, il primo candidato del Partito Repubblicano alle elezioni presidenziali, quelle del 1856, senza consultare i suoi superiori, emise un proclama che istituiva la legge marziale nel Missouri; esso dichiarava che qualsiasi privato cittadino trovato a portare armi con sé poteva essere processato dalla corte marziale e subire la fucilazione e che gli schiavi delle persone che aiutavano la ribellione sarebbero stati liberati. Frémont si trovava già accusato di negligenze nel suo comando del dipartimento del West, aggravate da sospetti di frode e corruzione. Lincoln annullò il proclama, ritenendolo di natura eminentemente politica, privo di necessità militare. Dopo questa azione presidenziale, gli arruolamenti nell'Unione provenienti dal Maryland, dal Kentucky e dal Missouri aumentarono di oltre 40 000 unità.
In politica estera l'obiettivo principale di Lincoln fu di fermare gli aiuti militari stranieri alla Confederazione. Si affidava al suo Segretario di Stato William H. Seward e lavorava a stretto contatto con il senatore Charles Sumner, presidente della commissione per le relazioni estere del Senato. L'incidente diplomatico noto come "affare Trent", scoppiato alla fine del 1861, minacciò di coinvolgere nella guerra il Regno Unito. La marina militare dell'Unione aveva difatti intercettato illegalmente in alto mare una nave postale britannica, la "Trent", e sequestrato due inviati confederati; il Regno Unito protestò con veemenza, mentre tutto il Nord applaudiva. Lincoln riuscì a mettere fine alla crisi rilasciando i due diplomatici. Il biografo James Garfield Randall ha analizzato le tecniche del successo di Lincoln:
Il presidente controllava scrupolosamente i rapporti telegrafici che arrivavano al Dipartimento della Guerra; mantenne sotto stretta osservazione tutte le fasi dello sforzo militare, consultandosi con i governatori e selezionando personalmente i generali in base al loro successo passato (nonché al loro Stato e partito d'appartenenza).
Nel gennaio del 1862, dopo le molte denunce sull'inefficienza e l'affarismo all'interno dello stesso Dipartimento della Guerra, sostituì Simon Cameron con Edwin McMasters Stanton come Segretario alla Guerra. Questi centralizzò le attività del ministero, controllando e cancellando i contratti, risparmiando al governo federale oltre 17 milioni di dollari; egli era un Democratico conservatore fermamente unionista e a favore del mondo degli affari, che si spostò verso i Repubblicani radicali. Fu l'alto responsabile che lavorò più spesso e più strettamente con Lincoln: "Stanton e Lincoln hanno virtualmente condotto la guerra insieme".
In termini di strategia bellica, Lincoln articolò due priorità: assicurare che Washington fosse difesa bene e condurre uno sforzo militare aggressivo per una vittoria rapida e decisiva; i principali redattori di giornali del Nordisti si aspettavano difatti la vittoria decisiva entro novanta giorni. Due volte alla settimana il presidente si incontrava con il suo gabinetto nel pomeriggio. A volte sua moglie Mary, preoccupata che stesse lavorando troppo, lo convinceva a fare un giro in carrozza. Lincoln imparò molto dalla lettura del libro teorico del suo capo di stato maggiore, il generale Henry Halleck, un discepolo dello stratega europeo Antoine de Jomini. Cominciò ad apprezzare la necessità critica di controllare i punti strategici, come ad esempio il fiume Mississippi; vide l'importanza strategica della città di Vicksburg e comprese la necessità di sconfiggere definitivamente l'esercito nemico, anziché conquistarne provvisoriamente il territorio.

### Il generale McClellan
Dopo la sconfitta dell'Unione nella prima battaglia di Bull Run, il primo grande scontro in campo aperto della guerra civile, e il ritiro dell'oramai anziano Winfield Scott alla fine del 1861, il presidente nominò il giovane generale George McClellan a comandante generale dell'esercito statunitense. Questi, laureatosi all'United States Military Academy, dirigente delle ferrovie e Democratico della Pennsylvania, impiegò diversi mesi a pianificare la sua campagna peninsulare, molto più a lungo di quanto Lincoln desiderasse.

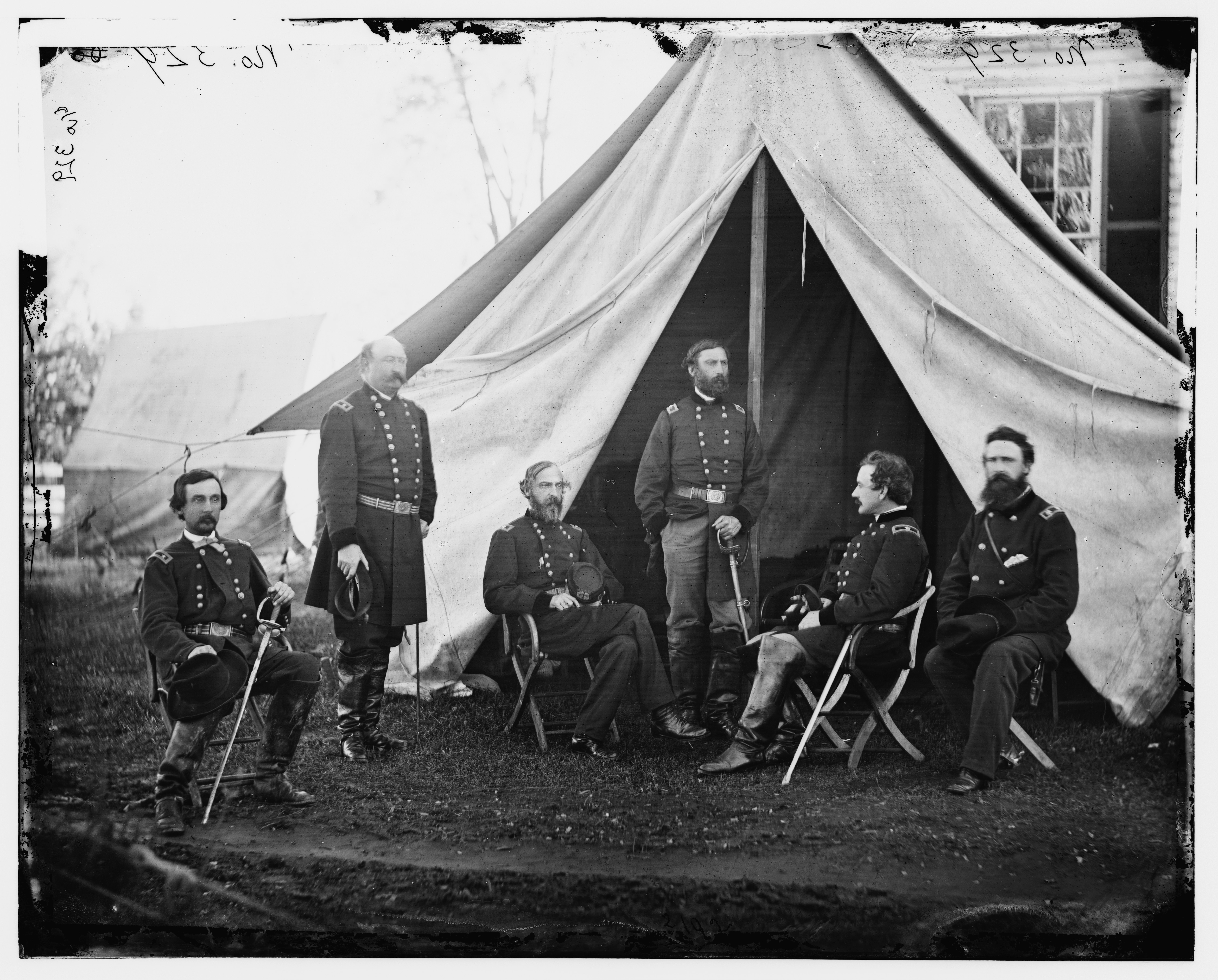
I comandanti dell'Armata del Potomac a Culpeper nel 1863. Da sinistra: Gouverneur K. Warren, William Henry French, George G. Meade, Henry Jackson Hunt, Andrew Atkinson Humphreys e George Sykes.

L'obiettivo avrebbe dovuto essere quello di conquistare Richmond, trasferendo l'Armata del Potomac in barca verso la Virginia sud-orientale e poi via terra verso la capitale confederata. I ripetuti ritardi di McClellan e la sua tesi secondo cui non erano necessarie truppe per difendere Washington riuscirono a irritare sia Lincoln sia il Congresso. Il presidente insistette per tenere alcuni reparti sempre pronti alla difesa della capitale; McClellan, che sopravvalutava costantemente la forza delle truppe confederate, incolpò quest'ultima decisione per il fallimento finale dell'intera campagna. Lincoln rimosse McClellan nel marzo del 1862, dopo che in una sua lettera offrì consigli politici non richiesti al presidente, sollecitandolo alla massima cautela. La carica rimase vacante fino a luglio, quando fu nominato Henry Halleck. John Pope fu chiamato a capo della nuova Armata della Virginia; questi rispettò la strategia desiderata da Lincoln di spostarsi verso Richmond partendo dal nord, proteggendo così la capitale da un eventuale attacco proveniente da sud.

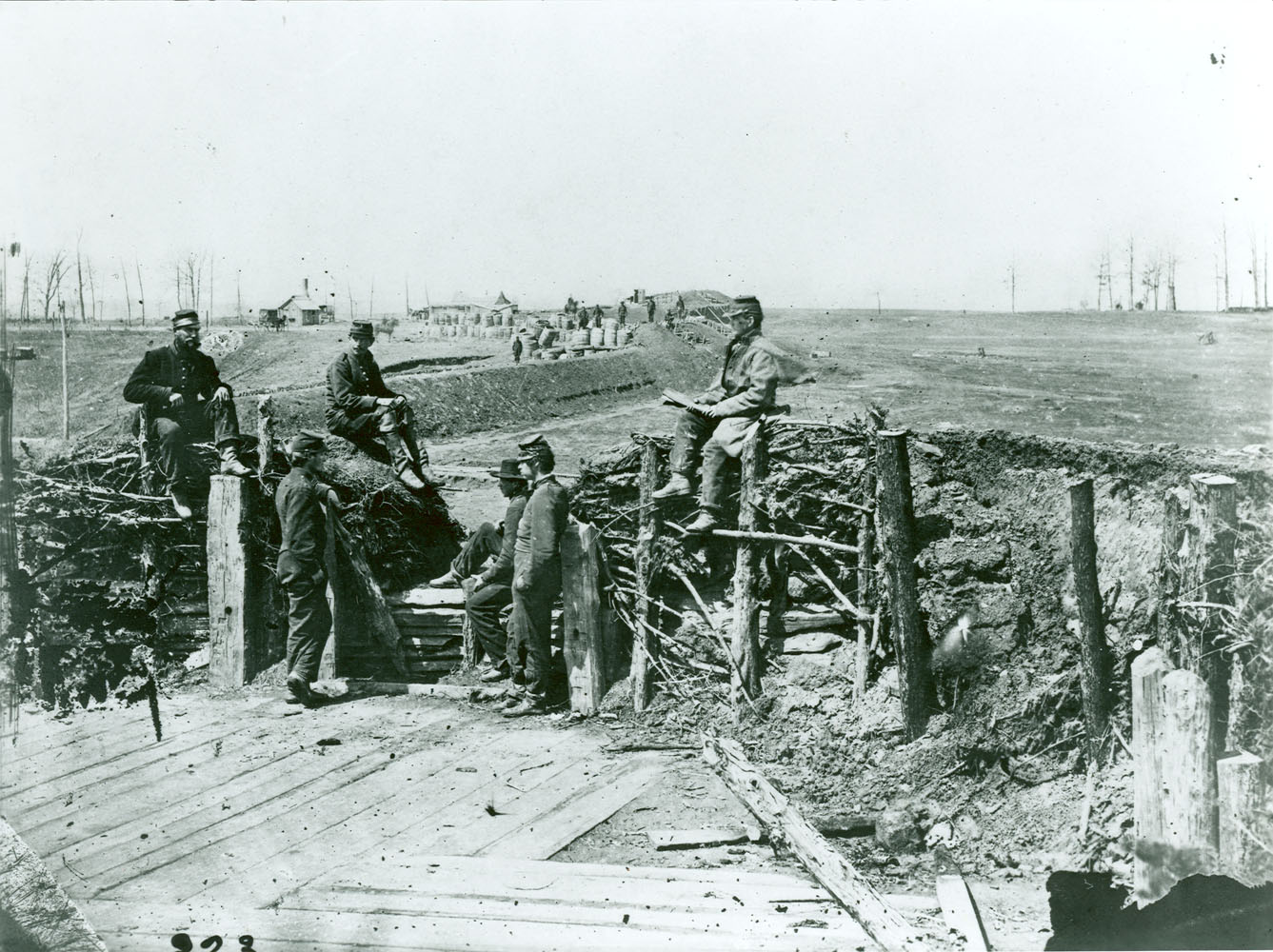
Uomini appostati nei pressi del sito della seconda battaglia di Bull Run

Tuttavia, mancando di rinforzi come anche richiesti da McClellan Pope, fu pesantemente sconfitto nella seconda battaglia di Bull Run nell'estate del 1862, costringendo così l'armata del Potomac, comandata da McClellan, a difendere Washington per la seconda volta. Nonostante l'insoddisfazione per l'incapacità di McClellan a essere di sostegno a Pope, Lincoln lo rinominò al comando di tutte le forze accampate nei dintorni di Washington, tra lo sgomento di tutti i membri del suo governo, innanzitutto di W. H. Seward. Due soli giorni dopo il ritorno di McClellan al comando, le truppe confederate del generale Robert Edward Lee attraversarono il fiume Potomac nel Maryland, conducendo alla battaglia di Antietam nel settembre del 1862. La successiva vittoria dell'Unione fu tra le più sanguinose della storia americana, ma diede finalmente l'occasione al presidente di annunciare che avrebbe emesso un "proclama di emancipazione" a gennaio; redatto già da qualche tempo, Lincoln aveva atteso una vittoria militare per pubblicarlo, in modo da evitare che fosse percepito come il prodotto della disperazione.

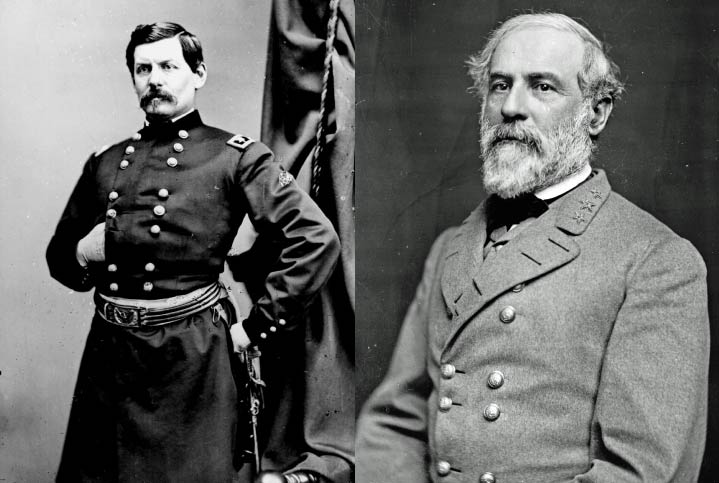
George McClellan e Robert Edward Lee

McClellan resistette alla richiesta del presidente di inseguire l'esercito di Lee in ritirata, mentre il suo omologo Don Carlos Buell rifiutò parimenti l'ordine di scagliare l'Armata dell'Ohio contro le forze ribelli nel Tennessee orientale; come conseguenza, Lincoln sostituì definitivamente Buell con William Starke Rosecrans e, dopo le elezioni di medio termine del 1862, scelse Ambrose Burnside al posto di McClellan. Entrambe le nomine erano politicamente neutre e quindi meglio accettate.
Burnside, contro il parere del presidente, lanciò prematuramente un'offensiva attraverso il fiume Rappahannock e fu sconfitto da Lee nella battaglia di Fredericksburg svoltasi a dicembre. Le diserzioni nel 1863 ammontarono a migliaia e aumentarono ancor di più dopo Fredericksburg. Lincoln nominò quindi Joseph Hooker, nonostante avesse rilasciato dichiarazioni sulla necessità di una dittatura per vincere la guerra.
Le elezioni di medio termine del 1862 videro i Repubblicani subire gravi perdite, a causa dell'insoddisfazione per la mancata fine rapida della guerra, nonché per l'aumento dell'inflazione, dei nuovi aumenti delle tasse, di voci insistenti di corruzione, per la sospensione dell'habeas corpus, per il disegno di legge sulla coscrizione obbligatoria e infine anche per la paura che gli schiavi liberati potessero finire col minacciare il mercato del lavoro.

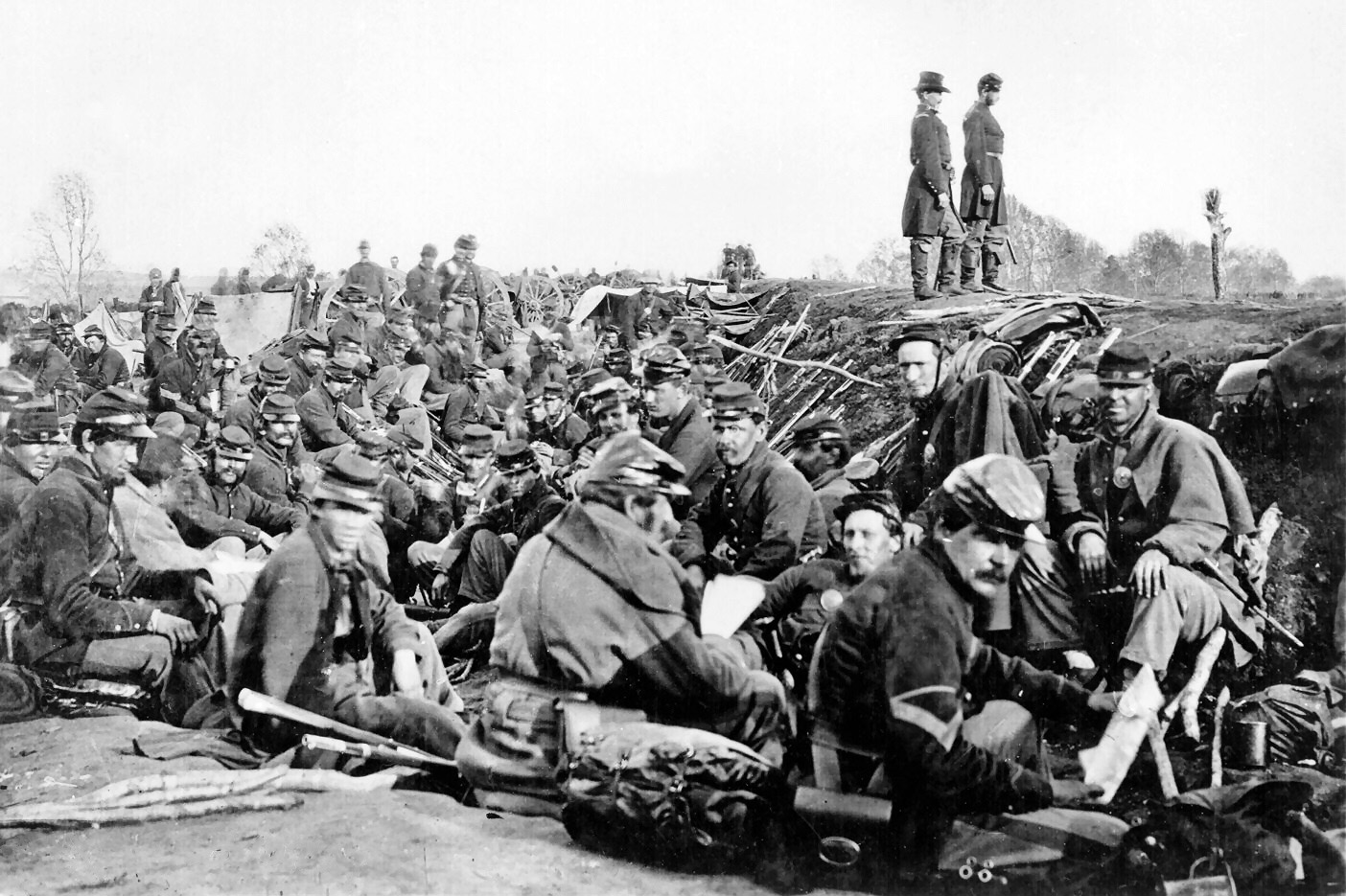
Soldati dell'Unione sulle rive del fiume Rappahannock poco prima della seconda battaglia di Fredericksburg (3 maggio 1863)

Il proclama annunciato a settembre portò voti per i Repubblicani nelle aree rurali della Nuova Inghilterra e negli Stati Uniti d'America medio-occidentali superiori, ma contribuì d'altra parte a far perdere voti nelle città e nel basso Midwest. Mentre i Repubblicani erano scoraggiati, i Democratici ne risultarono invece stimolati e fecero particolarmente bene in Pennsylvania, Ohio, Indiana e nello Stato di New York. I Repubblicani mantennero comunque la maggioranza al Congresso e nei maggiori Stati, eccetto New York. La Cincinnati Gazette sostenne che gli elettori erano "depressi dalla natura interminabile di questa guerra, così come era stata finora condotta, oltre che dal rapido esaurimento delle risorse nazionali senza avere in cambio alcun apprezzabile progresso".
Nella primavera del 1863 Lincoln era ottimista riguardo alle imminenti campagne militari, ritenendo la fine della guerra vicina se si fosse potuta inanellare una serie di vittorie; questi piani includevano l'attacco di Hooker a Lee a nord di Richmond, di Rosecrans a Chattanooga, di Ulysses S. Grant a Vicksburg e un assalto navale a Charleston. Hooker fu sconfitto da Lee nella battaglia di Chancellorsville a maggio, ma continuò a comandare le sue truppe ancora per alcune settimane. Si oppose all'ordine di Lincoln di dividere il proprio esercito in due tronconi a Harper's Ferry, indebolendo così definitivamente la propria posizione; quando offrì polemicamente le dimissioni, Lincoln le accettò. Fu sostituito da George G. Meade, che inseguì Lee fino in Pennsylvania per la campagna di Gettysburg, che rappresentò una vittoria fondamentale per l'Unione, anche se l'esercito di Lee riuscì a evitare l'accerchiamento.
Allo stesso tempo, dopo le battute d'arresto iniziali, Grant pose l'assedio a Vicksburg e la marina dell'Unione ottenne un certo successo nel porto di Charleston. Dopo la battaglia di Gettysburg il presidente capì che le sue decisioni militari sarebbero state eseguite più efficacemente trasmettendo gli ordini ai generali attraverso il segretario della Guerra o il generale in capo, evitando di rendere evidente l'interferenza nella linea di comando militare. Anche con queste nuove disposizioni continuò spesso a fornire indicazioni dettagliate ai suoi generali.

### Emancipazione degli schiavi
Il potere del governo federale sul tema della schiavitù era limitato dalla Costituzione, che aveva delegato la questione alle scelte dei singoli Stati. Sia prima sia durante la campagna elettorale presidenziale, Lincoln sostenne che impedire la schiavitù nei nuovi territori all'Ovest avrebbe portato al suo progressivo superamento. All'inizio della guerra cercò anche di persuadere gli Stati ad accettare un'emancipazione con compensazione in denaro in cambio della proibizione della schiavitù. Il presidente respinse due tentativi di emancipazione geograficamente limitati, attuati dal maggiore generale John Charles Frémont nell'agosto del 1861 e dal maggiore generale David Hunter nel maggio seguente, con la motivazione che ciò non era in loro potere e che avrebbe messo a dura prova la fedeltà degli Stati cuscinetto.
Il 19 giugno 1862 il Congresso approvò una legge che bandiva la schiavitù su tutto il territorio federale; Lincoln controfirmò la legge. A luglio fu approvata la legge detta Confiscation Act, che istituì procedure giudiziarie per rendere liberi gli schiavi appartenenti a persone condannate per aiuto ai ribelli. Sebbene il presidente la credesse incostituzionale, controfirmò anche questa legge. Presentì che una simile iniziativa poteva essere intrapresa solo con i poteri di tempo di guerra di "comandante in capo" e pertanto progettò di assumerli. In quello stesso mese discusse con i suoi ministri una bozza del "proclama di emancipazione". In essa si dichiarava che "come misura militare appropriata e necessaria, a partire dal 1º gennaio 1863 tutte le persone detenute come schiavi negli Stati confederati diverranno e continueranno a essere per sempre liberi".

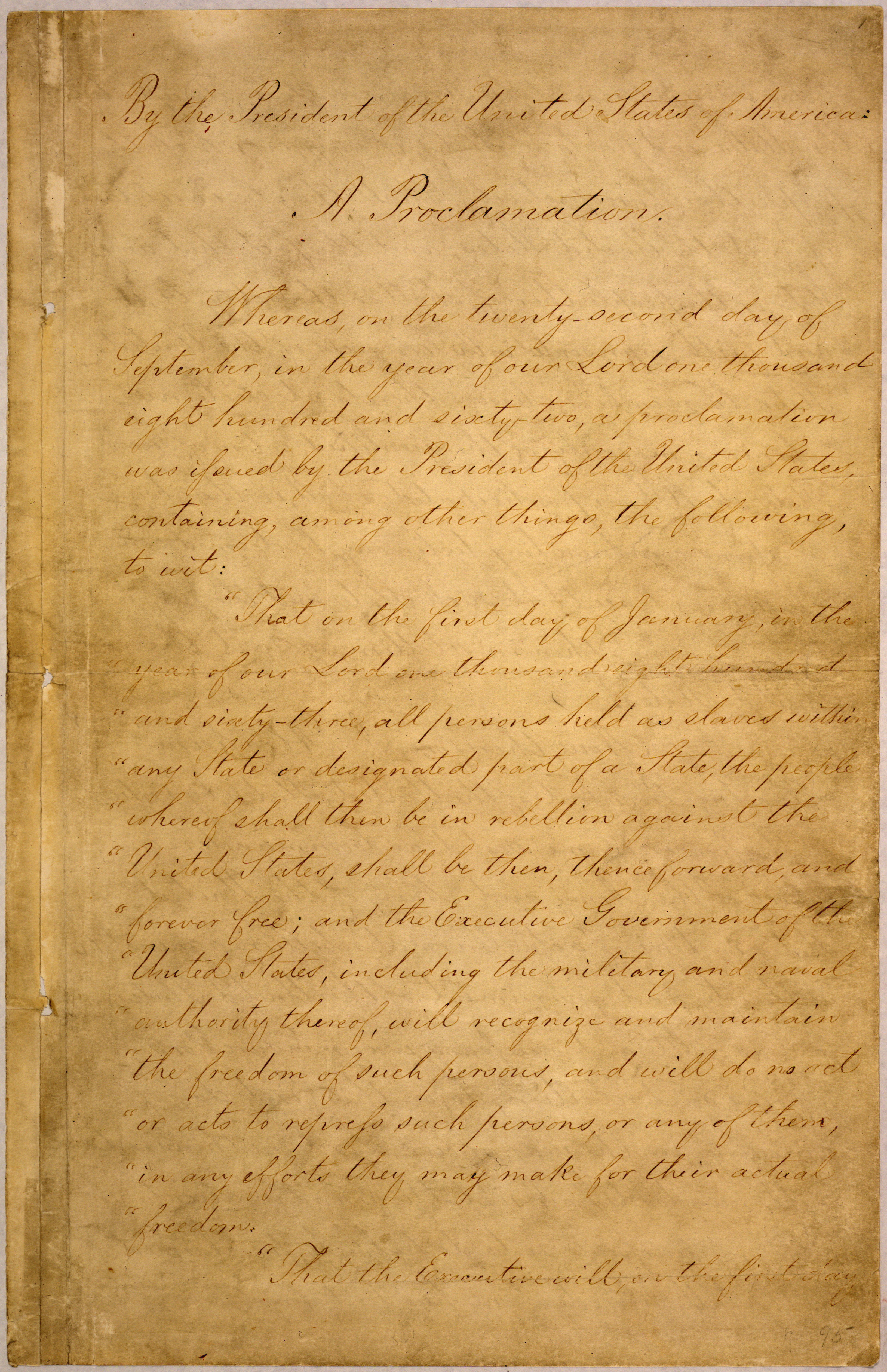
Il testo del "proclama di emancipazione"

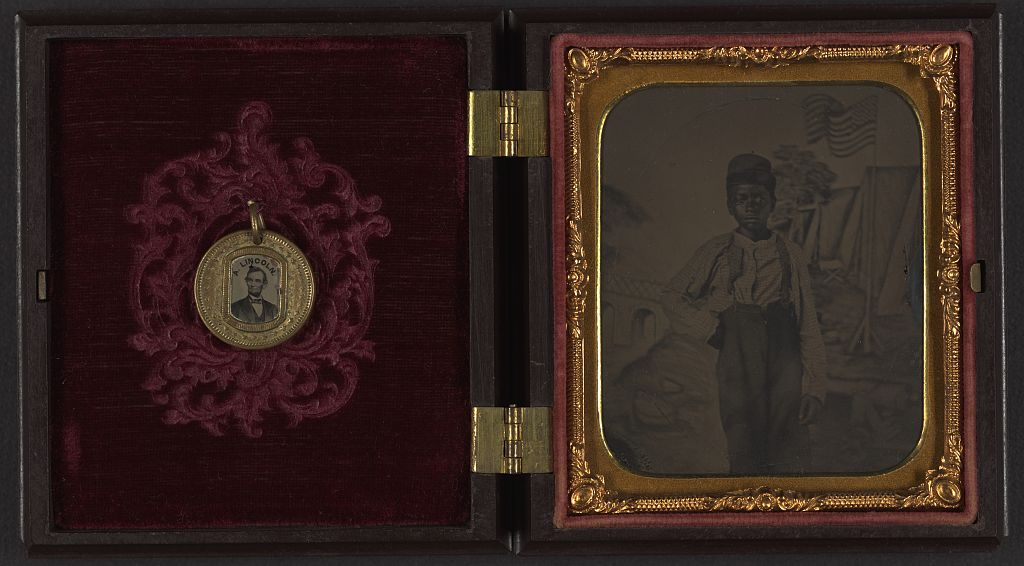
Bambino afroamericano non identificato davanti ad un dipinto che mostra la bandiera degli Stati Uniti d'America; il ritratto di Lincoln è sul lato opposto dell'astuccio

In privato, ammetteva che la base schiavista della Confederazione avrebbe dovuto essere eliminata. I Copperheads sostenevano che l'emancipazione sarebbe facilmente divenuta un ostacolo alla pace e alla riunificazione. Il repubblicano Horace Greeley, editore dell'influente testata New York Tribune, era d'accordo. Lincoln scrisse in una lettera datata 22 agosto che, se personalmente desiderava che tutti gli uomini potessero essere liberi, l'obiettivo primario delle sue azioni come presidente degli Stati Uniti era quello di preservare l'Unione:
Se potessi salvare l'Unione senza liberare nessuno schiavo io lo farei; e se potessi salvarla liberando tutti gli schiavi, io lo farei; e se potessi salvarla liberandone solamente alcuni, io lo farei anche in questo caso. Quello che faccio al riguardo della schiavitù e della razza lo faccio perché credo che aiuti a salvare l'Unione; e ciò che evito di fare lo evito perché non credo possa aiutare a salvare l'Unione. Dovrò fermarmi ogni volta che crederò di star facendo qualcosa che rechi danno alla causa e dovrò impegnarmi di più ogni volta che crederò che fare di più rechi giovamento alla causa.
Dovrò provare a correggere gli errori quando questi si dimostreranno essere errori; e dovrò adottare nuove vedute non appena esse mostreranno di essere vedute corrette. Ho sostenuto qui i miei propositi in accordo con il punto di vista dei miei obblighi ufficiali; e non ho intenzione di modificare la mia più volte ribadita volontà personale che tutti gli uomini possano essere liberi»
In ogni caso, al momento in cui scriveva questa lettera, Lincoln stava già andando verso il "proclama di emancipazione". È rivelatrice la sua lettera scritta al giudice newyorkese James Cook Conkling il 26 agosto 1863, che comprendeva il seguente estratto:
Voi dite che non combatterete per liberare i neri. Alcuni di loro sembrano disposti a lottare per voi; ma non importa. Combattete allora esclusivamente per salvare l'Unione. Ho emanato il Proclama di proposito per aiutarvi a salvare l'Unione. Nel momento in cui avrete vinto tutta la resistenza all'Unione, se vi inciterò a combattere ancora, sarà il momento buono per voi di dichiarare che non combatterete per liberare i neri.
Ho pensato che nella vostra lotta per l'Unione, a qualsiasi livello i neri abbiano cessato di aiutare il nemico, a tale livello hanno indebolito la resistenza del nemico nei vostri confronti. La pensate diversamente? Ho pensato che qualsiasi nero che possa essere impiegato come soldato lascia meno da fare ai soldati bianchi per salvare l'Unione. Vi sembra vada diversamente? Ma i neri, come le altre persone, agiscono in base a motivazioni. Perché dovrebbero fare qualcosa per noi, se non siamo disposti a nostra volta a fare niente per loro? Se mettono a rischio le loro vite per noi, devono essere spinti dal più forte dei motivi - anche la promessa della Libertà. E la promessa fatta dev'essere mantenuta!»
Il proclama di emancipazione, emesso il 22 settembre del 1862 ed entrato in vigore il 1º gennaio seguente, dichiarò liberi gli schiavi in dieci Stati non ancora sotto il controllo dell'Unione, con esenzioni specifiche per aree già controllate dal governo federale in due Stati. Lincoln passò i cento giorni tra il proclama e la sua entrata in vigore a preparare l'esercito e la nazione intera alla svolta epocale, mentre i Democratici dal canto loro fecero appello ai loro elettori, sottolineando la minaccia che gli schiavi liberati ponevano ai bianchi del Nord; ma qui il proclama non attuò cambiamenti radicali, in quanto il sistema economico-lavorativo non si basava più già da decenni sullo schiavismo. Una volta che l'abolizione della schiavitù negli Stati ribelli divenne un obiettivo militare, l'avanzata dell'Union Army verso sud portò alla liberazione di tre milioni di schiavi. Il commento di Lincoln sulla firma del proclama fu: "Non mi sono mai sentito, nella mia intera vita, più certo di fare la cosa giusta di quando firmai quel documento".

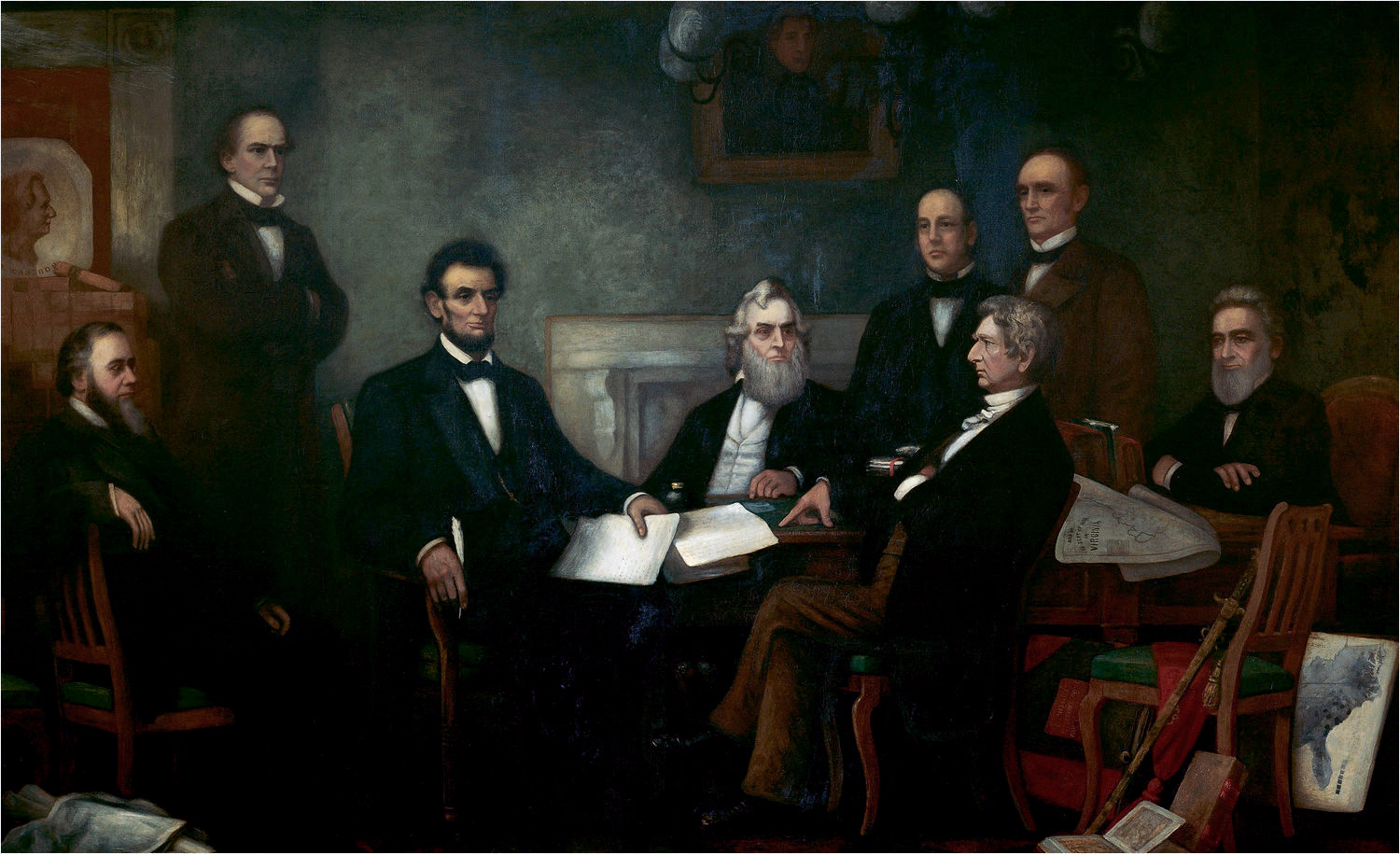
Lincoln si incontra con il suo gabinetto per la prima lettura della bozza del "proclama di emancipazione", il 22 luglio 1862 (dipinto di Francis Bicknell Carpenter)

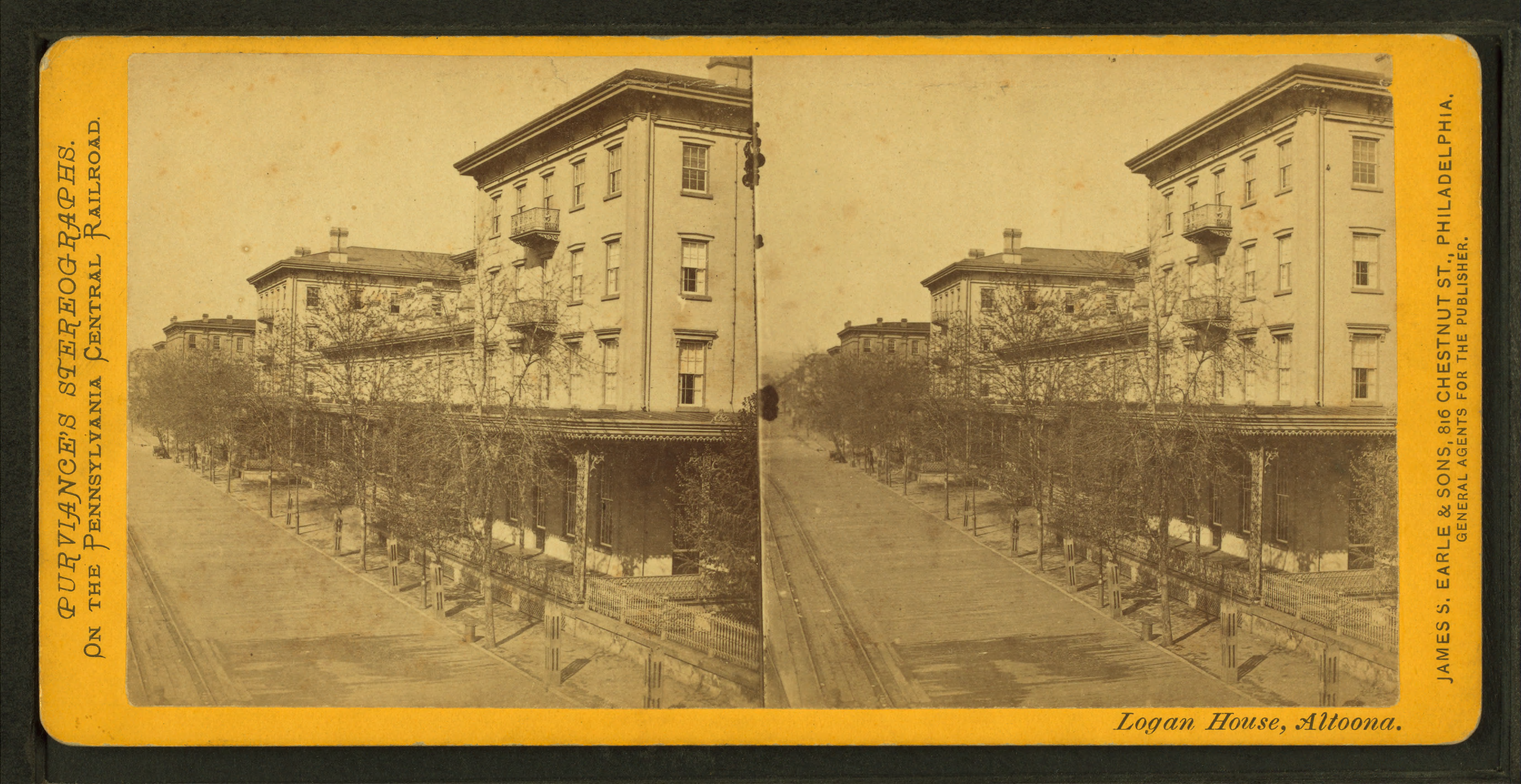
Il "Logan House Hotel" ad Altoona (Pennsylvania)

Per un po' di tempo il presidente continuò a pensare ai precedenti piani per istituire colonie per gli schiavi appena liberati. Commentò favorevolmente la colonizzazione nello stesso proclama, ma tutti i tentativi di un'impresa così massiccia si rivelarono essere infattibili. Pochi giorni dopo l'annuncio, tredici governatori repubblicani si incontrarono alla "Conferenza dei governatori di guerra", al "Logan House Hotel" ad Altoona (Pennsylvania); sostennero la scelta presa dal presidente, ma suggerirono anche la rimozione di George McClellan come comandante generale dell'esercito statunitense.
Arruolare gli ex schiavi divenne la politica ufficiale governativa. Nella primavera del 1863 Lincoln fu pronto a reclutare le prime "truppe nere" in numeri più che simbolici. In una lettera indirizzata ad Andrew Johnson, allora governatore del Tennessee sotto controllo militare, per incoraggiarlo ad aprire la strada verso un cospicuo aumento delle truppe nere, Lincoln scriveva: "La semplice vista di 50 000 soldati neri armati e ben addestrati sulle rive del fiume Mississippi avrebbe messo fine alla ribellione in un colpo solo".

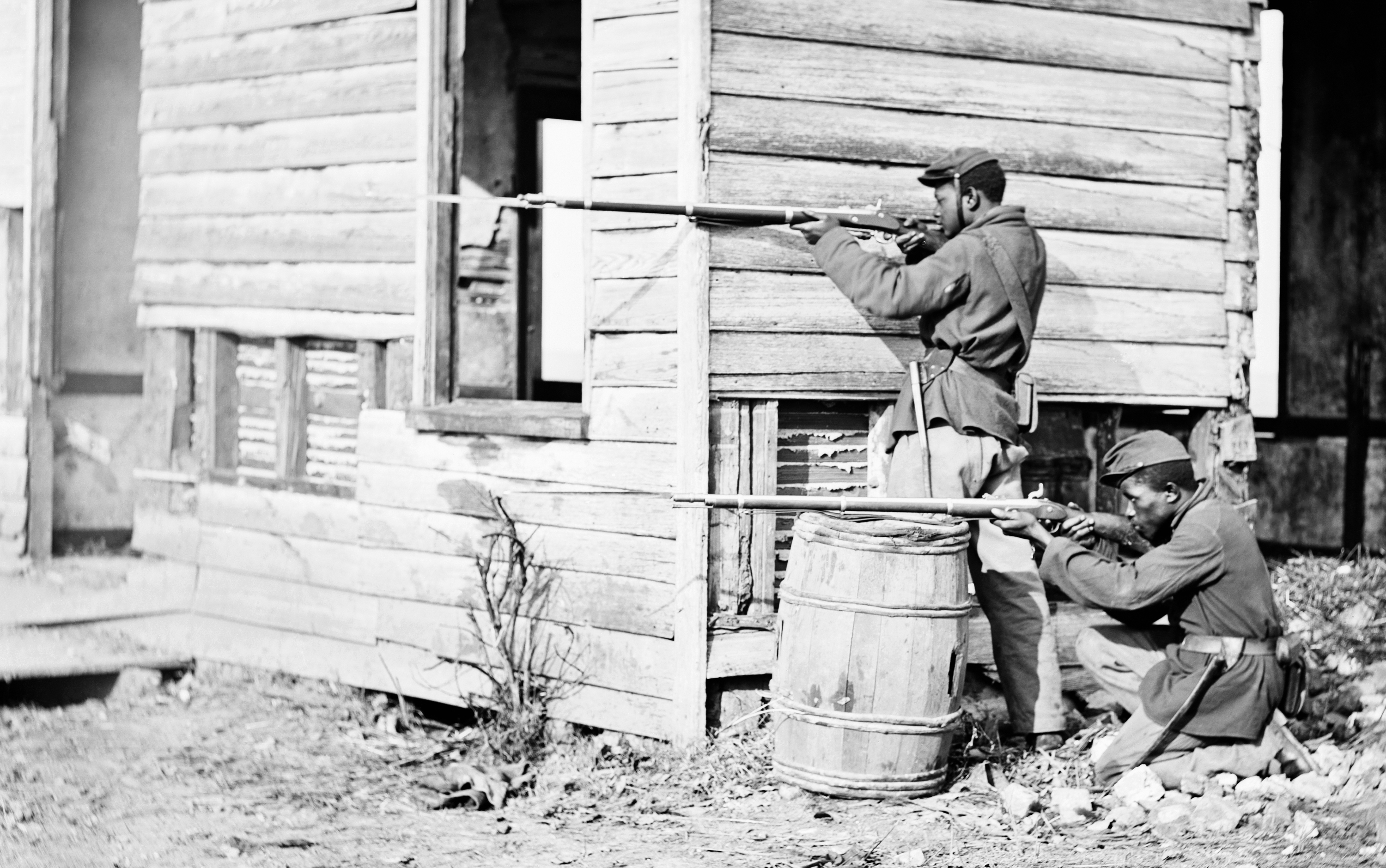
Soldati combattenti dell'"United States Colored Troops" a Dutch Gap (Contea di Chesterfield (Virginia)) nel 1864

Alla fine del 1863, sotto la direzione di Lincoln, il generale Lorenzo Thomas aveva già reclutato venti reggimenti di neri provenienti dalla valle del Mississippi. Frederick Douglass osservò in seguito: "In compagnia del presidente non mi è mai venuta in mente la mia umile origine o il colore così impopolare della mia pelle".

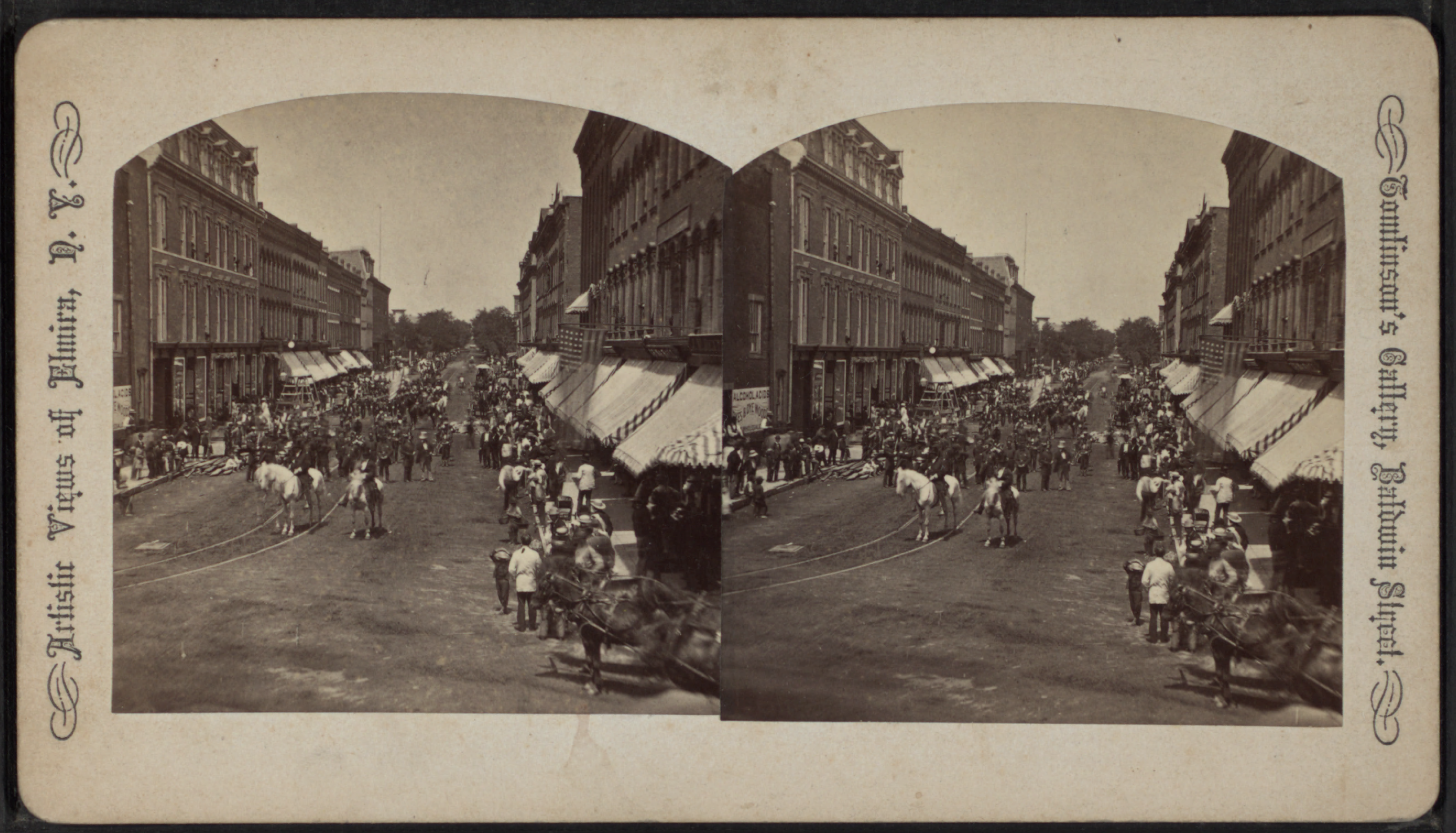
Processione a New York per commemorare l'anniversario del proclama di emancipazione (1874-1880 circa)

Nonostante la sua azione determinante nella lotta alla schiavitù, le sue posizioni sul problema delle diverse popolazioni erano lontane da quelle di una perfetta uguaglianza, come esemplificato da una sua dichiarazione del 1858:

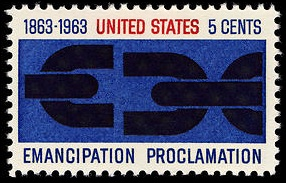
Francobollo del 100º anniversario dell'emancipazione, emesso sotto la presidenza di John Fitzgerald Kennedy

Alcuni studiosi, tra cui Stacy Pratt McDermott, mettono in guardia dal dare facili ed errate interpretazioni della visione di Lincoln sull'uguaglianza razziale, notando che le frasi sopra riportate sono tipiche manifestazioni della psicologia di chiunque in quel periodo: nessuno è indenne dallo spirito del tempo, per cui non si possono impiegare acquisizioni culturali recenti per giudicare uomini dell'Ottocento, scrive McDermott. Altrimenti, se un antischiavista come Lincoln fosse equiparato a uno schiavista come Stephen A. Douglas, sarebbe la fine della storia in un mondo confuso e uniforme.

### Discorso di Gettysburg
(A. Lincoln, dal discorso per l'inaugurazione del Cimitero Nazionale Militare a Gettysburg il 19 novembre 1863)

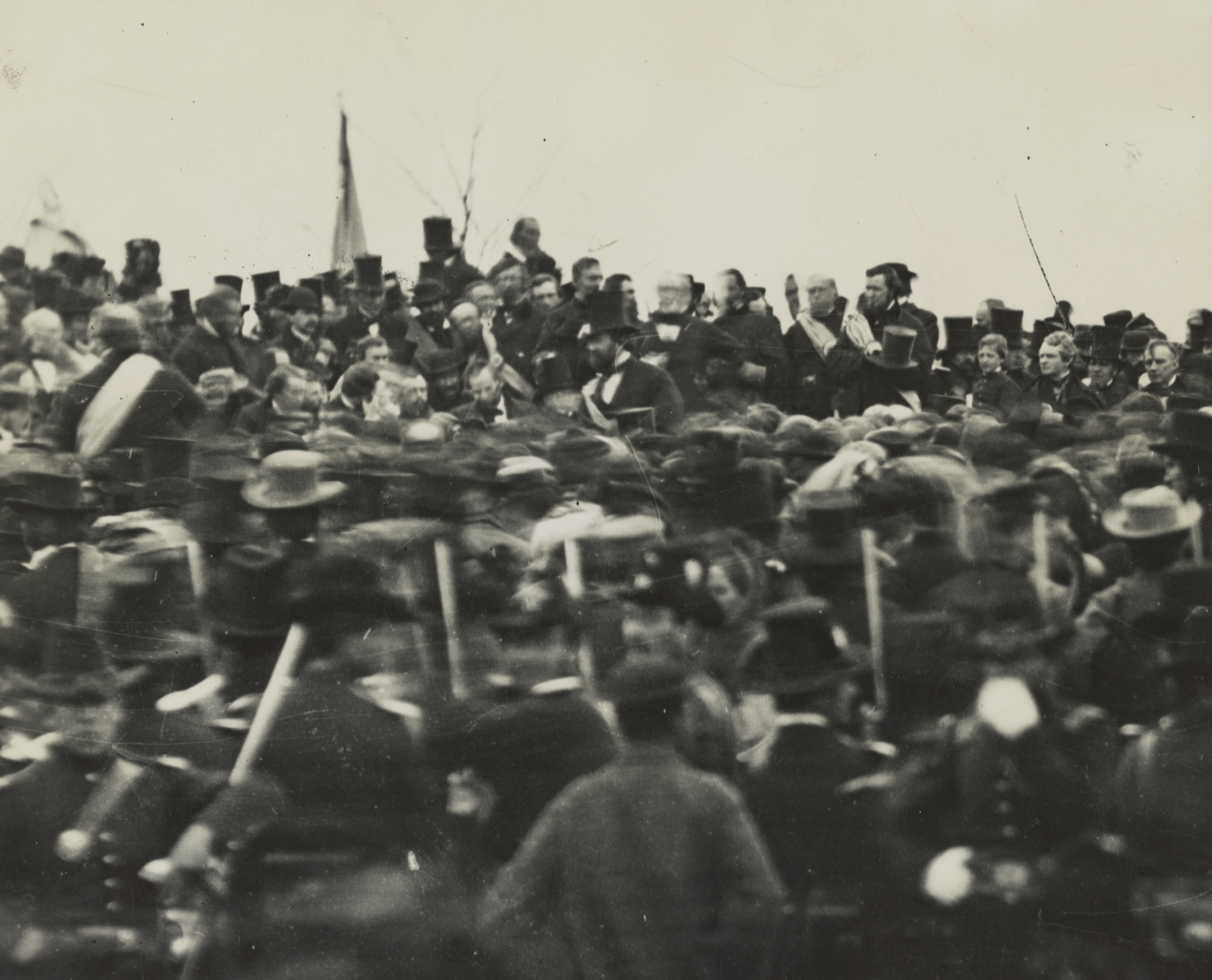
L'unica immagine esistente dell'arrivo del presidente a Gettysburg, circa tre ore prima del discorso

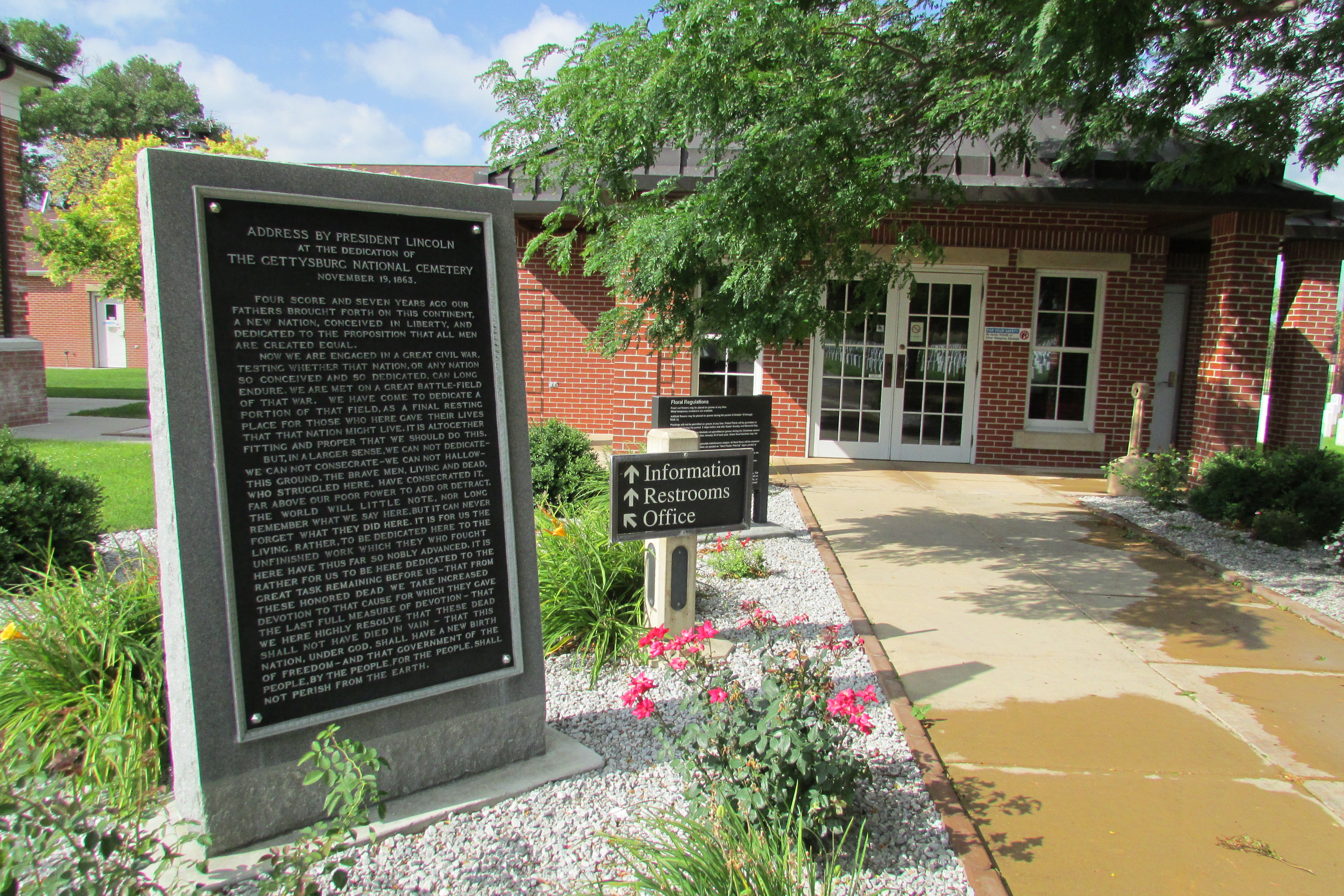
Targa commemorativa posta nel luogo ove si tenne il discorso di Gettysburg

Con la grande vittoria ottenuta nella battaglia di Gettysburg nel luglio del 1863 e la sconfitta dei Copperheads nell'elezione dell'Ohio in autunno, Lincoln mantenne una solida base di sostegno popolare e rimase pertanto in una posizione forte per ridefinire lo sforzo bellico, nonostante i disordini di New York del 13-16 luglio, scoppiati per protesta contro la coscrizione. In questa situazione, il 19 novembre del 1863 tenne un discorso al cimitero di Gettysburg per la dedica del cimitero ai soldati dell'Unione morti nel corso della battaglia. Sfidando la predizione fatta da lui stesso secondo cui "il mondo noterà poco, né ricorderà a lungo quello che noi diciamo qui oggi", il discorso sarebbe diventato quello più citato di tutta la storia politica degli Stati Uniti. Mentre la maggioranza degli oratori (come per esempio Edward Everett) parlarono a lungo, alcuni per delle ore intere, le poche parole scelte dal presidente risuonarono attraverso il Paese. Mentre sono rimasti assai pochi documenti relativi agli altri discorsi pronunziati in quella stessa giornata, quello di Lincoln è ritenuto essere uno dei più grandi di sempre.
In 272 parole e tre minuti Lincoln affermò che la nazione era nata non nel 1789, bensì nel 1776, "concepita nella Libertà e dedita alla proposizione che tutti gli uomini sono creati uguali"; definì la guerra come uno sforzo dedicato ai principi di libertà e uguaglianza per tutti. L'emancipazione degli schiavi era ora parte dello sforzo bellico nazionale. Dichiarò che la morte di così tanti coraggiosi soldati non sarebbe stata vana, che la schiavitù sarebbe finita per merito loro e che il futuro della democrazia nel mondo sarebbe stato assicurato, che "il governo del popolo, dal popolo, per il popolo, non perirà mai in questa terra". Il presidente concluse che la guerra civile aveva un obiettivo profondo: una nuova nascita della Libertà nella nazione.

### Arriva Grant
La guerra fu una fonte di costante frustrazione per il presidente e occupò quasi tutto il suo tempo. Dopo ripetute delusioni nei confronti del generale George McClellan e di altri comandanti generali di scarso successo, Lincoln prese infine la coraggiosa decisione di nominare comandante dell'esercito un militare energico, risoluto e combattivo, ma dal passato turbolento e da una carriera caratterizzata da successi ma anche da alcuni fallimenti: il generale Ulysses S. Grant.
L'incapacità di George G. Meade di accerchiare l'esercito di Robert Edward Lee mentre si ritirava da Gettysburg e la perdurante passività dell'armata del Potomac persuasero il presidente che era necessario attuare un cambio al vertice di comando. Le vittorie di Grant nella battaglia di Shiloh e nella campagna di Vicksburg impressionarono Lincoln e fecero di lui un forte candidato alla guida dell'Union Army nella veste di comandante generale dell'esercito statunitense.
Rispondendo alle critiche mosse a Grant dopo le forti perdite subite a Shiloh (nella contea di Hardin), Lincoln dichiarò: "Non posso risparmiare quest'uomo, lui lotta!" Con Grant al comando, il presidente sentì che l'Esercito dell'Unione poteva effettuare una serie di offensive coordinate su più fronti, usando anche truppe di neri.
Lincoln era tuttavia preoccupato che il generale potesse pensare a candidarsi alle elezioni presidenziali del 1864, come stava del resto già facendo McClellan. Lincoln trovò un intermediario per indagare sulle ambizioni politiche di Grant e, avendo ottenuto la certezza che non ne aveva, presentò la sua promozione al Senato. Ottenne il consenso del Congresso a nominare Grant al grado di tenente generale, che nessun ufficiale aveva più tenuto dopo George Washington.
Grant poté così intraprendere la sanguinosa campagna terrestre nel 1864, caratterizzata come "guerra di logoramento" a causa delle elevate perdite dell'Unione in vari scontri, come la battaglia del Wilderness e la battaglia di Cold Harbor. Sebbene avessero il vantaggio di combattere sulla difensiva, le forze confederate subirono "una percentuale quasi altrettanto alta di vittime delle forze dell'Unione"; tali cifre però allarmarono il Nord. Il generale aveva perduto almeno un terzo del proprio esercito e il presidente, dopo avergli chiesto quali piani avesse, si sentì rispondere: "Propongo di combattere su questa linea anche se ci vorrà tutta l'estate".

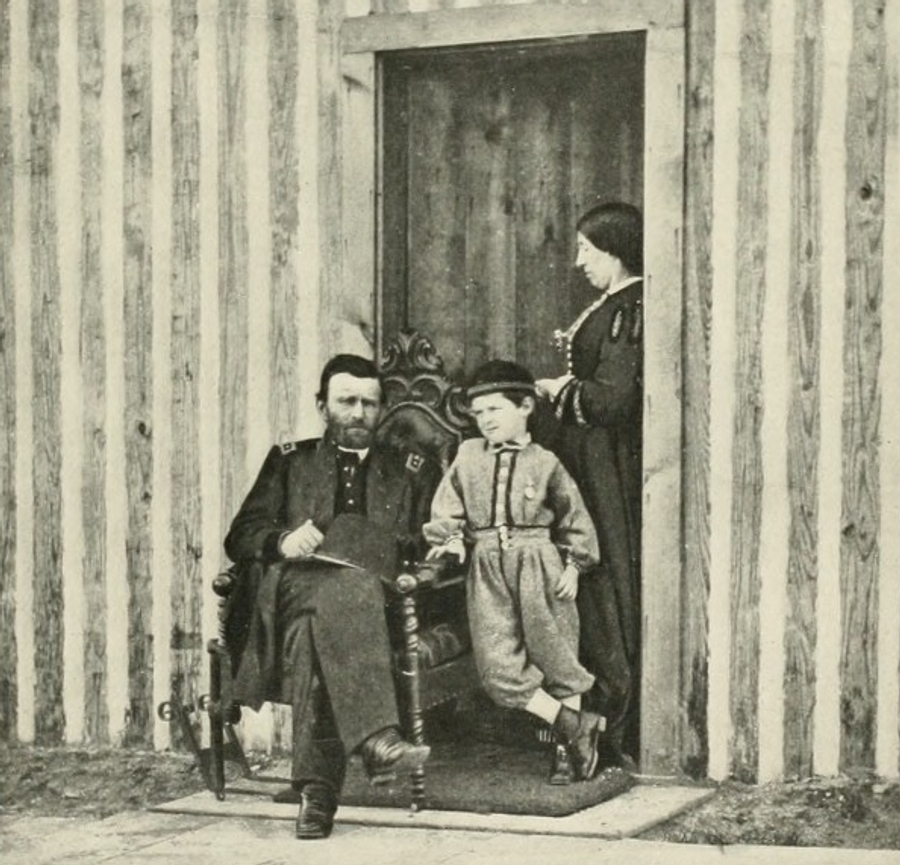
Ulysses S. Grant assieme alla moglie Julia Grant e al figlio Jessie a City Point nel 1864

Alla Confederazione cominciavano a mancare i rifornimenti e i rinforzi e quindi l'esercito di Lee si ritirò costantemente dopo ogni battaglia costata ingenti perdite. L'esercito di Grant si spostò in direzione sud, attraversò il fiume James, costringendo gli avversari a un assedio e a una guerra di trincea appena fuori da Petersburg. Lincoln fece quindi una visita prolungata al quartier generale di Grant, ubicato a City Point, nella Virginia occupata.

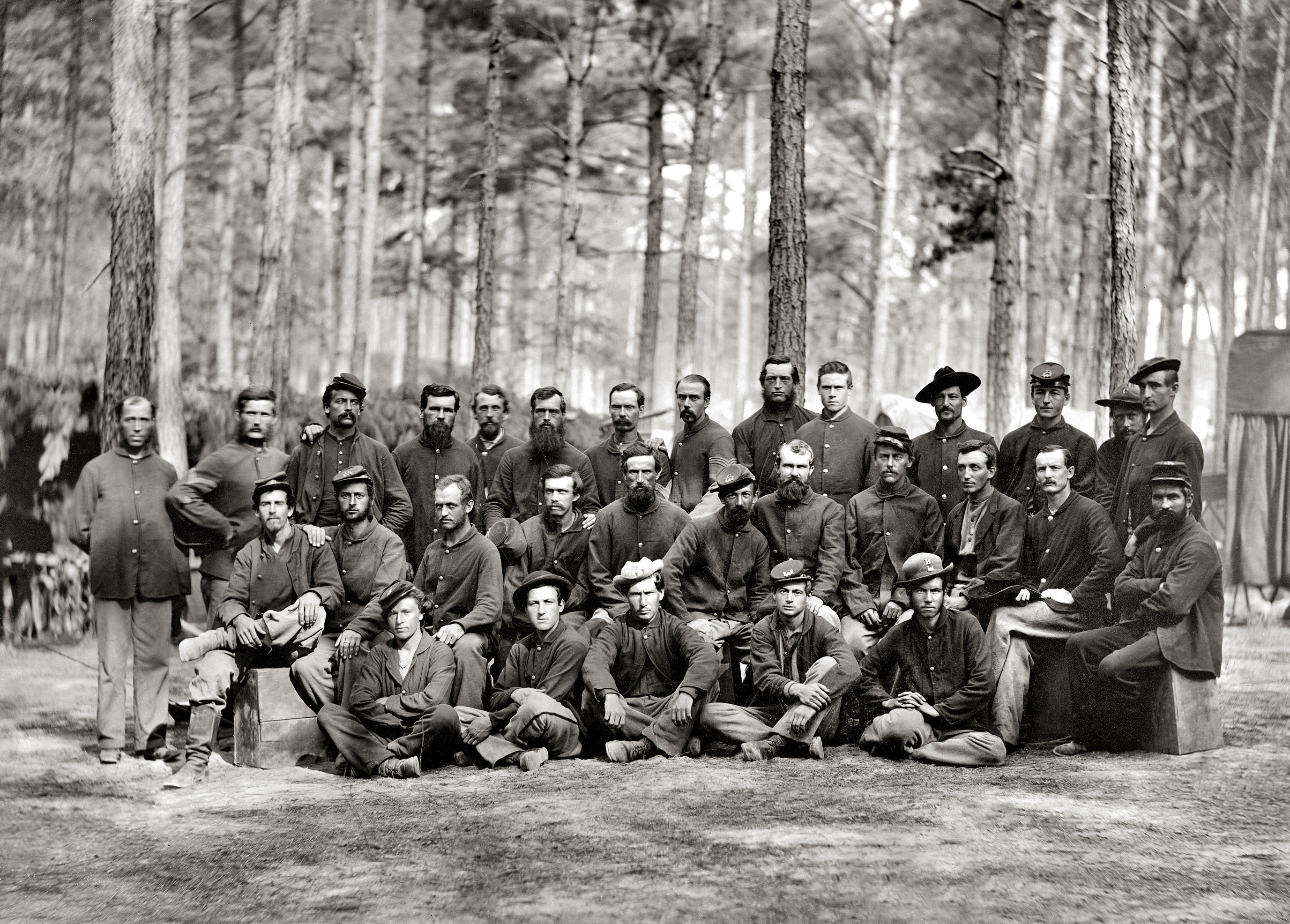
Truppe unioniste a Petersburg (Virginia) nel 1864

Ciò permise al presidente di conferire di persona col comandante e con William Tecumseh Sherman, che stava casualmente rendendo una visita rapida a Grant dalla sua postazione nella Carolina del Nord. Lincoln e l'intero apparato del Partito Repubblicano si mobilitarono per sostenere lo sforzo del progetto di riconquista in tutto il Nord, tanto che in breve tempo fu possibile sostituire quasi del tutto le perdite dell'Unione. Il presidente autorizzò Grant a colpire le infrastrutture confederate - piantagioni, ferrovie e ponti - nella speranza di distruggere il morale del Sud e indebolire la sua capacità economica di continuare a combattere. L'arrivo del generale a Petersburg aveva consentito il blocco di tre linee ferroviarie colleganti Richmond con il resto degli Stati Confederati d'America. Questa strategia permise ai generali Sherman e Philip Henry Sheridan di distruggere piantagioni e interi centri abitati nella valle dello Shenandoah.

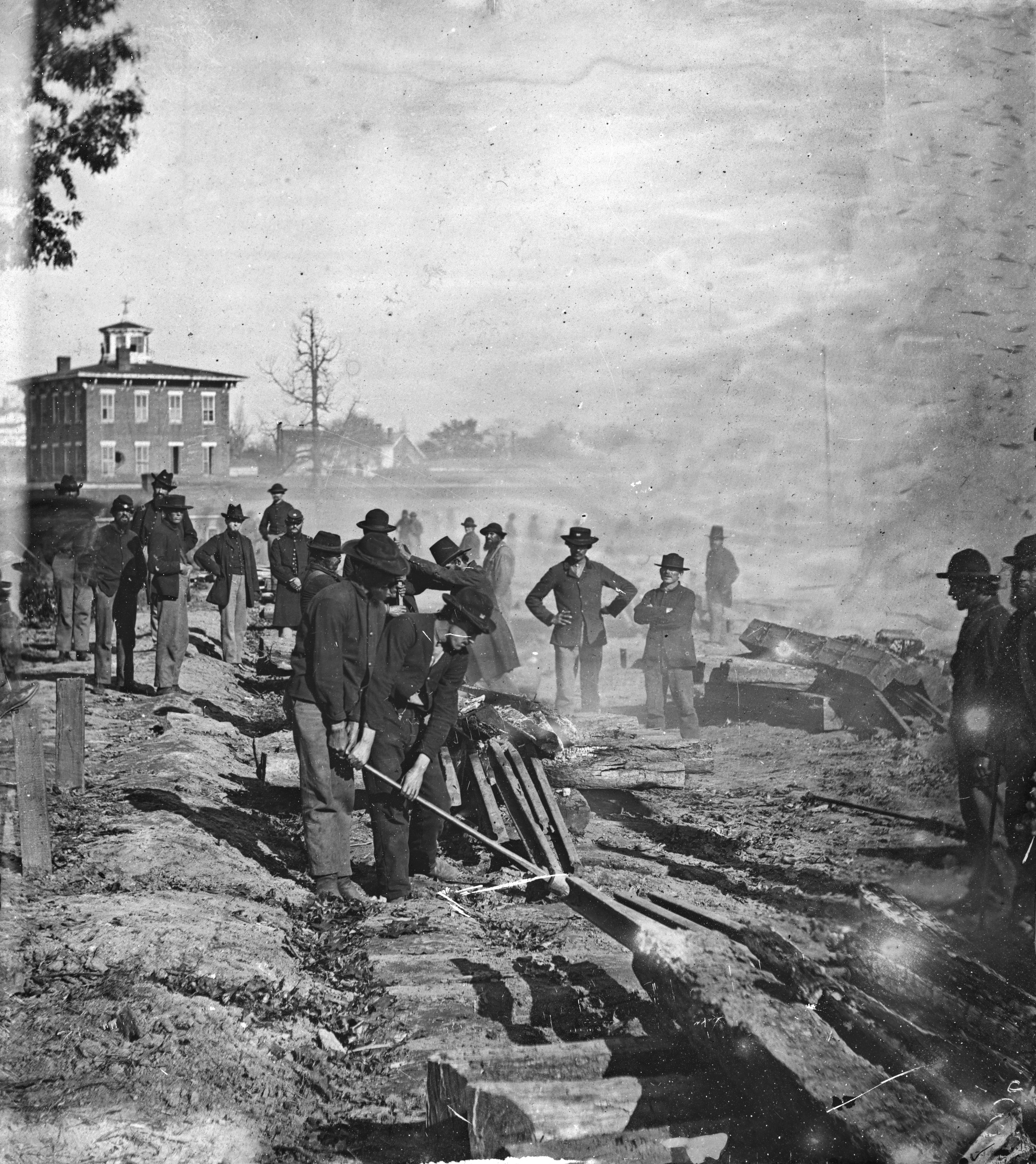
Gli uomini di William Tecumseh Sherman fanno a pezzi la rete ferroviaria di Atlanta: è la cravatta di Sherman

La marcia verso il mare di Sherman attraverso la Georgia nel 1864 si limitò a provocare danni in una striscia di 60 miglia (97 km). Né Lincoln né i suoi comandanti videro mai la distruzione come uno dei principali obiettivi, ma piuttosto la sconfitta degli eserciti confederati. Lo storico Mark E. Neely Jr. ha sostenuto che non ci fu mai un tentativo d'impegnarsi in una "guerra totale" contro i civili, come sarebbe invece avvenuto ad esempio nel corso della seconda guerra mondiale, anche se fu utilizzata la tattica della "terra bruciata".
Il generale confederato Jubal Anderson Early iniziò a questo punto una serie di assalti nel Nord, che minacciarono la capitale Washington. Durante la battaglia di Fort Stevens, sviluppatasi nel quadrante nordovest di Washington, al presidente capitò di osservare il combattimento da una posizione troppo esposta, tanto che il giovane capitano Oliver Wendell Holmes gli dovette gridare: "Toglietevi subito di lì, dannato sciocco, prima che vi sparino!" Dopo ripetute richieste a Grant di difendere la capitale, Sheridan giunse con le sue truppe e la minaccia fu così scongiurata.

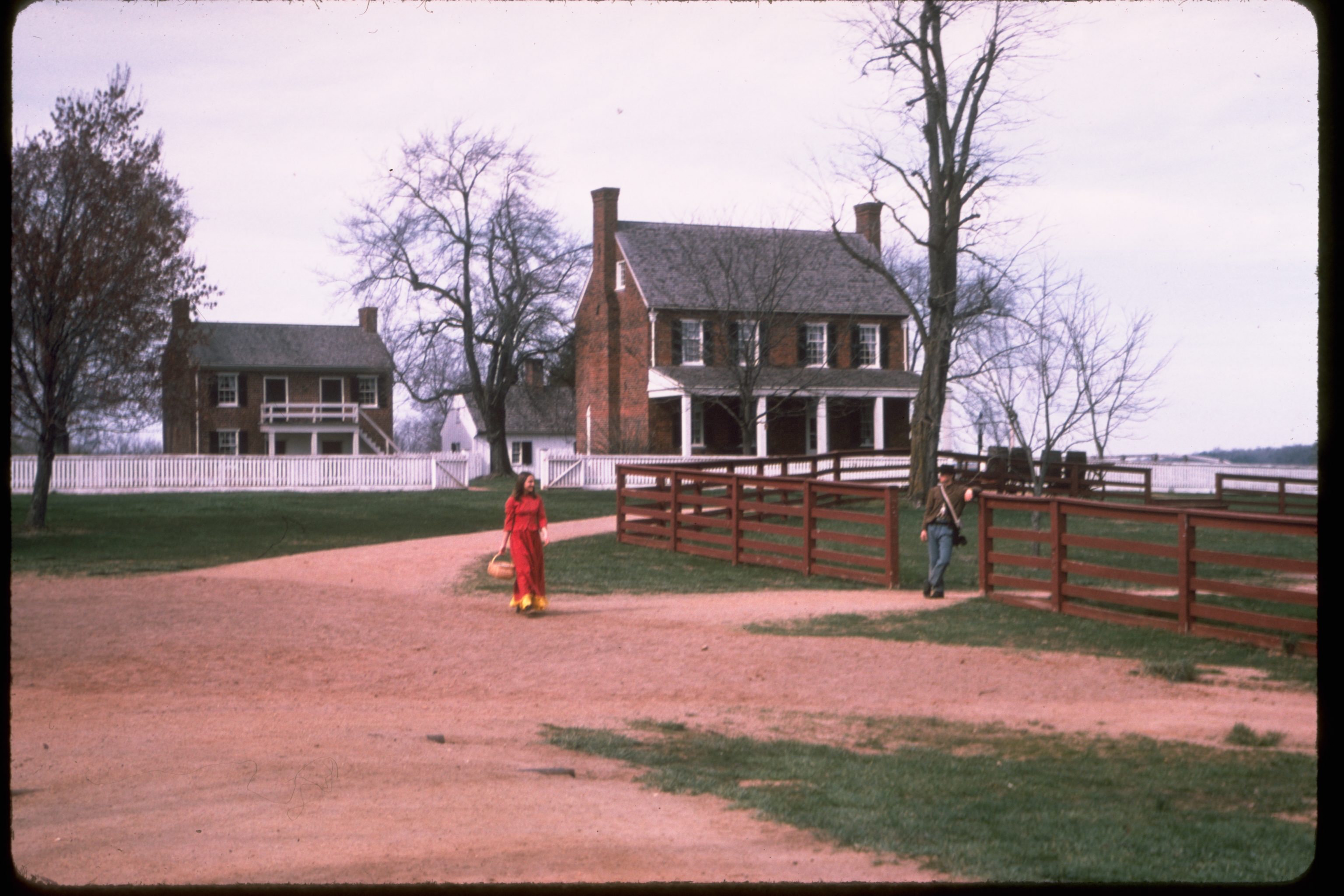
L'"Appomatox Court House National Historical Park"

Mentre Grant continuava a logorare le forze rimaste a Lee, iniziarono i tentativi di avviare le trattative di pace. Il vicepresidente confederato Alexander Hamilton Stephens guidò una rappresentanza per incontrare Lincoln, William H. Seward e altri alla conferenza di Hampton Roads. Il presidente rifiutò però di consentire a qualsiasi "negoziato tra eguali"; il suo unico obiettivo era un accordo per porre fine ai combattimenti e gli incontri non produssero risultati.
Il 1º aprile 1865 Grant superò con successo le forze di Lee nella battaglia di Five Forks e arrivò a circondare quasi interamente Petersburg; il governo confederato evacuò Richmond. Alcuni giorni dopo, quando anche quella città cadde, Lincoln visitò la capitale vinta; vi si recò per compiere un gesto pubblico, sedendosi alla scrivania di Jefferson Davis e dicendo in maniera simbolica alla nazione che il presidente degli Stati Uniti aveva nuovamente autorità su tutto il territorio. Mentre camminava per la città, i bianchi sudisti rimasero immobili, ma i liberti lo accolsero, circondarono e acclamarono come un autentico eroe; i loro sentimenti vennero riassunti dalla frase di un ammiratore: "So che sono libero perché ho visto il volto di Padre Abramo e l'ho udito". Il 9 aprile Lee si arrese a Grant all'Appomattox Court House; la guerra era finita.

### Rielezione nel 1864

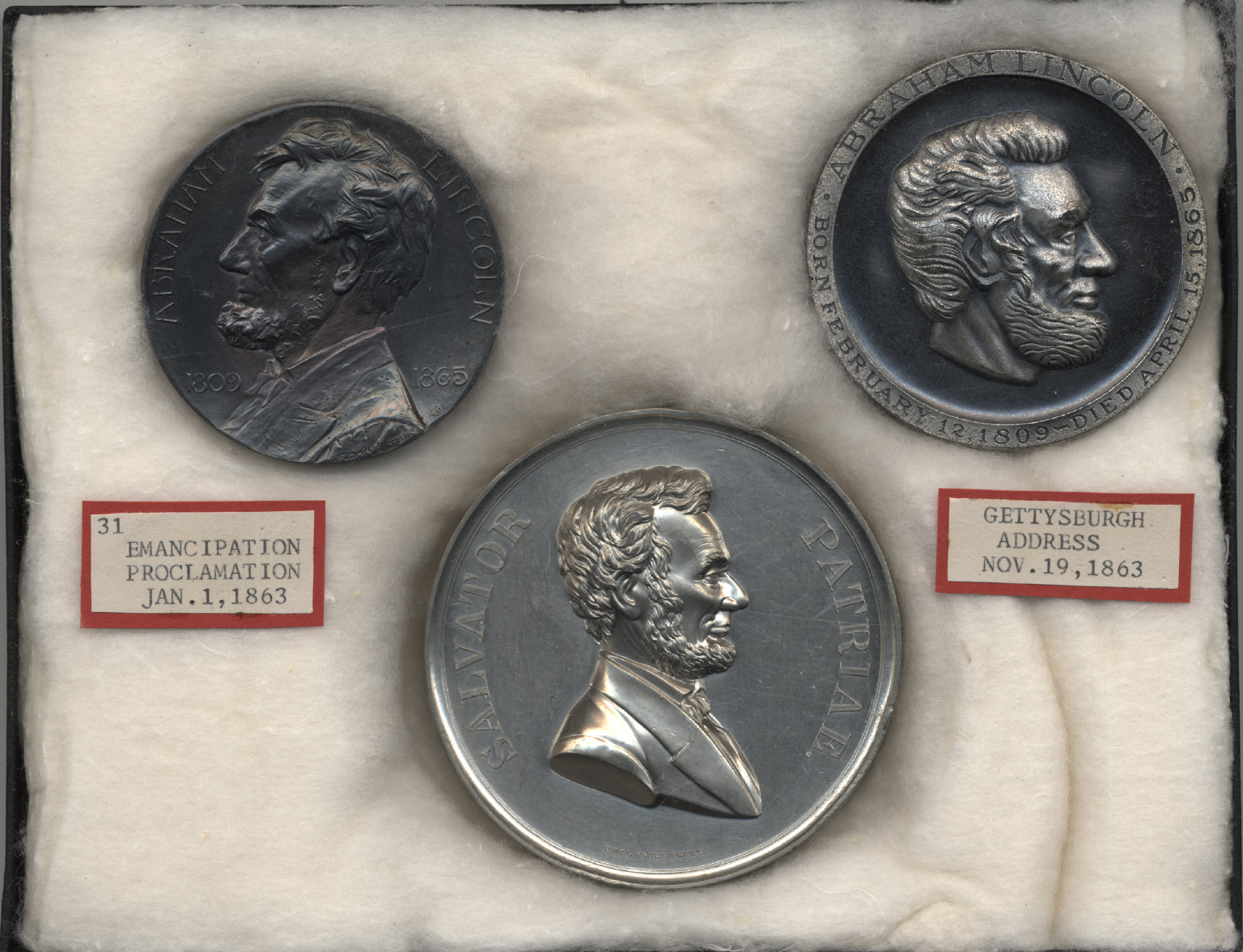
Medaglioni commemorativi con l'effigie di Lincoln

Alle elezioni presidenziali del 1864 la nazione affrontò una delle poche campagne elettorali della sua intera storia svoltesi durante una guerra. Lincoln mostrò l'abilità politica sia di saper riunire tutte le principali fazioni del Partito Repubblicano sia di trascinare dalla propria parte i Democratici favorevoli alla guerra (i "War Democrats") come Edwin McMasters Stanton e Andrew Johnson.
Il presidente trascorreva molte ore alla settimana a parlare con i politici di tutto il Paese e utilizzava i suoi poteri di finanziamento per tenere insieme le varie correnti del suo partito e respingere gli sforzi dei Radical per sostituirlo. Alla Convention fu scelto Andrew Johnson del Tennessee come candidato vicepresidente. Per ampliare la coalizione, includendovi sia i War Democrats sia i Repubblicani, Lincoln si presentò sotto l'etichetta di una nuova formazione, denominata "Union Party".
Quando in primavera le campagne di Ulysses S. Grant si trasformarono in sanguinosi stalli e le vittime dell'Unione salirono, la mancanza di un definitivo successo militare sembrò per qualche tempo pesare sulle prospettive di rielezione del presidente e molti commentatori temettero che Lincoln potesse anche essere sconfitto. Condividendo questa paura, Lincoln espresse in privato l'impegno per cui, se avesse perso le elezioni, avrebbe comunque fatto di tutto per battere la Confederazione prima del passaggio di consegne al successore:
Lincoln non mostrò il contenuto dell'impegno scritto ai suoi ministri, ma chiese a tutti loro di firmare sopra la busta sigillata.
Il programma politico dei Democratici seguiva l'"ala della pace" del partito e definiva la guerra come un completo "fallimento"; tuttavia il loro candidato, il generale George McClellan, continuava invece a sostenere la prosecuzione del conflitto fino al suo termine naturale e si dissociò dal programma. Lincoln soccorse Grant con più truppe e con l'appoggio dell'apparato del Partito Repubblicano.
La campagna di Atlanta portata avanti da William Tecumseh Sherman a partire da maggio, la battaglia di Atlanta a luglio, la successiva caduta di Atlanta a settembre e la conquista di Mobile da parte di David G. Farragut a seguito della battaglia della baia di Mobile riuscirono a porre fine al nervosismo.
I Democratici risultavano profondamente divisi, con alcuni leader e la maggior parte dei soldati apertamente favorevoli a Lincoln. Al contrario il "National Union Party" si trovò unito dall'azione del presidente a favore dell'emancipazione. I Repubblicani sottolineavano la doppiezza dei Copperheads.
L'8 novembre Lincoln fu riconfermato con una maggioranza travolgente, vincendo in tutti gli Stati tranne tre e ricevendo il 78% del voto dei soldati al fronte.

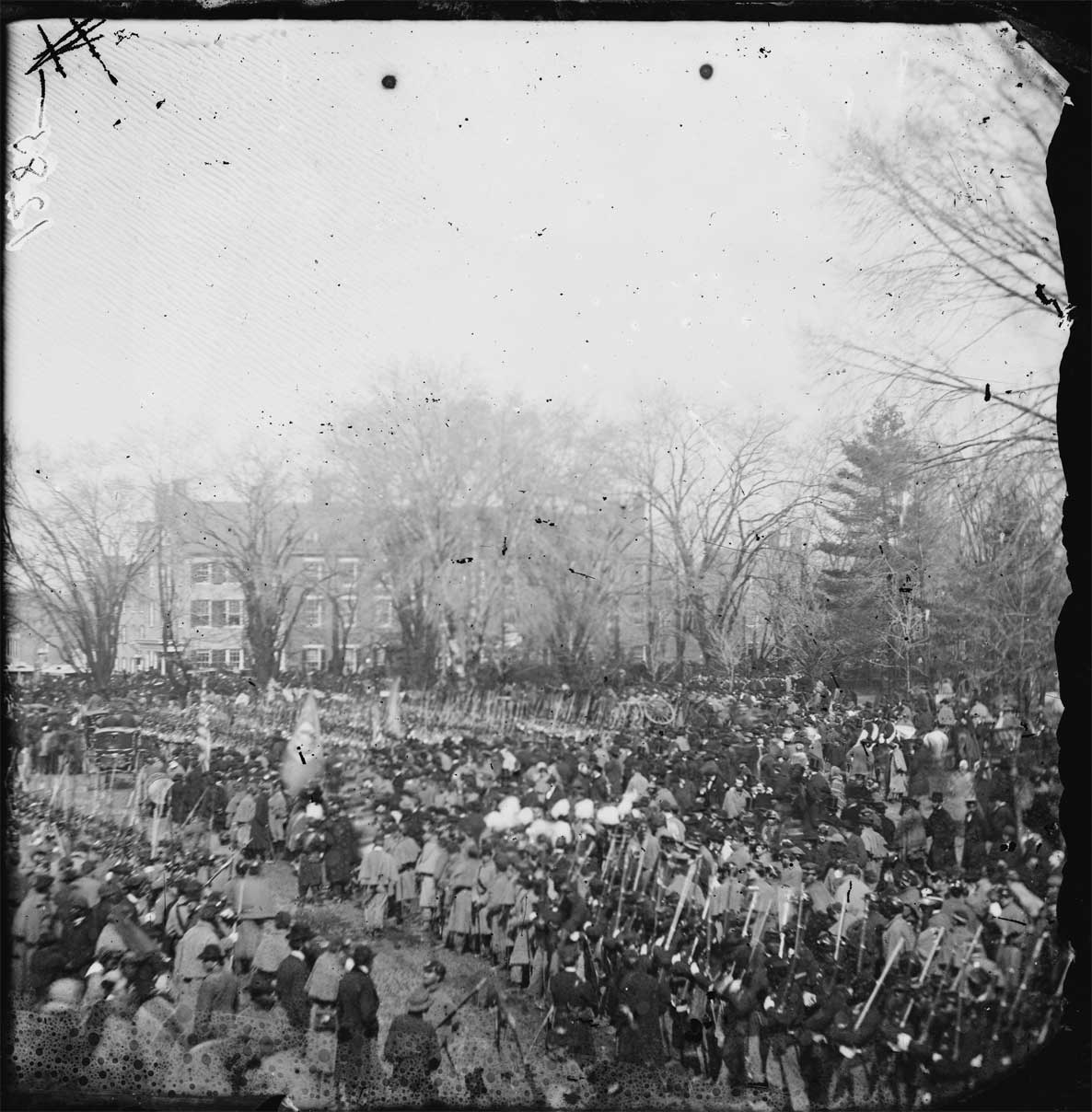
Seconda inaugurazione alla presenza delle United States Colored Troops

Il 4 marzo 1865 Lincoln consegnò alla storia il suo secondo discorso inaugurale ( Testo completo su Wikisource.); in esso espresse la convinzione che le alte perdite di entrambe le parti fossero dovute alla volontà di Dio. Lo storico Mark Noll colloca il discorso nella piccola manciata di testi a tema quasi sacro attraverso cui gli americani concepiscono il loro posto nel mondo. Lincoln disse:

### Ricostruzione

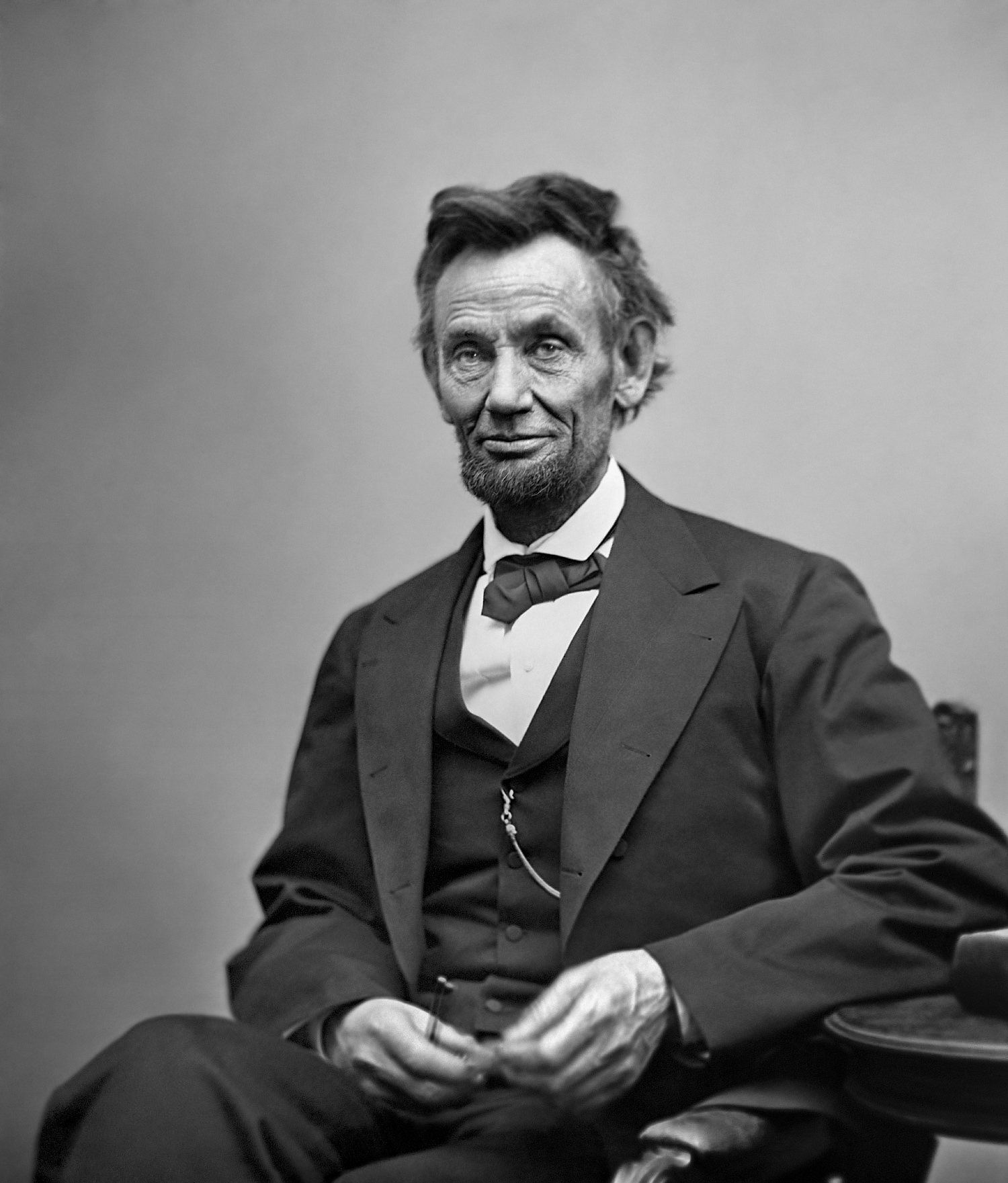
Il presidente nel febbraio del 1865

La Ricostruzione iniziò già durante la guerra, poiché Lincoln e i suoi collaboratori anticiparono le domande su come reintegrare gli Stati Uniti meridionali riconquistati e su come determinare il destino dei capi dei confederati e degli schiavi liberati. Poco dopo la resa di Robert Edward Lee davanti a Ulysses S. Grant, un generale aveva chiesto a Lincoln in che modo dovevano essere trattati i confederati sconfitti; Lincoln rispose: "Lasciandoli tranquilli". In linea con questo sentimento, il presidente fu il riferimento dei moderati, in contrasto ai Radical Republicans guidati dal deputato Thaddeus Stevens e dai senatori Charles Sumner e Benjamin Wade, peraltro suoi alleati su altre questioni. Determinato a trovare una via accettabile per riunire la nazione e non alienarsi il Sud, Lincoln esortò a tenere elezioni in breve termine, con modalità non troppo severe. La sua proclamazione di amnistia dell'8 dicembre 1863 offrì il perdono a tutti coloro che non avevano tenuto una carica pubblica negli Stati confederati, non aveva maltrattato i prigionieri dell'Unione e fossero disponibili a sottoscrivere un giuramento di fedeltà all'Unione.
Via via che gli Stati del profondo Sud erano conquistati, si dovettero nominare i loro nuovi dirigenti mentre le loro amministrazioni venivano ripristinate; di particolare importanza erano il Tennessee e l'Arkansas, dove Lincoln nominò i generali Andrew Johnson e Frederick Steele rispettivamente come governatori militari. Nella Louisiana ordinò invece a Nathaniel Banks di promuovere un piano che ripristinasse l'autonomia dello Stato quando il 10% degli elettori avessero accettato che il loro Stato proibisse la schiavitù.
Gli oppositori democratici accusarono il presidente di usare l'esercito per favorire le aspirazioni politiche sue e dei Repubblicani; dall'altra parte i Repubblicani radicali denunciarono la sua mossa come troppo indulgente e fecero approvare il disegno di legge detto Wade-Davis Bill nel 1864. Quando Lincoln mise il veto sul disegno di legge, i promotori si vendicarono, impedendo l'insediamento in parlamento dei rappresentanti eletti dalla Louisiana, dall'Arkansas e dal Tennessee.

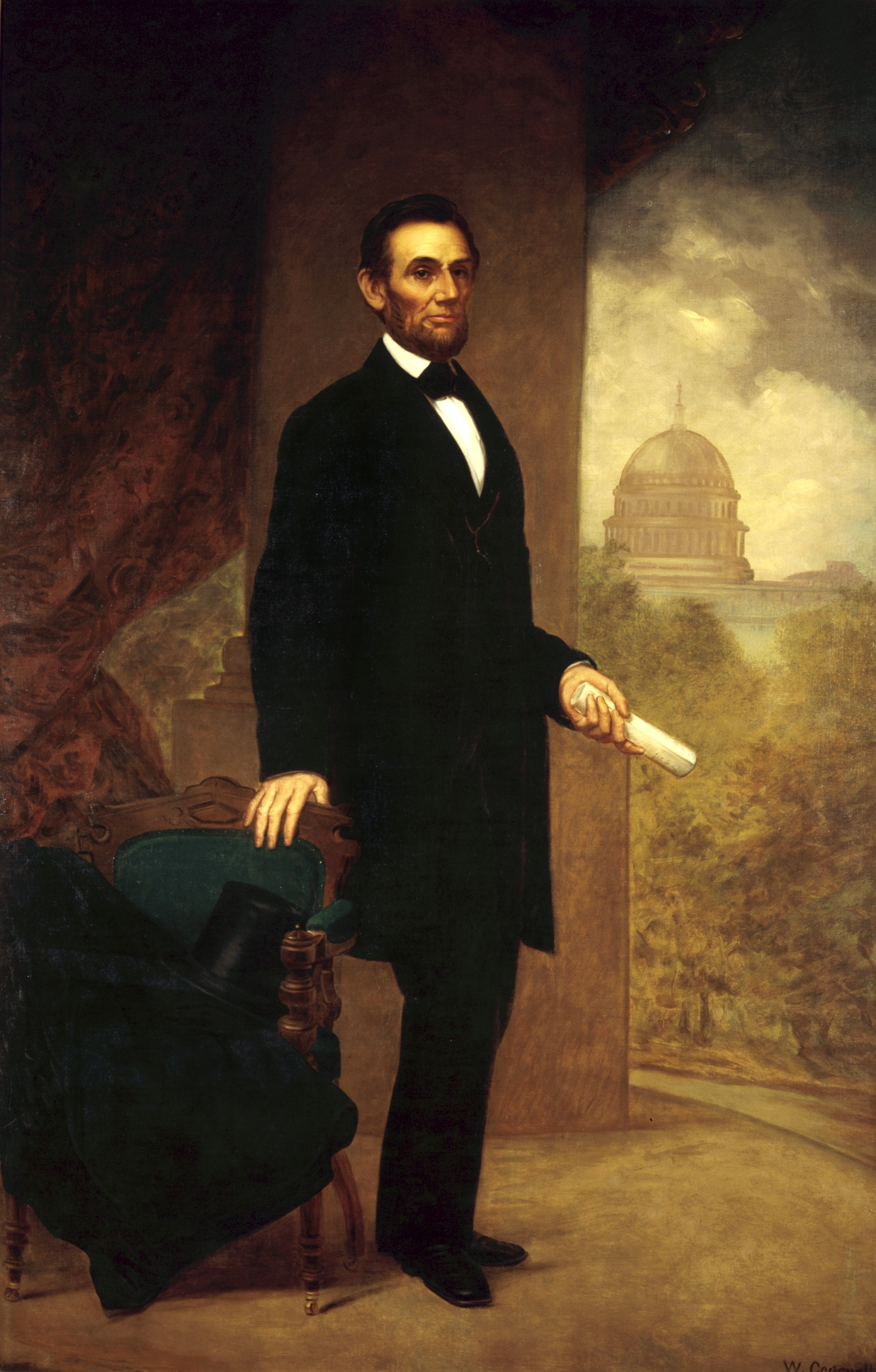
Lincoln in un dipinto di William F. Cogswell del 1869

I provvedimenti presidenziali cercavano di tenere insieme i Repubblicani moderati e i radicali; per sostituire il Presidente della Corte Suprema la scelta cadde sull'esponente radicale Salmon Portland Chase, che Lincoln sperava sostenesse i suoi provvedimenti sull'emancipazione e sulla stampa di cartamoneta.
Dopo aver implementato il Proclama di emancipazione, che non si applicava in ogni caso a ogni Stato, il presidente fece pressione sul Congresso per mettere fuori legge la schiavitù in tutta la nazione con un emendamento costituzionale. Lincoln dichiarò che esso avrebbe "sistemato l'intera faccenda". Nel dicembre del 1863 la proposta che avrebbe messo fuori legge la schiavitù fu portata all'esame del Congresso; non riuscì però a superare la maggioranza dei due terzi richiesta durante la votazione del 15 giugno del 1864 alla Camera dei Rappresentanti. Il passaggio dell'emendamento proposto divenne parte del programma politico repubblicano/unionista nelle elezioni presidenziali del 1864. Dopo un lungo e aspro dibattito al Congresso, arrivò l'approvazione al secondo tentativo, il 31 gennaio del 1865, e fu inviato ai parlamenti statali per la ratifica; dopo di che, esso divenne ufficialmente il XIII emendamento, il 6 dicembre del 1865, dopo la morte di Lincoln.
Mentre la guerra volgeva al termine, la Ricostruzione presidenziale per il Sud si trovava in via di piena definizione; Lincoln pensava che il governo federale avesse responsabilità limitate nei confronti dei milioni di liberti. Controfirmò il disegno di legge del senatore Charles Senner, che istituì un'agenzia federale temporanea progettata per soddisfare i bisogni materiali immediati degli ex schiavi: il Freedmen's Bureau. La legge rese inoltre disponibili ai liberti la coltivazione dei terreni liberi, dietro pagamento di un affitto triennale e con un'opzione di acquisto. Lincoln dichiarò che il suo "piano del 10%" per la Louisiana non si applicava automaticamente a tutti gli Stati confederati occupati; poco prima del suo assassinio annunciò che aveva un nuovo piano in mente per la Ricostruzione del Sud. Le discussioni con il suo governo rivelarono che Lincoln pensava che il controllo militare sugli ex Stati ribelli dovesse essere a breve termine, prima della loro riammissione sotto il controllo degli unionisti meridionali.
Gli storici concordano sul fatto che è impossibile prevedere esattamente ciò che il presidente avrebbe fatto se fosse sopravvissuto, ma fanno proiezioni basate sulle sue posizioni politiche note e sull'acume a lui riconosciuto. I biografi James Garfield Randall e Richard Nelson Current, secondo David Lincove, sostengono che:
Eric Foner afferma che:
Pensava che il controllo politico nel Sud sarebbe passato agli unionisti bianchi, ai secessionisti riluttanti e agli ex Confederati redenti; ma più e più volte durante la guerra, dopo l'iniziale opposizione, egli era giunto ad accogliere alcune delle posizioni degli abolizionisti e dei Repubblicani radicali... Lincoln avrebbe indubbiamente ascoltato con attenzione le richieste di ulteriore protezione agli ex schiavi...
È del tutto plausibile immaginare Lincoln e il Congresso concordare su una politica di Ricostruzione che comprendesse la protezione federale per i diritti civili fondamentali e un suffragio limitato da concedere agli afroamericani, lungo le linee proposte da Lincoln stesso poco prima della sua morte.»

### Ridefinizione della Repubblica e del repubblicanesimo

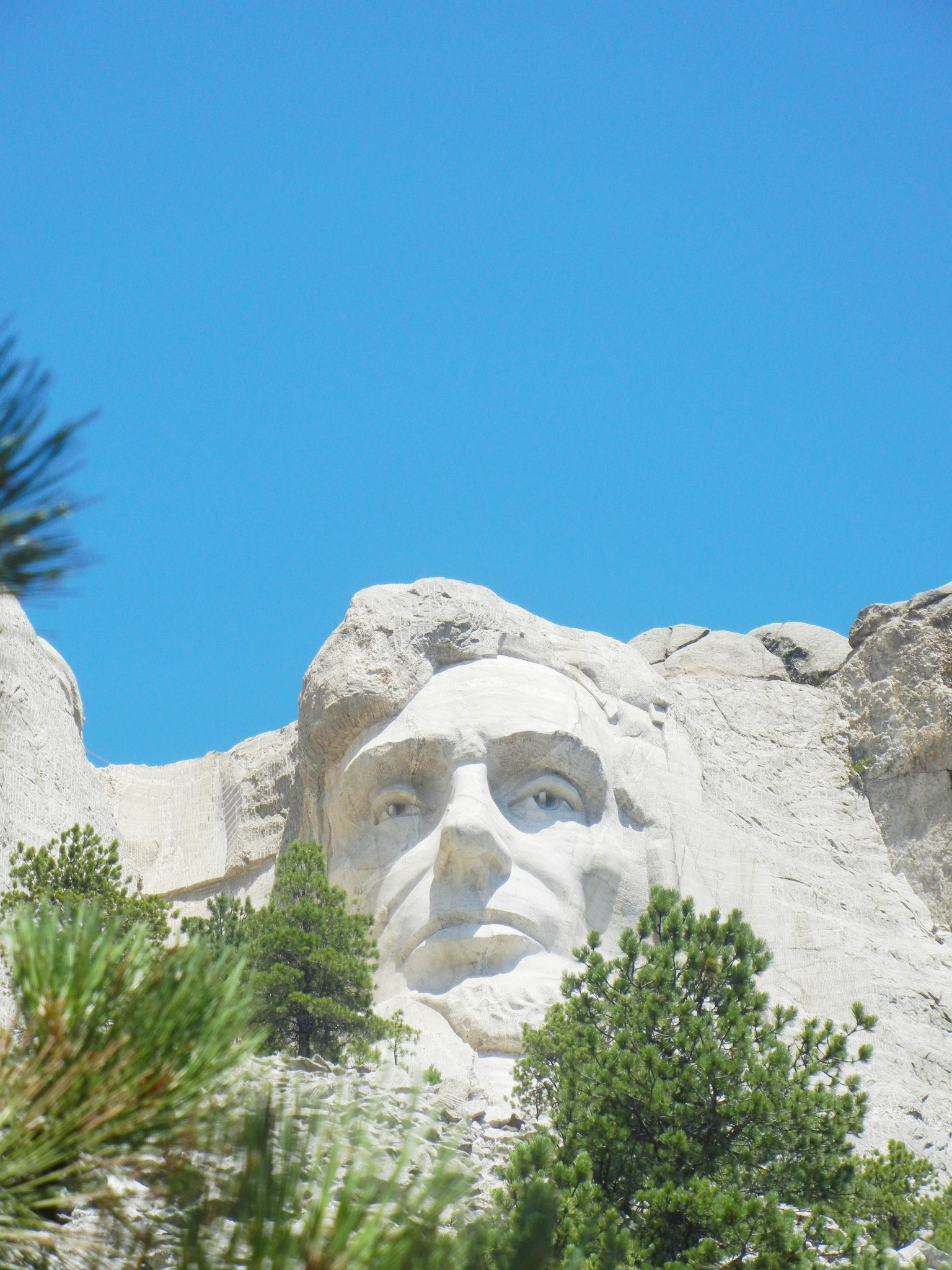
Il volto di Lincoln scavato nella parete rocciosa del Monte Rushmore

La riuscita riunificazione tra gli Stati sudisti e nordisti ebbe una conseguenza per il nome stesso della nazione. Il termine "Stati Uniti" veniva infatti utilizzato in precedenza, talvolta al plurale ("Stati Uniti sono") e altre volte al singolare ("Stati Uniti è"), senza alcuna coerenza grammaticale. La guerra civile rappresentò uno stimolo significativo alla predominanza del singolare almeno a partire dalla fine del XIX secolo.
Negli ultimi decenni, storici come Harry Victor Jaffa, Herman Belz, John Patrich Diggins, Vernon Burton ed Eric Foner hanno sottolineato la ridefinizione stipulata dal presidente dei valori facenti capo al Repubblicanesimo. Già nel corso degli anni 1850, quando la maggior parte della retorica politica si focalizzava sulla "sacralità" della Costituzione degli Stati Uniti, Lincoln ribaltò l'idea, ponendo invece l'accento sulla Dichiarazione d'indipendenza nella sua qualità di fondamento dei valori politici statunitensi (quello ch'egli chiamò il "fondamentale tassello" del repubblicanesimo).
L'enfasi posta sui concetti di libertà e di uguaglianza sociale per tutti, in chiaro contrasto con la tolleranza espressa fino ad allora dalla stessa Costituzione nei riguardi della schiavitù, spostò radicalmente il punto d'approccio al dibattito. Come afferma Diggins per quel che riguarda il discorso di Cooper Union della prima metà del 1860 e che si rivelò assai influente nel prosieguo della campagna elettorale per le elezioni presidenziali del 1860, "Lincoln presentò agli americani una concezione della storia degli Stati Uniti che offrirà un prezioso contributo alla teoria e al futuro dello stesso repubblicanesimo".
La sua posizione acquistò progressivamente forza in quanto evidenziò la base morale insita nel grande ideale di democrazia, piuttosto che i suoi meccanismi legali. Solo un anno dopo, tuttavia, egli giustificherà il conflitto propriamente in termini di legalità (la Costituzione era un contratto e perché una parte potesse uscirne anche tutte le altre dovevano essere d'accordo) e di obbligo nazionale a garanzia della forma di governo repubblicana in ogni singolo Stato dell'Unione. Burton (2008), infine, sostiene che il repubblicanesimo di Lincoln venne accolto a braccia aperte dagli ex schiavi, in quanto emancipati e oramai liberi.
Nel marzo del 1861, durante il suo primo discorso inaugurale, esplorò la natura della democrazia; denunciò la secessione come anarchia e spiegò che la regola della maggioranza doveva essere bilanciata da restrizioni costituzionali. Disse: "Una maggioranza tenuta a freno da controlli e limitazioni costituzionali - e sempre cambiando facilmente a seguito di deliberati mutamenti delle opinioni e dei sentimenti popolari - è l'unico vero sovrano di un popolo autenticamente libero!"

### Altre disposizioni
Lincoln aderiva alla teoria del Partito Whig, che dava al Congresso la responsabilità primaria di scrivere le leggi, mentre l'Esecutivo doveva metterle in pratica; pose il veto solo a quattro progetti di legge; l'unico importante fu il Bill Wade-Davis con il suo duro programma di Ricostruzione. Controfirmò la legge detta Morrill Land-Grant Colleges Act nel 1862, la quale fornì sovvenzioni governative alle strutture di educazione agricola statali; l'Homestead Act di quello stesso anno rese disponibili per l'acquisto milioni di acri di terreni detenuti dal governo all'Ovest a costi molto bassi. Le Pacific Railway Acts del 1862 e del 1864 garantirono il sostegno federale per la costruzione della prima ferrovia transcontinentale, completata nel 1869. L'approvazione di queste due ultime leggi fu resa possibile dalla mancanza dei deputati e senatori del Sud, che si erano opposti a misure simili negli anni 1850 durante la presidenza di Zachary Taylor prima e la presidenza di Millard Fillmore poi.
Due provvedimenti importanti riguardarono le entrate governative: l'istituzione di dazi (una misura con una lunga storia) e una nuova imposta federale sul reddito. Nel 1861 firmò la seconda e la terza Morrill Tariff; la prima era stata promulgata nel corso della presidenza di James Buchanan. Sempre nel 1861 il presidente firmò la Revenue Act, creando la prima imposta sul reddito degli Stati Uniti, con un'aliquota unica del 3% sui redditi superiori a 800 dollari (21 300 dollari in termini correnti), che fu poi modificata dalla Revenue Act del 1862 con aliquote progressive.
Lincoln si occupò anche all'espansione dell'influenza economica del governo federale in diverse altre aree; la creazione del sistema di banche nazionali con la legge National Banking Act (1863-64), fornì al Paese una solida rete finanziaria; stabilì una valuta nazionale; nel 1862 fu creato il Dipartimento dell'Agricoltura.

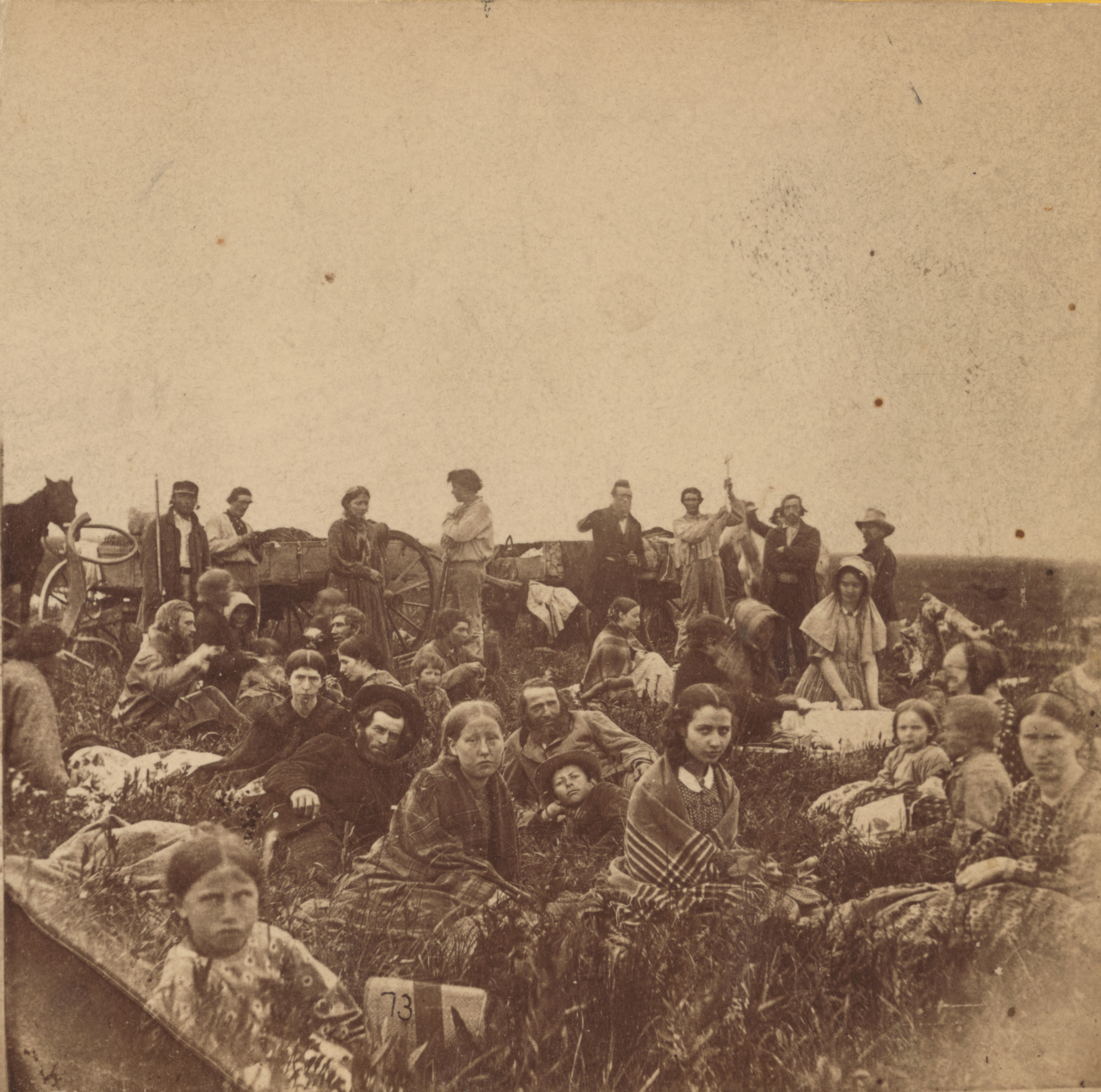
Profughi scampati alla violenza della guerra di Piccolo Corvo

Nel 1862 il presidente inviò il generale John Pope a reprimere una rivolta dei nativi americani, detta guerra di Piccolo Corvo, nell'odierno Minnesota; quando gli furono presentati 303 mandati di esecuzione per i Sioux (Santee Dakota) accusati di aver ucciso contadini innocenti, Lincoln condusse un personale esame di ciascuno di essi, approvando infine 39 condanne all'impiccagione (una fu successivamente revocata). Aveva infine programmato di riformare l'intera politica federale nei confronti dei nativi americani degli Stati Uniti d'America.
Dopo le gravi perdite subite da Grant nella sua campagna contro Lee, aveva preso in considerazione un ordine esecutivo per la coscrizione, ma non fu mai emesso; in risposta a numerose voci circolanti in proposito, i redattori del New York World e del Journal of Commerce pubblicarono un falso progetto di proclama, che provocò volatilità del mercato aurifero, di cui beneficiarono gli editori e gli altri impiegati dei giornali. Il presidente reagì con durezza e ordinò un sequestro militare dei due giornali durato due giorni.
Lincoln è in gran parte responsabile dell'istituzione della festività detta Giorno del ringraziamento; prima della sua presidenza, difatti, il "Ringraziamento" (per il primo raccolto ottenuto in terra americana dai Padri Pellegrini), una festa locale nella Nuova Inghilterra fin dal XVII secolo, era stato proclamato dal governo federale solo sporadicamente e in date irregolari. L'ultimo annuncio del genere era stato dato durante la presidenza di James Madison cinquant'anni prima. Nel 1863 Lincoln dichiarò che l'ultimo giovedì del mese di novembre di quell'anno sarebbe stato un "giorno dedicato al Ringraziamento".

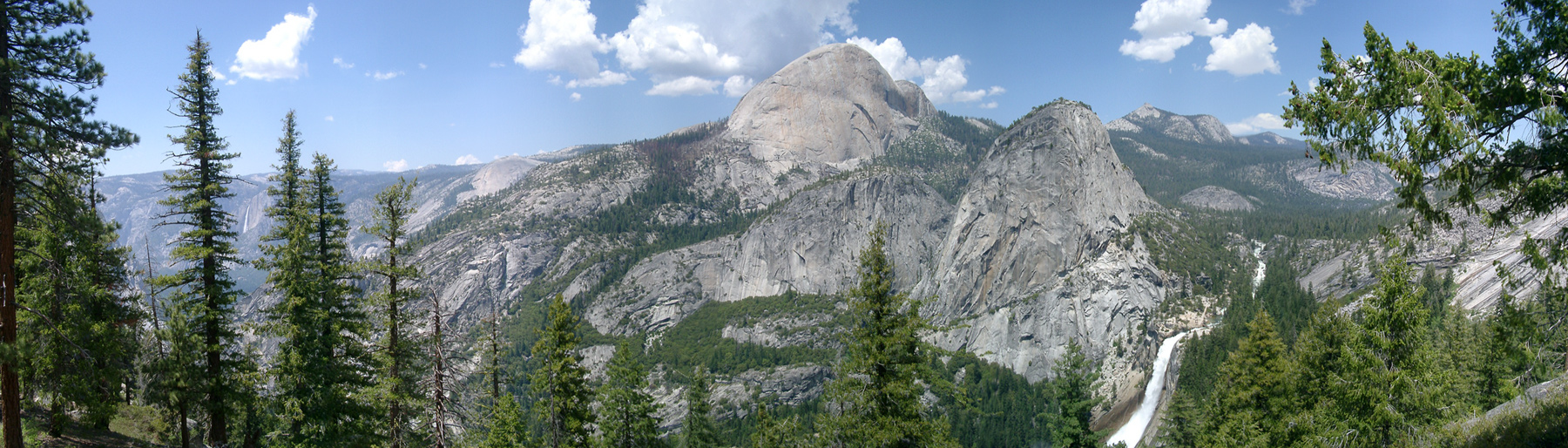
Veduta panoramica del Parco nazionale di Yosemite

Nel giugno seguente approvò lo stanziamento di fondi Yosemite, che fornì una dotazione federale senza precedenti per l'area ai giorni nostri nota come Parco nazionale di Yosemite.

### Nomine dei giudici
La filosofia dichiarata da Lincoln sulle nomine dei giudici fu che non possiamo domandare a un uomo che cosa farà, e nel caso lo chiedessimo e lui rispondesse, dovremmo disprezzarlo per questo, perciò dobbiamo prendere un uomo le cui opinioni sono già note; nominò cinque giudici alla Corte Suprema degli Stati Uniti d'America.
- Noah Haynes Swayne, scelto il 21 gennaio 1862 e nominato il 24 seguente; un avvocato antischiavista impegnato nell'Unione.
- Samuel Freeman Miller, scelto e nominato il 16 luglio 1862; aveva sostenuto Lincoln nelle elezioni presidenziali del 1860 ed era un abolizionista dichiarato.
- David Davis, uno dei promotori della campagna elettorale repubblicana nel 1860, scelto il 1º dicembre 1862 e nominato l'8 seguente; era già stato anche giudice nel distretto dell'Illinois dove era avvocato il futuro presidente.
- Stephen Johnson Field, precedentemente giudice della Corte Suprema della California, scelto il 6 marzo 1863 e nominato il 10 seguente; fornì un equilibrio sia geografico sia politico alla Corte, in quanto Democratico.
- Salmon P. Chase, Segretario al tesoro, scelto come Presidente della Corte suprema e nominato lo stesso giorno, il 6 dicembre 1864. Lincoln riteneva che Chase fosse un abile giurista che avrebbe sostenuto le leggi per la Ricostruzione e che la sua elezione compattasse il Partito Repubblicano[337].

### Nuovi Stati ammessi nell'Unione
La Virginia Occidentale, ammessa nell'Unione il 20 giugno 1863, comprendeva le contee nordoccidentali della Virginia che si erano separate quando questa dichiarò la secessione. Come condizione preliminare, la Costituzione del nuovo Stato federato era tenuta a provvedere alla graduale abolizione della schiavitù.
Il Nevada, che divenne il terzo degli Stati del Pacifico, fu ammesso come entità libera il 31 ottobre 1864.

## Omicidio e funerali di Stato

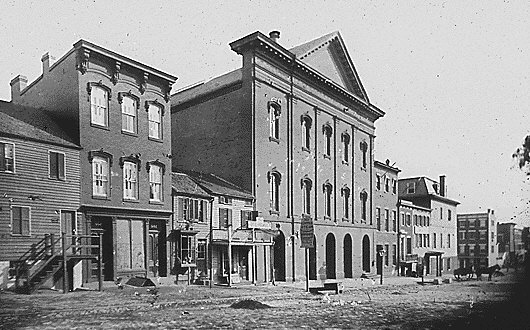
L'esterno del teatro Ford nel 1865

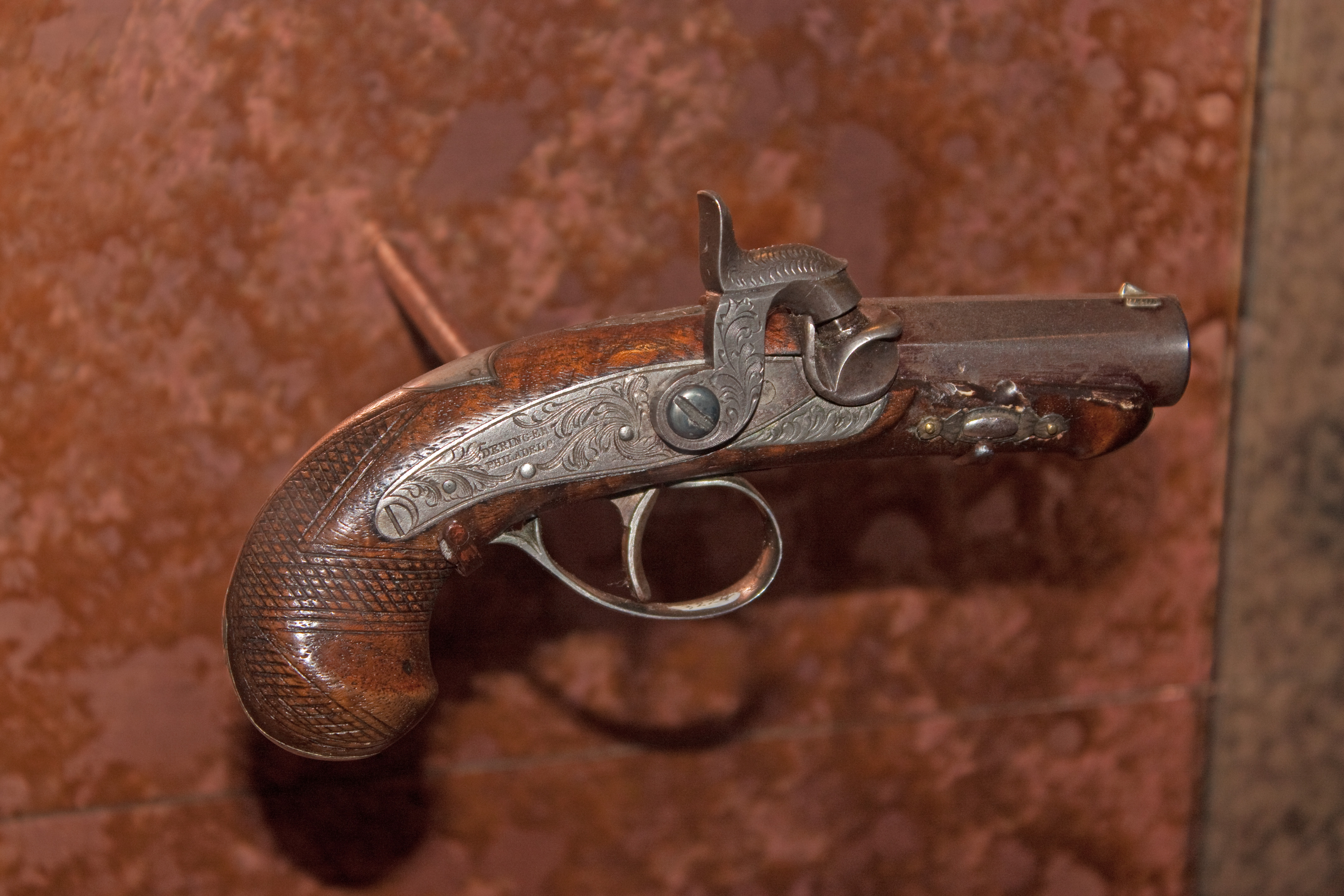
La Derringer con cui John Wilkes Booth uccise il presidente

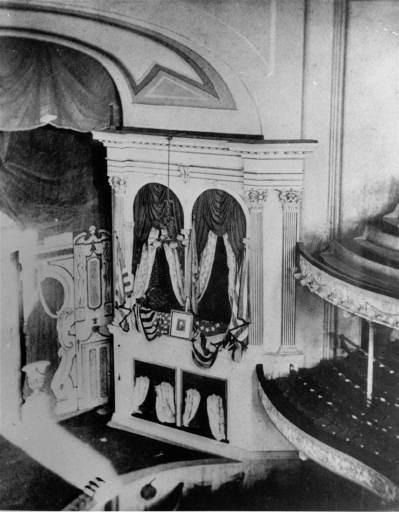
Il palco presidenziale al Teatro Ford

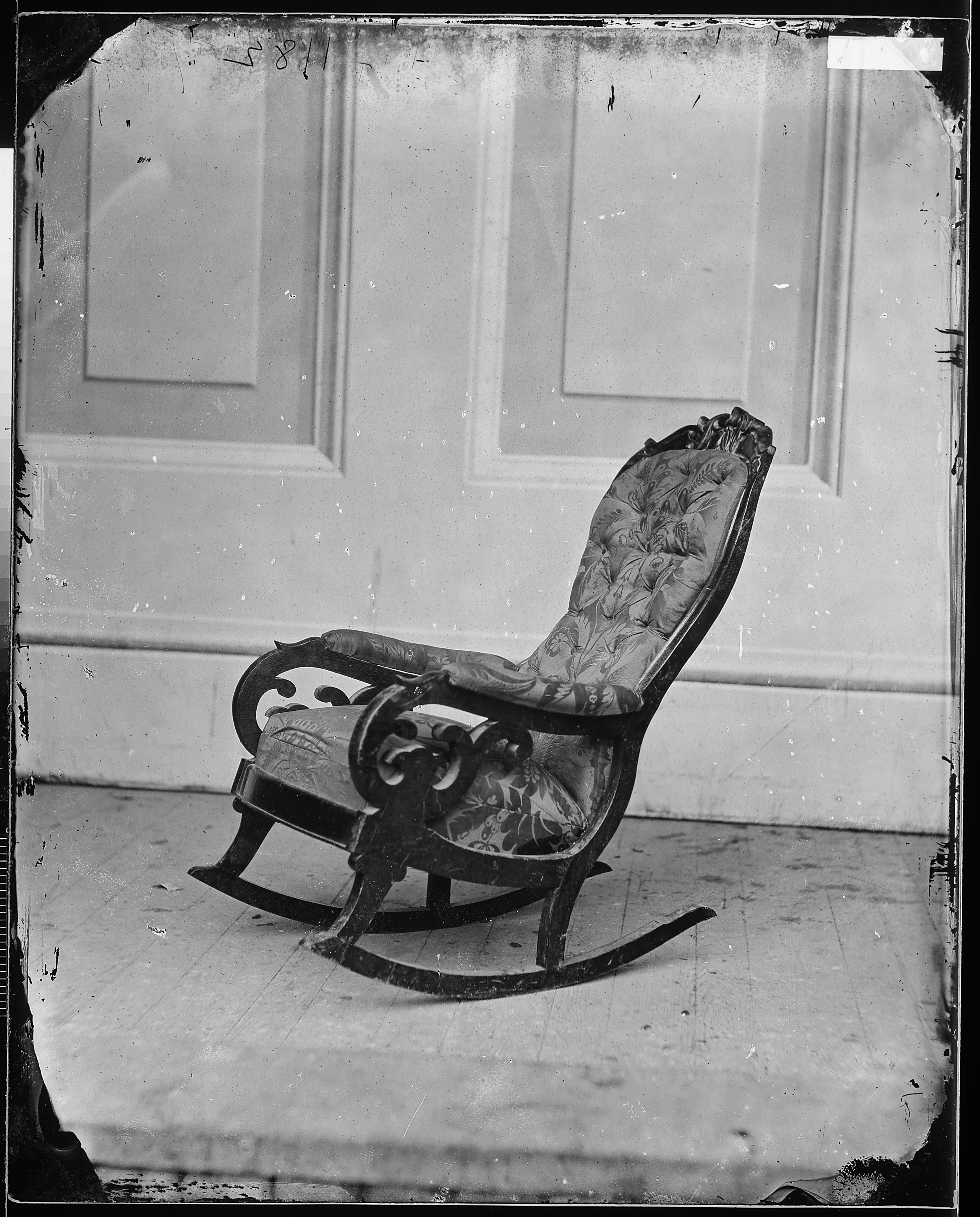
La sedia in cui era seduto il presidente quando fu colpito a morte

Poco prima della fine della guerra, Lincoln aveva incontrato di frequente il generale Grant. I due uomini pianificavano la ricostruzione del Paese ed era nota a tutti la loro stima reciproca. Durante il loro ultimo incontro, il 14 aprile 1865 (Venerdì santo), Lincoln aveva invitato il generale Grant a un evento mondano per quella sera, ma Grant aveva declinato.
Senza la compagnia del generale e senza la sua guardia del corpo Ward Hill Lamon, Lincoln e la sua famiglia andarono al Ford's Theatre, a Washington, dove era in programma Our American Cousin, una commedia musicale dello scrittore britannico Tom Taylor (1817-1880). Nell'istante in cui Lincoln prese posto nel palco presidenziale, John Wilkes Booth, un attore della Virginia simpatizzante sudista, entrò nel palco e sparò un colpo di pistola calibro 44 alla testa del presidente, gridando "Sic semper tyrannis!". Tale frase significa in latino "Così sia sempre per i tiranni!" ed era il motto dello Stato della Virginia, nonché la frase che secondo alcuni fu detta da Bruto nell'uccidere Cesare (ma probabilmente mai realmente pronunciata). Secondo alcune testimonianze, l'assassino aggiunse poi: "il sud è vendicato", saltando successivamente giù dal palco e rompendosi conseguentemente una gamba. I cospiratori avevano pianificato l'assassinio di altri ufficiali del governo nello stesso istante, ma Lincoln fu l'unica vittima. Booth si trascinò al proprio cavallo e riuscì a fuggire, mentre il presidente fu portato in una casa dall'altro lato della strada, oggi chiamata Petersen House, dove giacque in coma per alcune ore prima di morire. Fu ufficialmente dichiarato morto alle 7:22 del mattino del 15 aprile 1865. Booth fu scoperto nascosto in un granaio e venne ucciso; diversi altri cospiratori furono poi catturati e impiccati o imprigionati. Quattro persone furono giudicate da un tribunale militare e impiccate per complicità nell'assassinio: David Herold, George Atzerodt, Lewis Powell (alias Lewis Payne) e Mary Surratt (la prima donna a essere giustiziata negli Stati Uniti). Tre persone furono condannate all'ergastolo (Michael O'Laughlin, Samuel Arnold, e Samuel Mudd), mentre Edman Spangler fu condannato a sei anni di carcere. John Surratt, giudicato successivamente da una corte civile, fu prosciolto. L'equità delle condanne, in particolare quella di Mary Surratt, è stata messa in discussione ed esistono dubbi sul grado del suo coinvolgimento nella cospirazione.
Negli Stati Uniti è entrata nel folclore la "leggenda sulle coincidenze Lincoln-Kennedy", riguardante le pretese concomitanze tra le morti dei due presidenti.

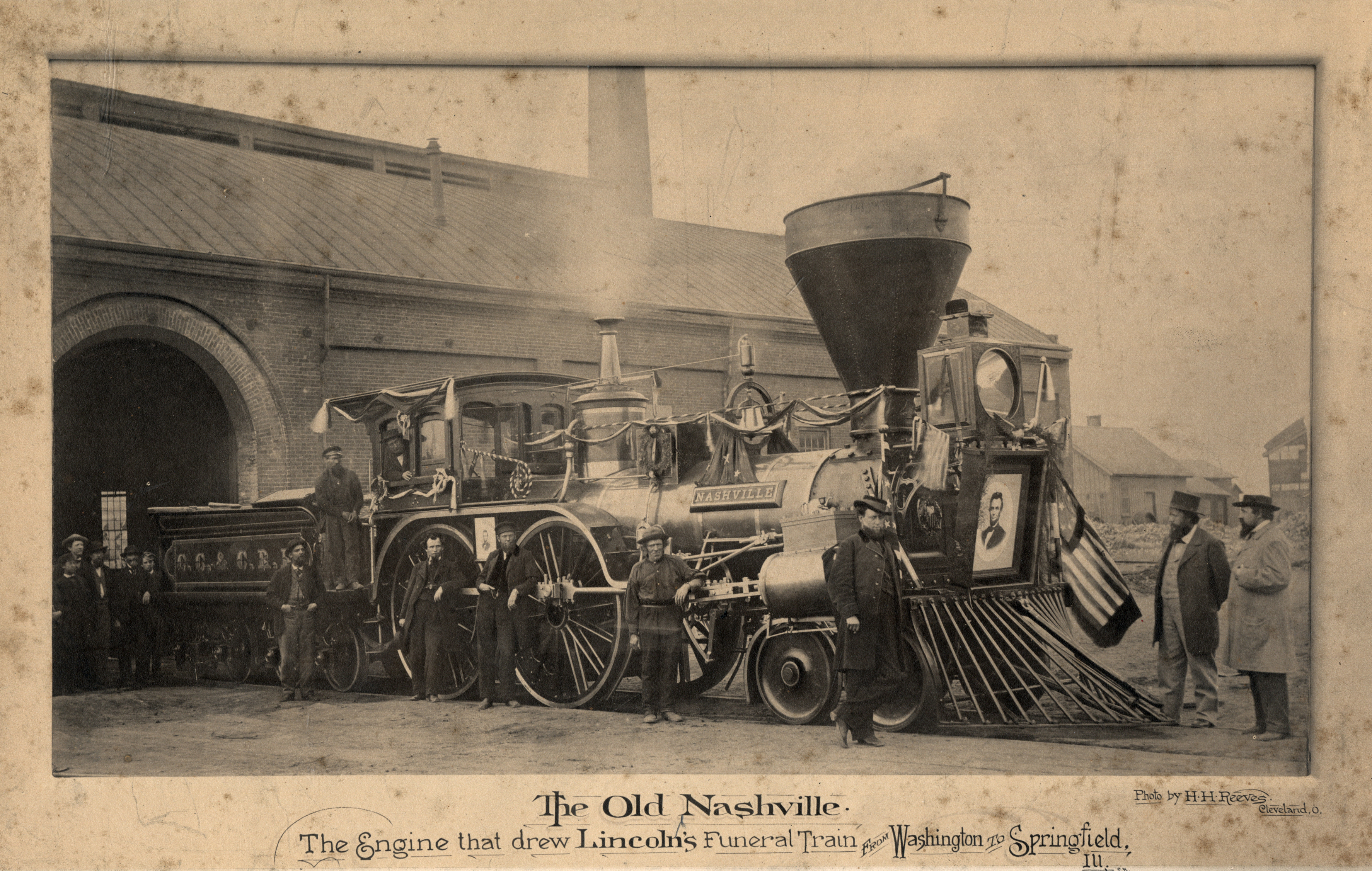
Il treno funebre di Lincoln

Il corpo di Lincoln fu riportato in Illinois in treno, con un grandioso corteo funebre che attraversò diversi Stati. L'intera nazione pianse l'uomo che molti consideravano il salvatore degli Stati Uniti, protettore e difensore di ciò che Lincoln stesso chiamava "il governo della gente, dalla gente e per la gente".

## Riesumazione della salma

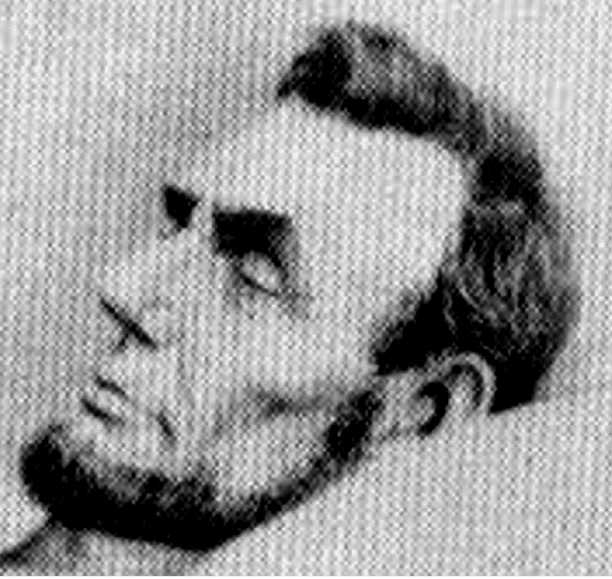
Il presidente nel letto di morte, in una foto di John Badger Bachelder

Lincoln venne seppellito all'Oak Ridge Cemetery di Springfield, dove nel 1874 fu terminata la costruzione di una tomba in granito alta 54 metri, sormontata da diverse statue di bronzo. Vi sono sepolti anche sua moglie e tre dei suoi quattro figli (Robert è sepolto nel cimitero nazionale di Arlington). Negli anni successivi alla sua morte vi furono tentativi di rubare la salma di Lincoln a scopo di riscatto.
Attorno al 1900 Robert Todd Lincoln decise che, per prevenire il furto del corpo, era necessario costruire una cripta permanente per il padre. La bara di Lincoln fu racchiusa da spesse pareti di cemento, circondate da una gabbia, e sepolta sotto una lastra di pietra. Il 26 settembre 1901 il corpo di Lincoln venne riesumato, così da poter essere nuovamente sepolto nella nuova cripta. I presenti (23 persone compreso Robert Lincoln), temendo che il corpo potesse essere stato trafugato negli anni intercorsi, decisero di aprire la bara per controllare: quando l'aprirono, furono meravigliati dallo stato di conservazione del corpo, che era stato imbalsamato. Era infatti perfettamente riconoscibile, a più di trent'anni dalla morte. Sul suo petto vennero rinvenuti i resti della bandiera degli Stati Uniti (piccoli brandelli rossi, bianchi e blu) con la quale era stato seppellito e che si era ormai sgretolata. Tutte le persone che videro i resti di Lincoln sono scomparse da tempo: l'ultima di queste fu Fleetwood Lindley, che morì il 1º febbraio 1963. Tre giorni prima di morire, Lindley venne intervistato. Disse: "Sì, la sua faccia era bianca come il gesso. I suoi vestiti umidi. Mi venne permesso di reggere una delle strisce di cuoio quando calammo il feretro per versare il cemento. Non fui spaventato al momento, ma dormii con Lincoln per i sei mesi successivi".

## Vita personale

### Salute
Abbondano le affermazioni sul fatto che la salute di Lincoln stesse peggiorando proprio poco prima dell'assassinio; queste sono però spesso basate solamente su fotografie che sembrano mostrare una perdita di peso e una certa atrofia muscolare.
Si è ipotizzato anche che soffrisse di una rara malattia genetica, la MEN2b (Multiple endocrine neoplasia type 2b) la quale si manifesta con carcinoma midollare della tiroide e neuromi della mucosa. Altri affermano semplicemente che soffrisse della sindrome di Marfan (allungamento della parte inferiore del corpo, piedi, mani e gambe molto lunghe e una testa caratteristicamente allungata), basandosi sulla sua altezza, dalle dita sottili e dall'associazione con una possibile insufficienza aortica; essa può causare il dondolio della testa - il "segno di Alfred De Musset" - fondandosi sulla presunta prova data dall'annebbiamento della testa di Lincoln presente nelle fotografie, che allora avevano bisogno di un lungo tempo di preparazione ed esposizione. Nel 2009 l'analisi del DNA venne rifiutata dal museo "Grand Army of the Republic" di Filadelfia.

### Visione religiosa
Come per il deismo di Thomas Jefferson, anche la visione religiosa di Lincoln è stata molto dibattuta. Pubblicamente era un cristiano protestante, ma le sue intime convinzioni sono tuttora discusse. Da giovane, Lincoln era chiaramente uno scettico o, nelle parole di un biografo, anche un iconoclasta.
Più tardi nella vita, l'uso frequente di Lincoln di un linguaggio e di immagini religiose nei discorsi potrebbero essere viste come una revisione delle proprie convinzioni personali o un espediente per fare appello al suo pubblico, per lo più composto da evangelici. Non aderì mai a nessuna chiesa, anche se spesso partecipò a funzioni religiose con la moglie; tuttavia citava spesso la Bibbia e aveva una profonda dimestichezza con essa.
Nel 1840 Lincoln aderì alla "dottrina della necessità", una credenza di tipo fatalista che affermava che la mente umana era controllata da una forza superiore. Nel 1850 riconobbe l'esistenza di una "provvidenza", in modo generale, ma raramente usò il linguaggio o le immagini degli evangelici. Considerava il repubblicanesimo dei Padri Fondatori con una reverenza quasi religiosa. Quando subì la morte di suo figlio Edward, Lincoln riconobbe più frequentemente il proprio bisogno di dipendere da Dio.
La morte di un altro figlio, Willie, nel febbraio 1862, potrebbe aver spinto Lincoln a rivolgersi verso la religione in cerca di risposte e di conforto. Dopo la morte di Willie, Lincoln mise in questione la necessità divina della gravità della guerra. Scrisse in quei momenti che Dio "avrebbe potuto decidere di salvare o distruggere l'Unione, senza un conflitto umano. Dal momento che il conflitto è iniziato, Egli potrebbe dare la vittoria a uno degli schieramenti in un solo giorno, eppure il conflitto continua". Si racconta che, il giorno dell'assassinio al Teatro Ford, abbia detto alla moglie Mary che voleva visitare la Terra santa.

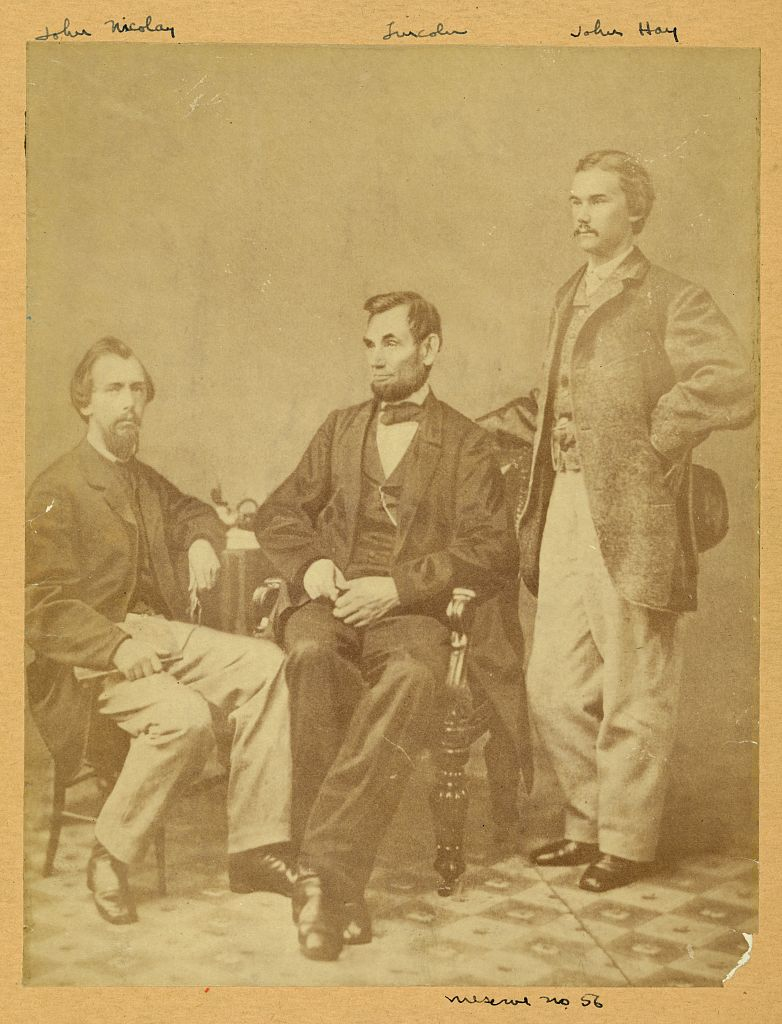
Il presidente tra i suoi due giovani segretari particolari, John Hay (a destra, 1838-1905) e John George Nicolay (1832-1901)

### Sessualità
La sessualità di Abraham Lincoln è stata argomento di dibattito tra alcuni studiosi. Il presidente fu sposato con Mary Todd Lincoln dal 4 novembre 1842 fino alla sua morte ed ebbe con lei quattro figli; il suo legame con la moglie fu sempre molto forte e intimo. La questione è giunta però all'attenzione dell'opinione pubblica a causa di un libro postumo dello psicologo Clarence Arthur Tripp (collaboratore di Alfred Kinsey) pubblicato nel 2005 e intitolato The Intimate World di Abraham Lincoln, che lo descriveva come presumibilmente distaccato nei confronti delle donne, in contrasto con le relazioni di estrema vicinanza avute con amici maschi, con cui avrebbe condiviso anche il letto.
Secondo il libro Lincoln the Unknown di Dale Carnegie e datato 1932, il presidente scelse di trascorrere diversi mesi dell'anno nella sua pratica legale vivendo separatamente da sua moglie. Nel 1928 un autore aveva già indicato un amico maschio intimo del giovane Lincoln come un possibile amante, ma ciò all'epoca venne respinto come assurdo.
Commenti sulla sessualità di Lincoln corsero fin dall'inizio del XX secolo; l'attenzione crebbe proporzionalmente alla crescita del movimento di liberazione omosessuale della seconda metà del 1900. Nella sua biografia del 1926, Carl Sandburg alludeva ai primi rapporti di Lincoln e al suo amico Joshua Fry Speed come aventi "una striscia di lavanda, e punti deboli come violette di maggio"; "striscia di lavanda" era un termine gergale del periodo per indicare un uomo caratterizzato da effeminatezza, in seguito associata all'omosessualità. Sandburg non approfondì oltre l'argomento.
Nel 1999 il drammaturgo e attivista Larry Kramer ha sostenuto di aver scoperto documenti precedentemente rimasti occultati mentre svolgeva ricerche per il suo "work-in-progress" The American People: A History, inclusi alcuni presumibilmente rinvenuti tra le assi del pavimento del negozio sopra il quale Lincoln e Joshua Speed condividevano una stanza. Secondo quanto riferito, i testi fornirebbero dettagli espliciti su una relazione avvenuta tra i due e attualmente vengono conservati in una collezione privata a Davenport (Iowa). La loro autenticità tuttavia è stata messa in discussione da storici come Gabor S. Boritt il quale ha scritto: "Quasi certamente si tratta di una montatura". C. A. Tripp ha anch'egli espresso tutto il suo scetticismo sulla presunta scoperta di Kramer, dichiarando: "Vedere per credere, se e quando quel diario apparirà. Quando apparvero estratti da esso, non avevano per nulla l'afflato lirico tipico di Lincoln".
Il caso di Lincoln tornò al centro dell'attenzione nel 2005 con la pubblicazione postuma del libro di C. A. Tripp; egli era un ricercatore di sessuologia, discepolo di Alfred Kinsey e gay. Iniziò a scrivere il libro assieme al giornalista freelance Philip Nobile, ma in seguito ebbero disaccordi. Nobile accusò poi l'opera di Tripp di essere assai fraudolenta e distorta. La rivista TIME trattò del libro come parte di un articolo di copertina di Joshua Wolf Shenk, autore di Lincoln's Melancholy: How Depression Challenged a President and Fueled His Greatness (Come la depressione ha sfidato un presidente e ha alimentato la sua grandezza). Shenk respinse le conclusioni di Tripp, affermando che gli argomenti per l'omosessualità di Lincoln erano "basati su una lettura distorta delle disposizioni convenzionali del XIX secolo le quali prevedevano tranquillamente che tra uomini si potesse anche dormire assieme". Tuttavia lo storico Michael B. Chesson ha accolto con favore il significato storico del lavoro di Tripp e ha commentato che, sebbene non conclusivo, "qualsiasi lettore di mente aperta che abbia raggiunto questo punto potrebbe avere un ragionevole dubbio sulla natura della sessualità di Lincoln". Al contrario, lo storico e biografo del presidente Michael Burlingame ha affermato che è "possibile ma altamente improbabile che Abraham Lincoln fosse prevalentemente omosessuale".

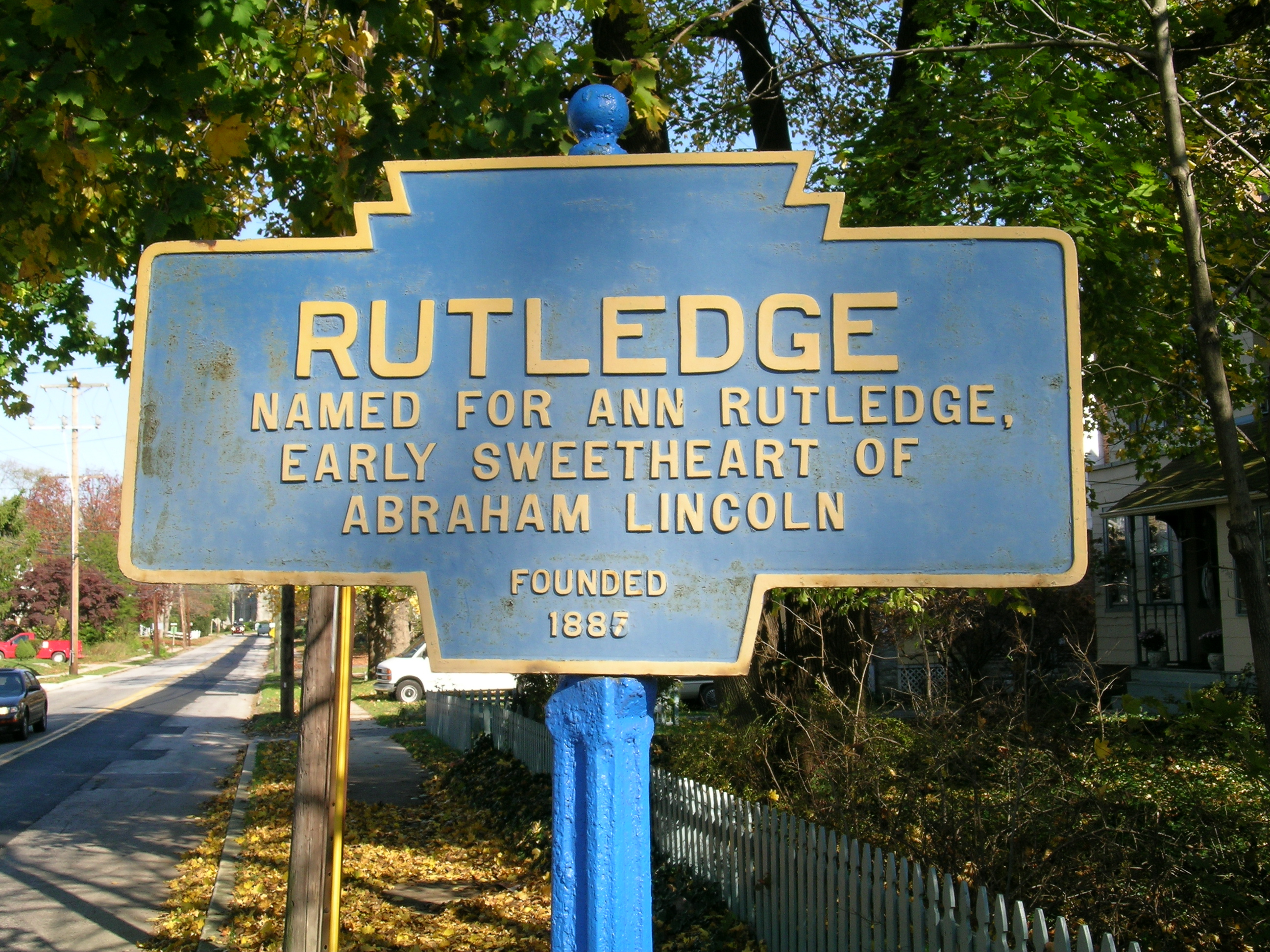
Targa commemorativa a Rutledge (Pennsylvania) dedicata a Ann Rutledge

La matrigna di Lincoln, Sarah Bush Lincoln, aveva commentato che "non ha mai avuto molto interesse per le ragazze". Tuttavia alcuni resoconti dei contemporanei riportano una forte, ma controllata, passione per le donne. Il giovane Lincoln rimase devastato a seguito della morte del 1835 della ventiduenne Ann Rutledge, suo primo grande amore. Mentre alcuni si sono chiesti se avesse mai avuto una relazione romantica con lei, lo storico John Y. Simon ha rivisto la storiografia del soggetto e ha concluso che "le prove disponibili indicano in modo schiacciante che Lincoln ha tanto amato Ann che la sua morte lo ha immerso in una grave forma depressiva. Un secolo e mezzo dopo la sua morte, quando non ci si possono aspettare nuove prove significative, questo semplice fatto dovrebbe oramai prendere il suo giusto posto anche nella biografia presidenziale".
I maggiori critici dell'ipotesi che Lincoln fosse omosessuale o quantomeno bisessuale sottolineano il fatto che si sposò ed ebbe ben quattro figli; la tesi viene pertanto respinta da molti storici, soprattutto di area conservatrice. Lo studioso Douglas Wilson sostiene che Lincoln, da giovane, mostrava un comportamento fortemente eterosessuale, incluso il raccontare storie ai suoi amici sulle sue interazioni con le donne.
Lincoln scrisse anche un poemetto che descriveva una relazione simile a un matrimonio tra due uomini, che includeva i versi: "For Reuben and Charles have married two girls/ But Billy has married a boy / The girls he had tried on every side / But none he could get to agree / All was in vain, he went home again / And since that he's married to Natty".
Questa poesia fu inclusa nella prima edizione della biografia di Lincoln del 1889 dal suo amico e collega William Herndon; fu però espurgata dalle edizioni successive fino al 1942, quando l'editore Paul Angle la ristabilì. Questo è un esempio di ciò che lo psicoanalista Mark J. Blechner chiama "la chiusura della storia" in cui le prove che suggeriscono un grado di omosessualità o bisessualità in una grande figura storica sono soppresse o nascoste.

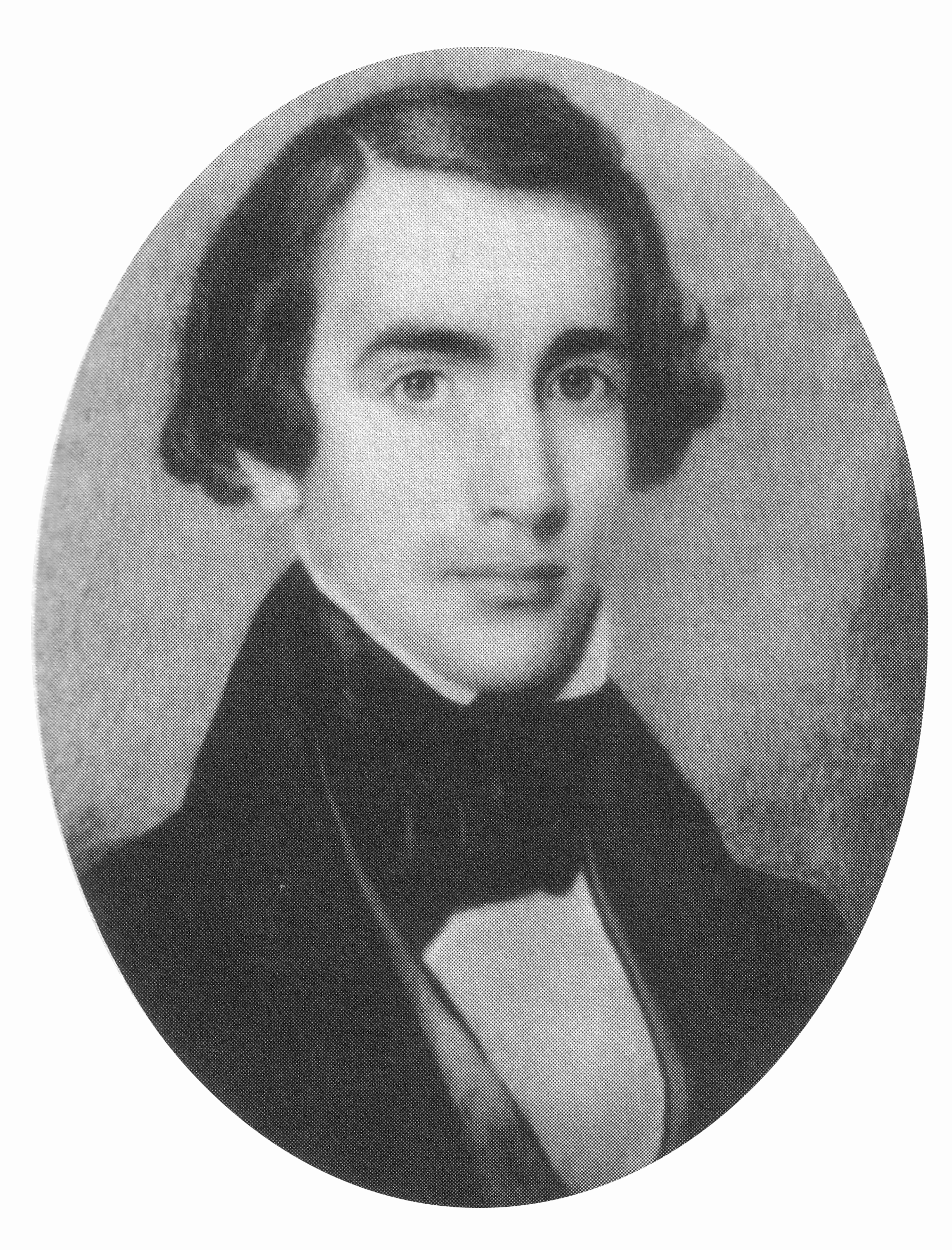
Ritratto giovanile di Joshua Fry Speed, che condividerà l'alloggio con Lincoln a Springfield (Illinois) per ben quattro anni

#### Joshua Fry Speed
Lincoln incontrò per la prima volta il giovane Joshua Fry Speed a Springfield nel 1837 quando era un avvocato di successo e già membro del parlamento dell'Illinois. Vissero insieme per quattro anni, durante i quali occuparono lo stesso letto durante la notte (alcune fonti specificano un grande letto matrimoniale) e svilupparono un'amicizia che sarebbe proseguita fino alla morte del presidente. Secondo alcune fonti, William Herndon e un quarto uomo dormiranno anche loro nella stessa stanza.
Storici come Donald sottolineano che non era affatto insolito in quel periodo che due uomini condividessero anche un piccolo letto a causa di circostanze finanziarie o di altro genere, senza che nulla di sessuale fosse implicito, per una notte o due quando non c'era altra sistemazione possibile. Ma per un uomo finanziariamente autonomo il condividere un letto singolo con lo stesso uomo per un lungo periodo di tempo dimostrerebbe invece una relazione duratura. Un elenco di fonti storiche mostra che Lincoln, durante la sua giovinezza e la prima età adulta, dormì nello stesso letto con almeno undici ragazzi e uomini. Non fu mai un segreto. Non ci sono casi noti in cui Lincoln cercò di occultare la conoscenza del fatto o la discussione di tali avvenimenti e, in alcune conversazioni, sollevò egli stesso l'argomento parlandone apertamente. Tripp parla a lungo di tre uomini e di possibili relazioni durature: Joshua Speed, William Greene e Charles Derickson.
Tuttavia, nell'America del XIX secolo, non era necessariamente raro che gli uomini si prendessero cura di altri uomini; ad esempio gli avvocati dell'Ottavo distretto dell'Illinois, dove operava Lincoln, viaggiavano regolarmente utilizzando per la notte la stessa camera, due per ogni letto e otto in una stanza. William H. Herndon ricorda, ad esempio: "Ho dormito con venti uomini nella stessa stanza". Ma una relazione privata e duratura con un singolo individuo sarebbe stata ben altra cosa. A quel tempo la maggior parte degli uomini non era probabilmente neppure consapevole del significato erotico nella condivisione del letto, poiché rimaneva un fatto pubblico. L'offerta immediata e casuale di Speed e il suo rapporto successivo suggeriscono che proporre pubblicamente di condividere il letto tra maschi non era quasi mai esplicitamente interpretata come un invito a esperimenti sessuali proibiti.
Qualche corrispondenza del periodo, come quella tra il politico confederato Thomas Jefferson Withers e il giudice James Henry Hammond, può fornire la prova di una dimensione sessuale ad alcune segrete condivisioni di letti tra persone dello stesso sesso. Il fatto stesso che Lincoln fosse aperto sulla questione con Speed è considerato da alcuni storici come un'indicazione che la loro relazione non era romantica; nessuno dei nemici di Lincoln accennò mai ad alcuna implicazione omosessuale.
Joshua Speed sposò Fanny Hennings il 15 febbraio 1842. Lui e Lincoln sembrarono consultarsi a vicenda sulla vita matrimoniale; nonostante avessero alcune differenze politiche rispetto alla schiavitù mantennero un fitto rapporto epistolare per il resto della loro vita e Lincoln nominò il fratello di Joshua, James Speed, nel suo gabinetto come procuratore generale.

#### David Derickson
Il capitano David Derickson fu la guardia del corpo di Lincoln e lo accompagnò nei suoi spostamenti tra il settembre del 1862 e l'aprile del 1863. Condivisero il letto durante le assenze della moglie del presidente fino a quando non fu promosso di grado. Derickson fu sposato due volte ed era padre di ben dieci figli. Tripp racconta che, a prescindere dal livello di intimità della relazione, essa era oggetto di pettegolezzi.
Elizabeth Woodbury Fox, moglie dell'assistente navale di Lincoln, scrisse nel suo diario il 16 novembre 1862, "Tish dice 'Oh, c'è un soldato di Bucktail molto devoto al presidente, sta sempre vicino a lui e quando la signora L. non è a casa ci dorme anche assieme.' Che roba!" Questa pratica finì con l'essere osservata anche da un collega ufficiale del reggimento di Derickson, Thomas Chamberlin, nel libro History of the One Hundred and Fiftieth Regiment Pennsylvania Volunteers, Second Regiment, Bucktail Brigade.
Lo storico Martin P. Johnson nota che la forte somiglianza tra stile e contenuto dei resoconti di Fox e di Chamberlin suggerisce che, piuttosto che essere due narrazioni indipendenti degli stessi eventi, entrambi fossero basati su una singola fonte. David Donald e Johnson contestano entrambi l'interpretazione di Tripp del commento di Fox dicendo che l'esclamazione "Che roba!" era a quei tempi un'esclamazione di fronte a un'assurdità anziché di valore del pettegolezzo.

## Reputazione storica
Nelle indagini degli studiosi statunitensi che valutano i presidenti a partire dagli anni 1940 nella classifica storica dei presidenti degli Stati Uniti d'America, Lincoln è costantemente posizionato tra i primi tre, spesso come il numero uno in assoluto (in almeno 9 su 17 ricerche). Uno studio del 2004 ha mostrato che gli studiosi nei campi della storia e della politica lo classificano al primo posto, mentre gli studiosi di legge lo collocano secondo subito dietro George Washington.
Nel sondaggio d'opinione condotto dal 1948 Lincoln è stato valutato ai vertici nella maggioranza dei risultati. In generale i primi tre presidenti sono Lincoln; Washington e Franklin Delano Roosevelt, sebbene a volte Washington arrivi davanti a Lincoln e altre dietro a Roosevelt.
L'assassinio di Abraham Lincoln contribuì ad aumentare notevolmente il suo status fin quasi a renderlo un martire nazionale; egli è stato visto dai fautori dell'abolizionismo come un "campione della libertà umana". I Repubblicani collegavano il suo nome alle vicende fondanti della storia del loro Partito. Molti, anche se non tutti, nel Sud consideravano Lincoln un uomo di eccezionale capacità. Gli storici hanno affermato che era "un campione del liberalismo classico" nel senso del XIX secolo. Allen C. Guelzo afferma che Lincoln era un
"democratico liberale classico, un nemico della gerarchia artificiale, amico del commercio e degli affari in quanto nobilitanti e abilitanti", e una controparte americana di John Stuart Mill, Richard Cobden e il leader del Partito Liberale (Regno Unito) John Bright (il cui ritratto era stato appeso dallo stesso Lincoln nel proprio ufficio alla Casa Bianca).
Finì col divenire uno dei principali esempi per gli intellettuali liberali in molte parti del continente europeo, dell'America Latina e persino dell'Asia.
Schwartz sostiene che la reputazione americana del presidente crebbe lentamente nel tardo XIX secolo fino all'era progressista (1900-1920) quando emerse come uno degli eroi più venerati nella storia degli Stati Uniti d'America, su cui si trovavano d'accordo persino i bianchi sudisti. Il punto culminante arrivò nel 1922 con la dedica del Lincoln Memorial al National Mall di Washington.
Nell'era del New Deal i liberali onoravano Lincoln non tanto come l'uomo che si era fatto da sé o il grande presidente di guerra, ma come il difensore dell'uomo comune che credevano avrebbe sostenuto lo stato sociale. Negli anni della guerra fredda l'immagine di Lincoln si modificò e si enfatizzò il simbolo della libertà che portava la speranza a tutti gli oppressi dai regimi comunisti.
Negli anni 1970 era diventato un eroe per gli esponenti del conservatorismo statunitense per il suo patriottismo, il sostegno agli affari, la sua determinazione a fermare la diffusione della schiavitù, la sua azione in ispirata ai principi di John Locke e Edmund Burke in nome sia della libertà sia della tradizione, e la sua devozione ai principi dei padri fondatori degli Stati Uniti.
In quanto attivista del Partito Whig Lincoln era stato un portavoce degli interessi commerciali, essendo a favore di alti dazi doganali, del sistema bancario, di infrastrutture interne e delle ferrovie in opposizione ai Democratici eminentemente agrari della democrazia jacksoniana. William C. Harris trovò che la "riverenza per i Padri fondatori, la Costituzione, le leggi poste sotto di essa, la difesa della Repubblica e delle sue istituzioni lo inserivano tra i principali leader del conservatorismo".
James G. Randall sottolinea la sua tolleranza e soprattutto la sua moderazione "nella sua preferenza per il progresso ordinato, la sua sfiducia nei confronti di un'agitazione sociale pericolosa e la sua riluttanza verso schemi di riforma mal digeriti". Randall conclude che "era conservatore per la sua lontananza da quel tipo di cosiddetto 'radicalismo' che implicava l'oppressione del Sud, l'odio per lo schiavista, la sete di vendetta, la faziosità e le richieste severe dell'Era della ricostruzione per cui le istituzioni del Sud si sarebbero trasformate da un giorno all'altro in corpi estranei della patria".
Verso la fine degli anni 1960 alcuni intellettuali afroamericani guidati da Lerone Bennett Jr. rigettarono il ruolo di Lincoln quale "Grande Emancipatore"; egli ottenne grande attenzione quando nel 1968 definì Lincoln addirittura un suprematista del potere bianco. Notò che utilizzava spesso e volentieri le diffamazioni e gli stereotipi sugli afroamericani e raccontava barzellette che ridicolizzavano il "negro"; inoltre sostenne che Lincoln si opponeva all'uguaglianza sociale e propose con l'American Colonization Society di inviare gli schiavi liberati in un altro Paese (in Liberia).
I difensori, come gli autori Dirck e Cashin, ribatterono invece che non era poi così male se confrontato alla maggior parte dei politici dei suoi tempi e che anzi rappresentava la figura di un "visionario morale" che faceva avanzare abilmente la causa abolizionista, il più velocemente possibile dato il contesto politico. L'enfasi si spostò quindi da "Lincoln l'emancipatore" a una tesi secondo cui i neri si erano liberati dalla schiavitù da soli, o che almeno erano i responsabili nel fare pressioni sul governo per ottenere l'emancipazione.
Lo storico Barry Schwartz ha scritto nel 2009 che l'immagine di Lincoln nel tardo XX secolo subì "un'erosione, una certa dissolvenza del prestigio, fino a ridursi a un uomo tanto benevolo quanto ridicolo". D'altra parte Donald ha opinato nella sua biografia del 1996 che Lincoln era spiccatamente dotato di quel tratto di personalità caratterizzata come "capacità negativa" (negative capability) così come venne definita dal poeta romantico John Keats e attribuita a leader carismatici e straordinari che erano "contenti in mezzo a incertezze e dubbi e non legati ai fatti o alla ragione".
Nel XXI secolo il presidente Barack Obama lo definì come il suo presidente preferito insistendo nell'usare la Bibbia di Lincoln durante la cerimonia d'insediamento per entrambe le volte in cui ha assunto la carica.
Lincoln è stato spesso personaggio di film di Hollywood, quasi sempre in una luce assai lusinghiera.
Il patriottismo dell'Unione, come previsto da Lincoln, "ha aiutato a condurre l'America al patriottismo di Theodore Roosevelt, Thomas Woodrow Wilson e Franklin D. Roosevelt".

## Commemorazioni

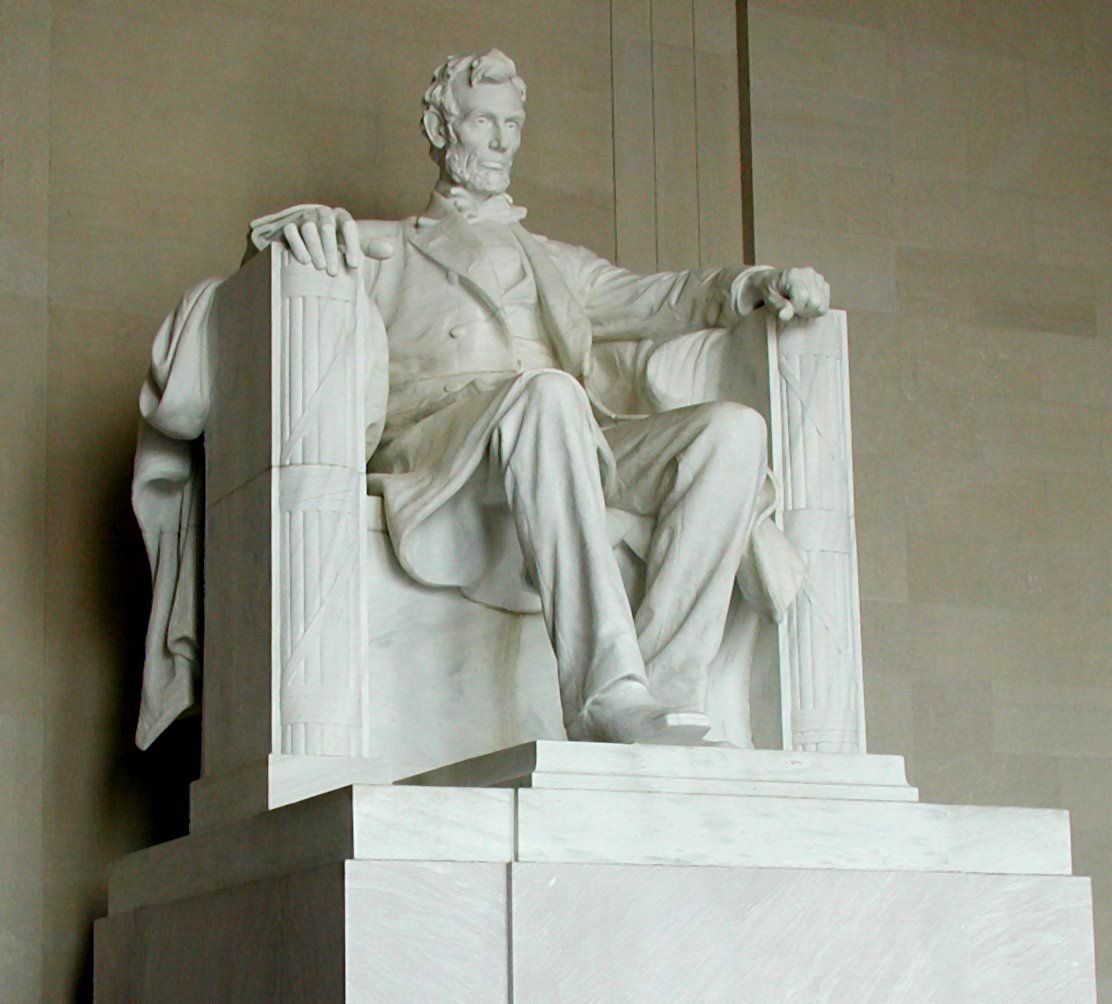
La statua Abraham Lincoln al Lincoln Memorial, opera dello scultore Daniel Chester French

Lincoln è stato ricordato in molti modi. Diverse città statunitensi portano il suo nome, soprattutto Lincoln, la capitale del Nebraska. Gli è stato dedicato il Lincoln Memorial di Washington ed è raffigurato sulla banconota da 5 dollari, sul centesimo Lincoln e nel monumento del Monte Rushmore. La tomba di Lincoln e la casa di Lincoln a Springfield, New Salem (una ricostruzione della cittadina dove visse all'inizio dell'età adulta), il Ford's Theater e la Petersen House sono tutti luoghi conservati come musei.
Nel 1892, il 12 febbraio, compleanno di Lincoln, venne dichiarato festività federale degli Stati Uniti, anche se venne in seguito combinato con il compleanno di George Washington nel President's Day (sono ancora celebrati separatamente in Illinois). Il sottomarino Abraham Lincoln (SSBN-602) e la portaerei Abraham Lincoln (CVN-72) sono stati battezzati in suo onore.
Il grande prestigiatore Harry Houdini realizzò con le sue tecniche illusionistiche una fotografia ritoccata che lo ritraeva insieme al "fantasma" di Lincoln, questo per svelare i trucchi delle fotografie spiritiche, molto diffuse alla fine dell'Ottocento e inizio Novecento. Alcune di esse, successivamente ritenute false, ritraevano proprio Lincoln dopo la sua morte, insieme alla moglie ancora viva (quest'ultima era divenuta una seguace dello spiritismo, nel frattempo).

## Arti e cultura di massa

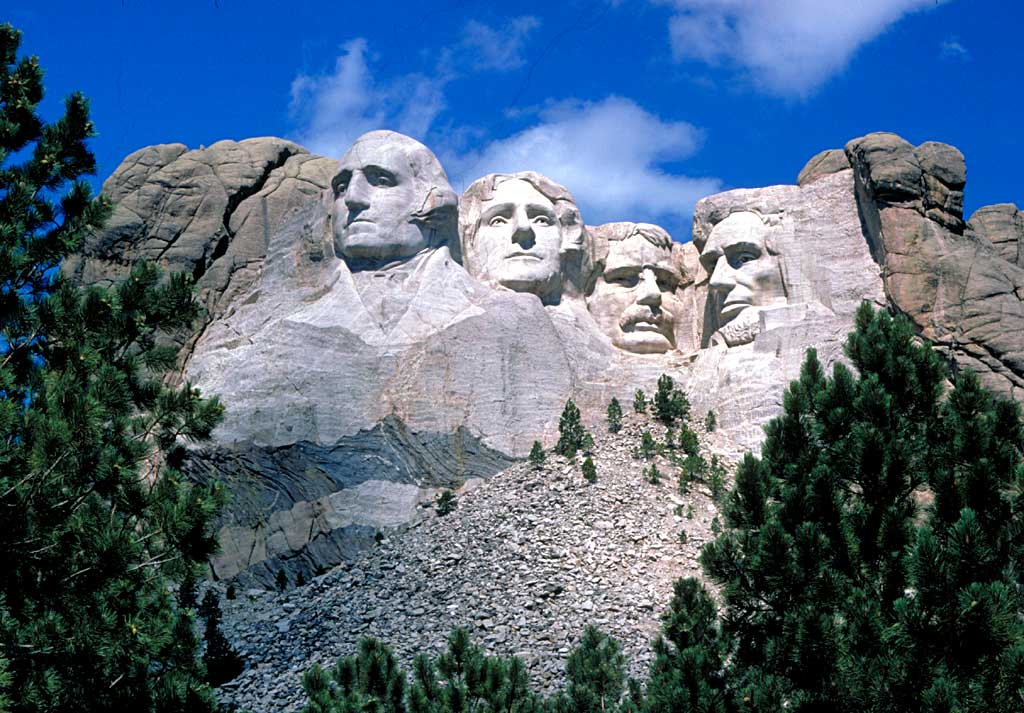
Monte Rushmore: il volto di Lincoln è quello all'estrema destra

Subito dopo la morte del presidente, il poeta Walt Whitman (autore di Foglie d'erba) scrisse, in suo onore, la famosissima poesia O capitano! Mio capitano! (portata sulle scene del grande schermo da L'attimo fuggente).
Il bardo della nazione americana rimarrà sempre particolarmente affascinato da Lincoln tanto che scrisse anche altri poesie in suo onore (When Lilacs Last in the Dooryard Bloom'd, Hush'd Be the Camps To-Day e This Dust Was Once the Man). Sembra che il presidente amasse la sua poetica già da prima dello scoppio della guerra civile.
Lo stesso Lincoln scrisse poesie e almeno un pezzo letterario, basato su uno dei casi di omicidio che aveva affrontato in qualità di giovane avvocato difensore. Nell'aprile del 1846 The Quincy Whig pubblicò il suo racconto con il titolo di A Remarkable Case of Arrest for Murder. La storia è stata ripubblicata nel marzo 1952 dall'Ellery Queen's Mystery Magazine e intitolata The Trailor Murder Mystery. Lincoln si riferisce al proprio personaggio senza nome come "la difesa" e "lo scrittore di questo testo".

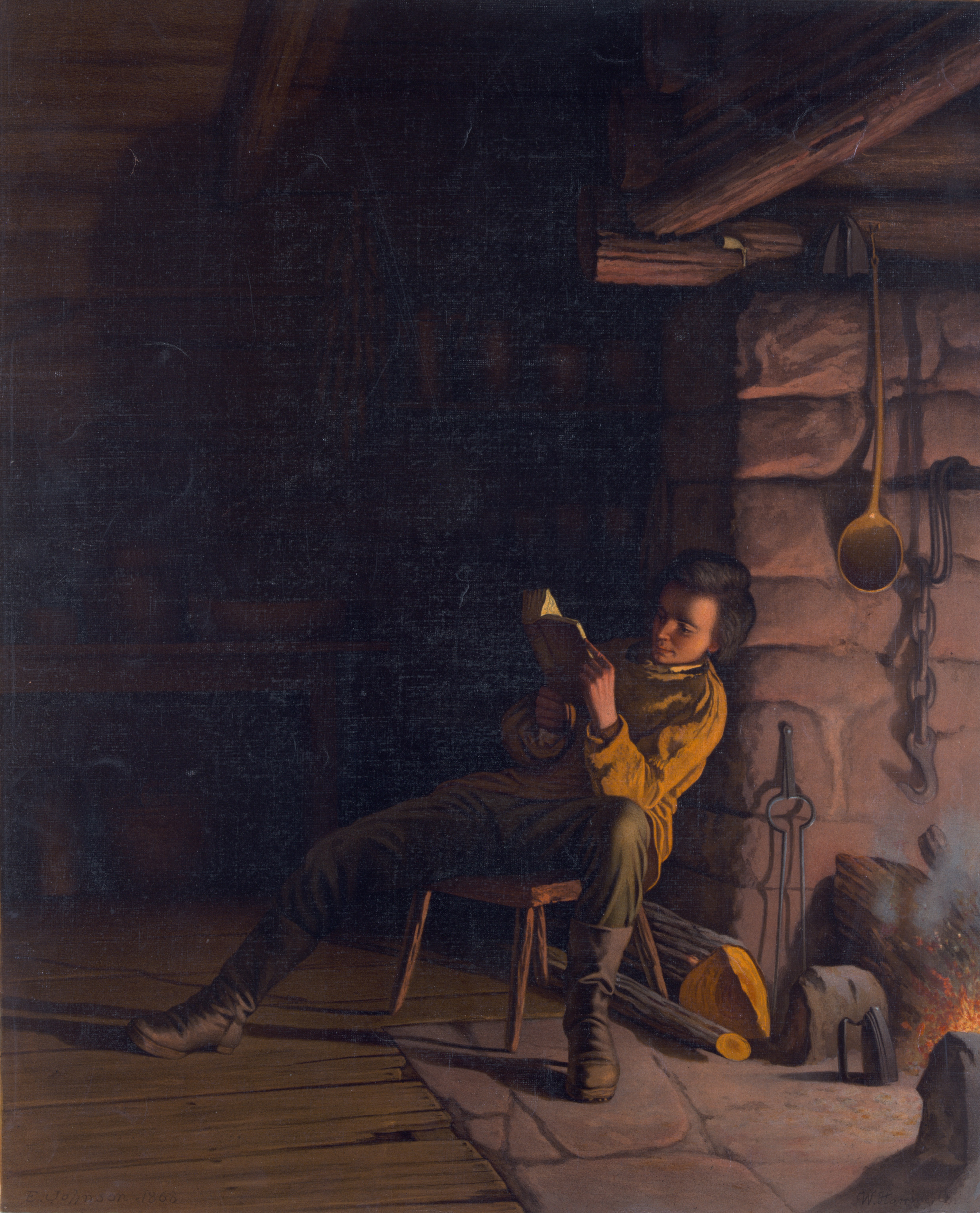
Lincoln ragazzo che legge di notte per potersi istruire, dipinto di Jonathan Eastman Johnson

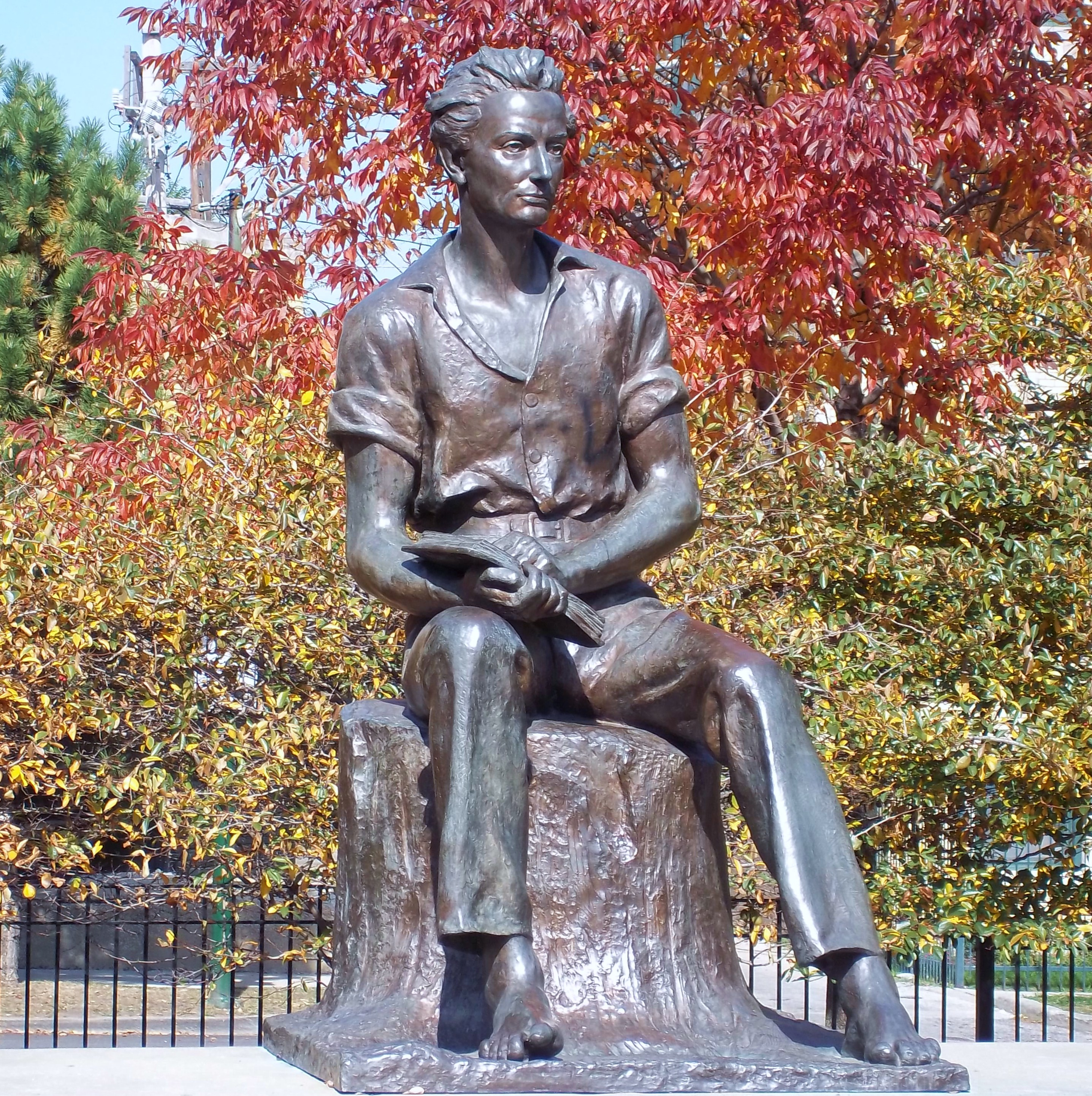
Il giovane Lincoln (1945) dello scultore Charles Keck nel quartiere di Edgewater a Chicago

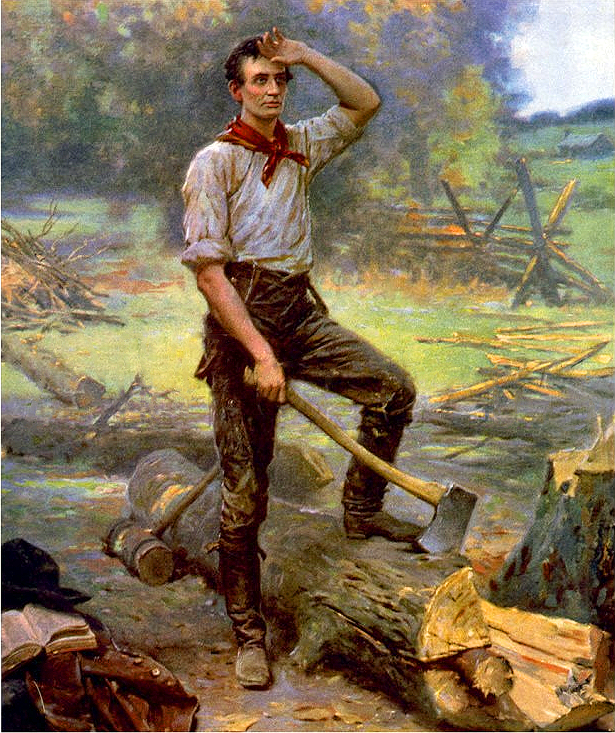
The Railsplitter (1909) di Jean Leon Gerome Ferris

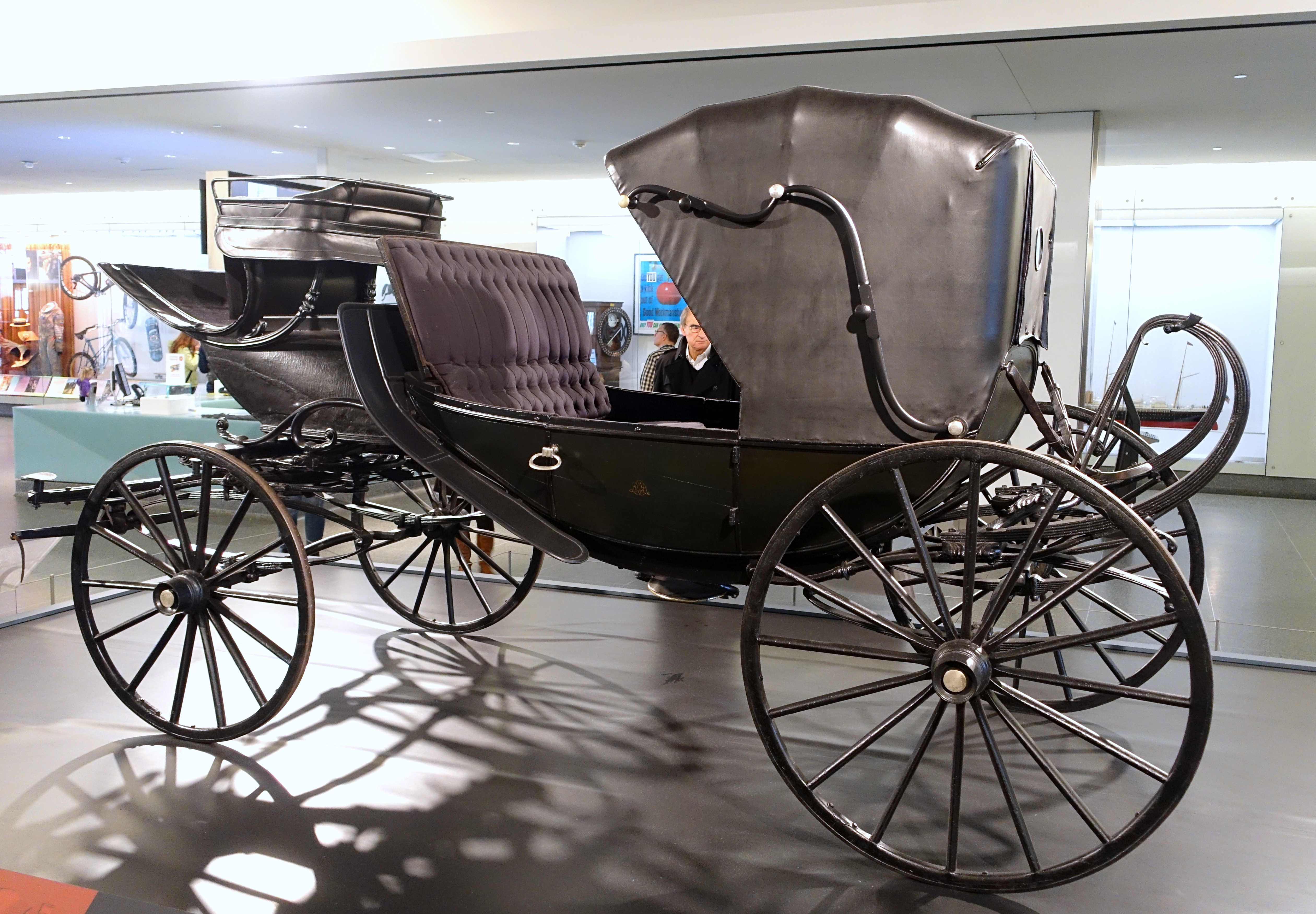
La carrozza presidenziale al National Museum of American History

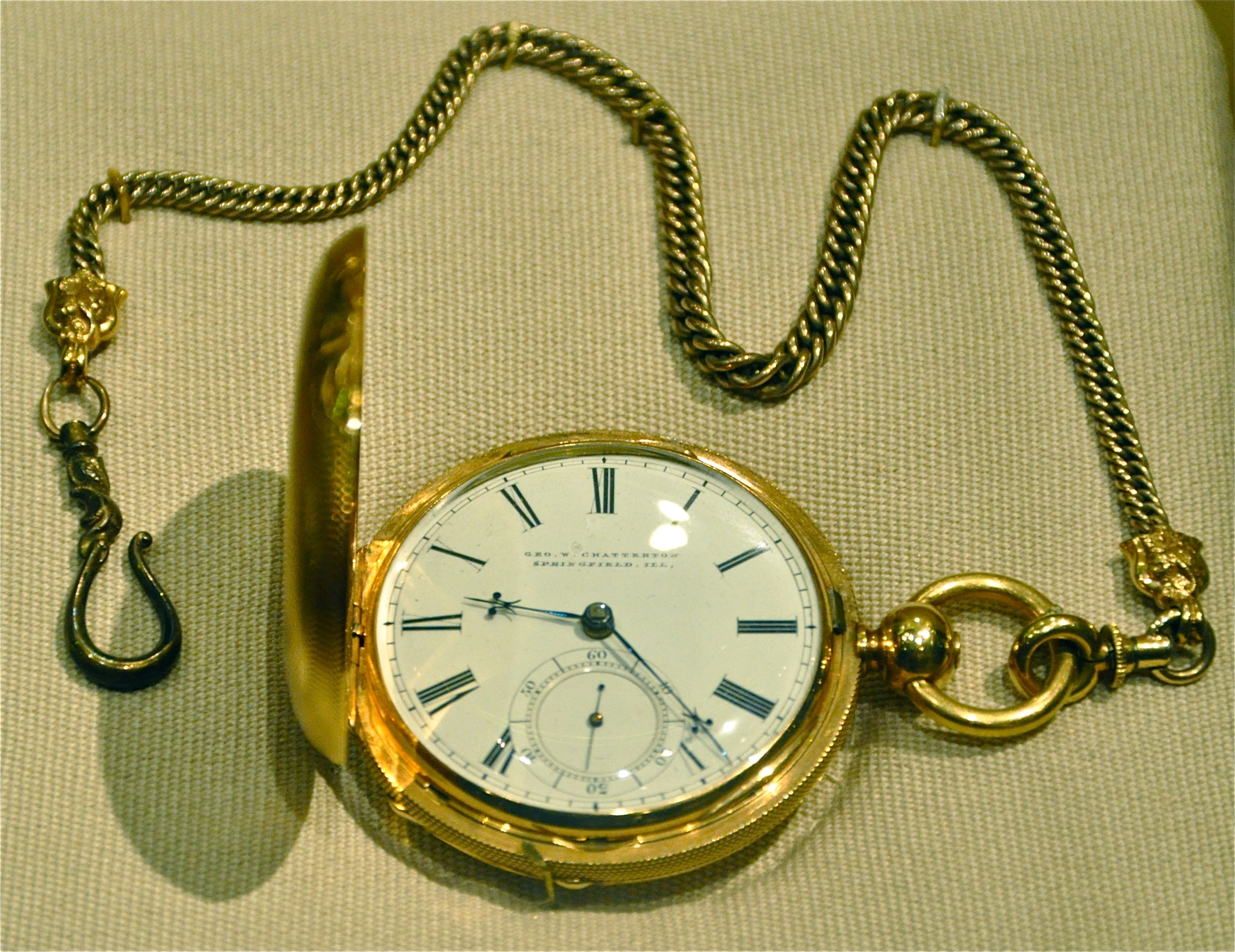
L'orologio da taschino del presidente

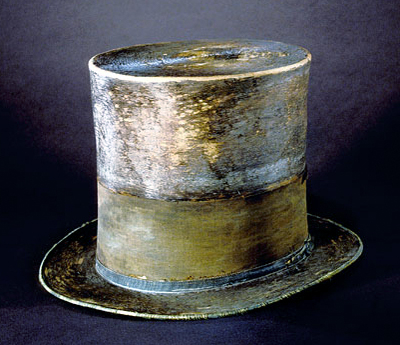
Il cilindro indossato al momento dell'assassinio

La camera da letto del presidente (Lincoln Bedroom) alla Casa Bianca nel 1933

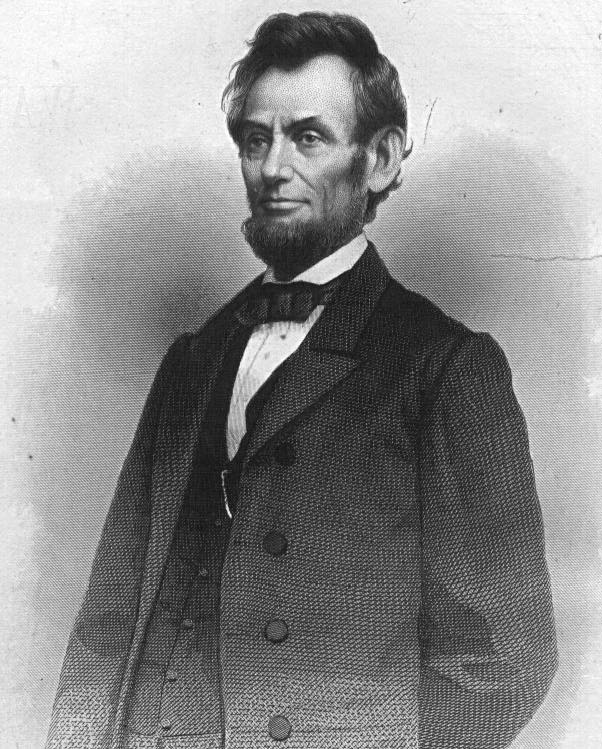
Lincoln viene solitamente ritratto con la barba, tuttavia egli la portò solo negli ultimi anni della propria vita

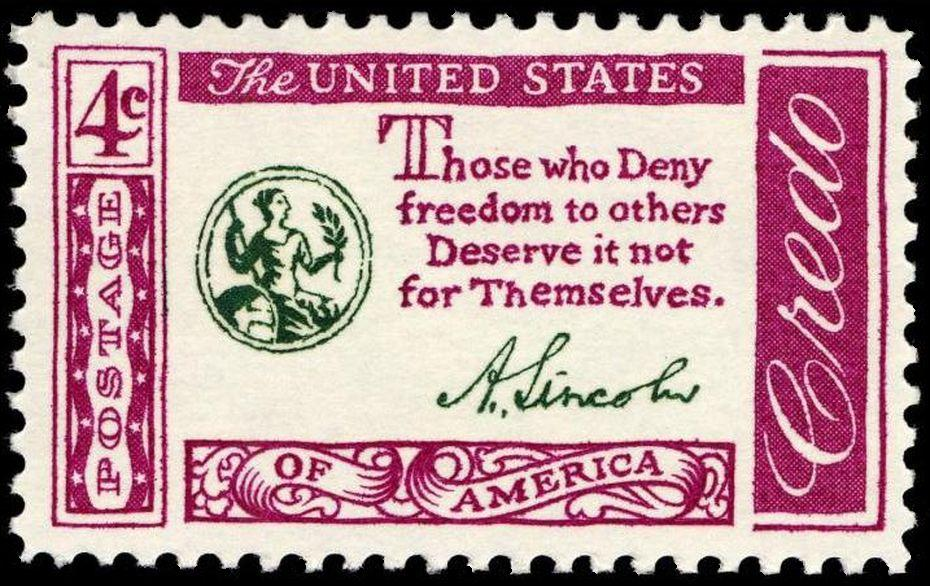
"Coloro che negano la libertà agli altri non la meritano per loro stessi", in un francobollo commemorativo del 1960

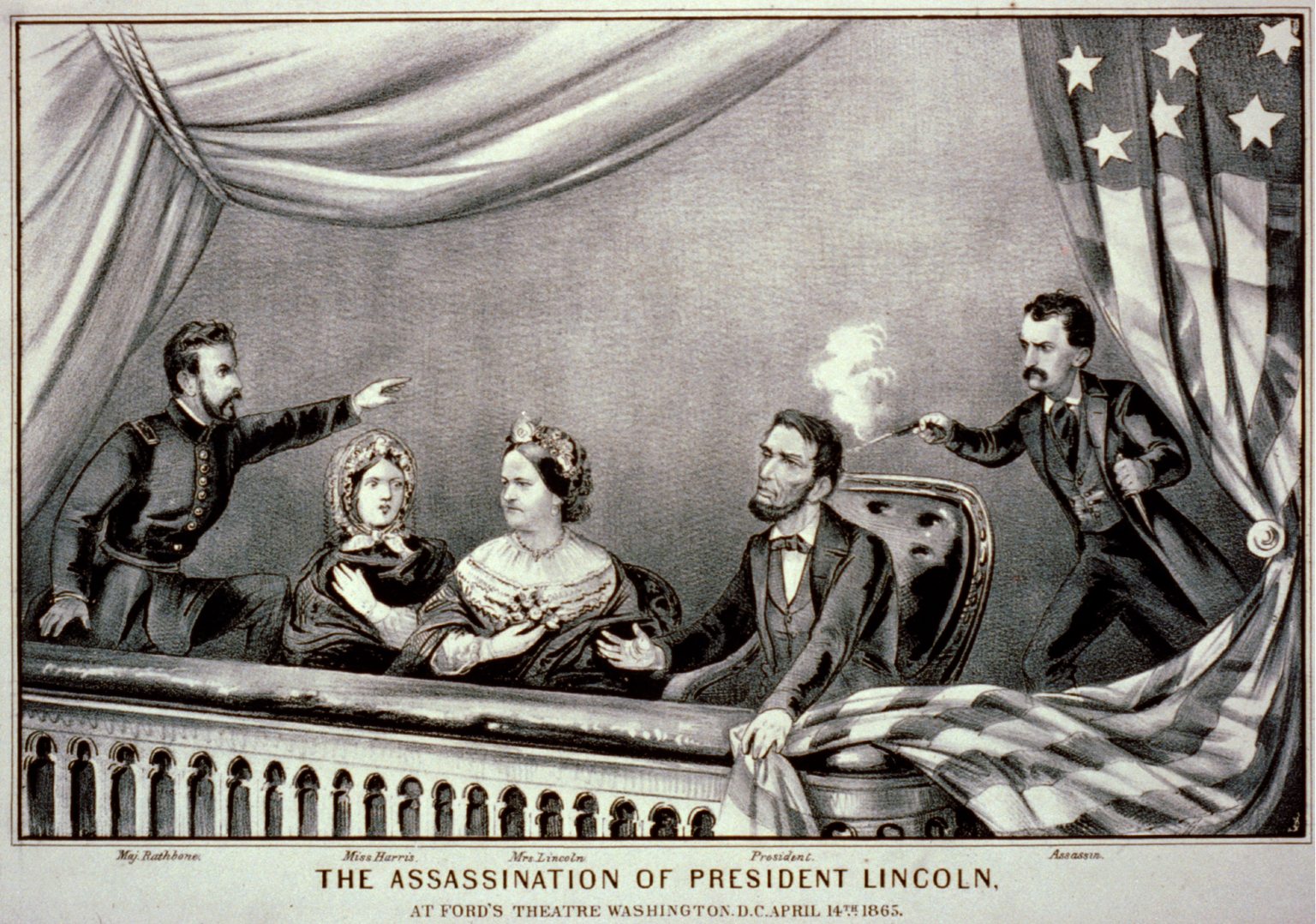
L'assassinio del Presidente Lincoln, opera di Currier e Ives del 1865

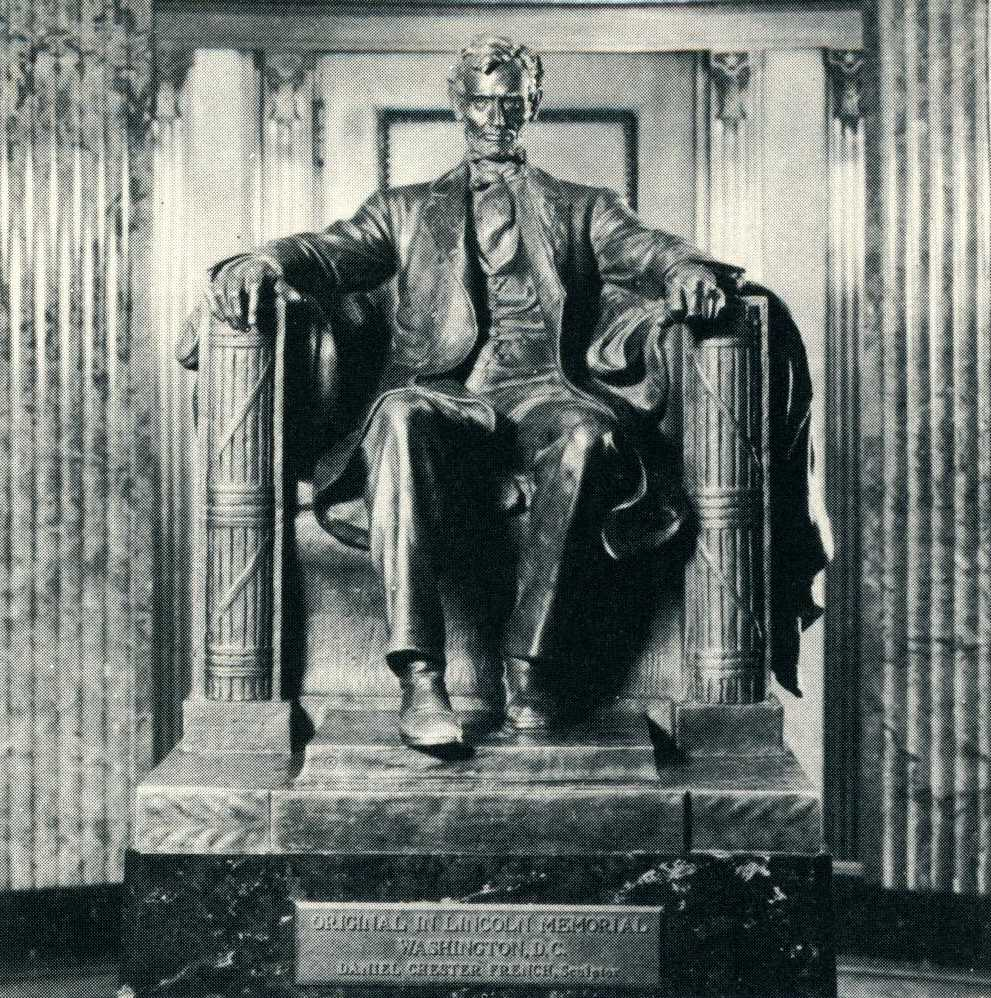
Statua del presidente posta all'interno della Tomba Lincoln, riproduzione della Abraham Lincoln (French 1920)

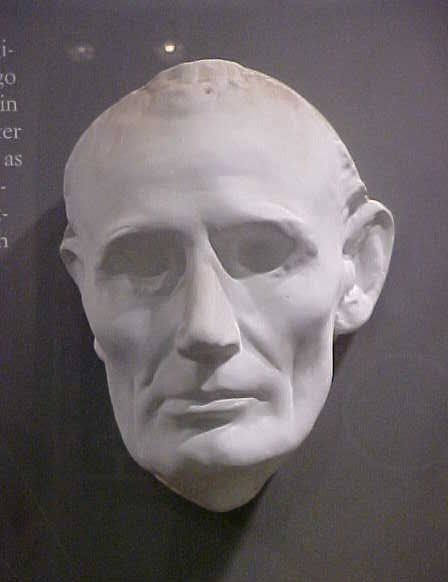
La maschera mortuaria

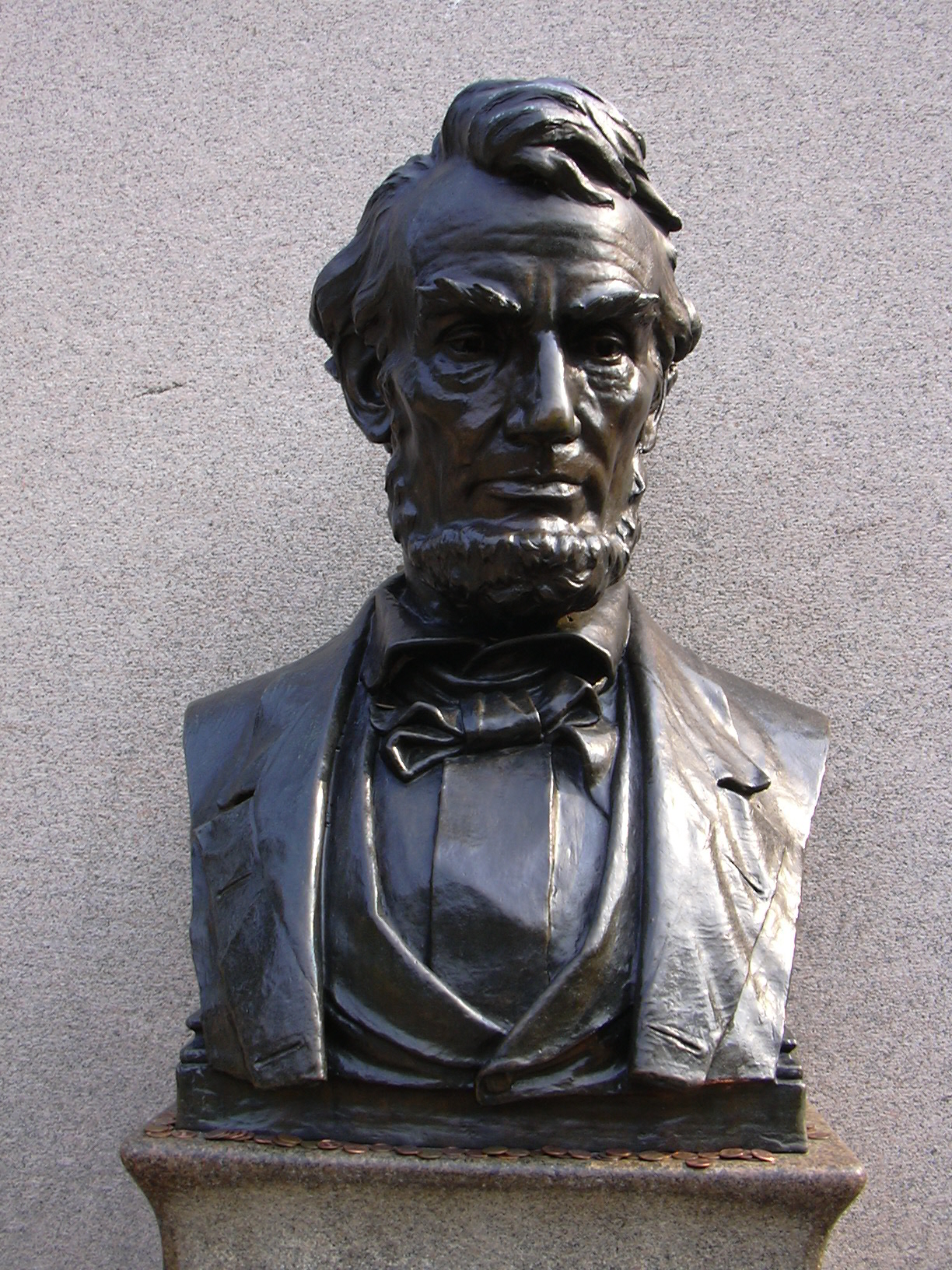
Il busto del presidente al Cimitero nazionale di Gettysburg

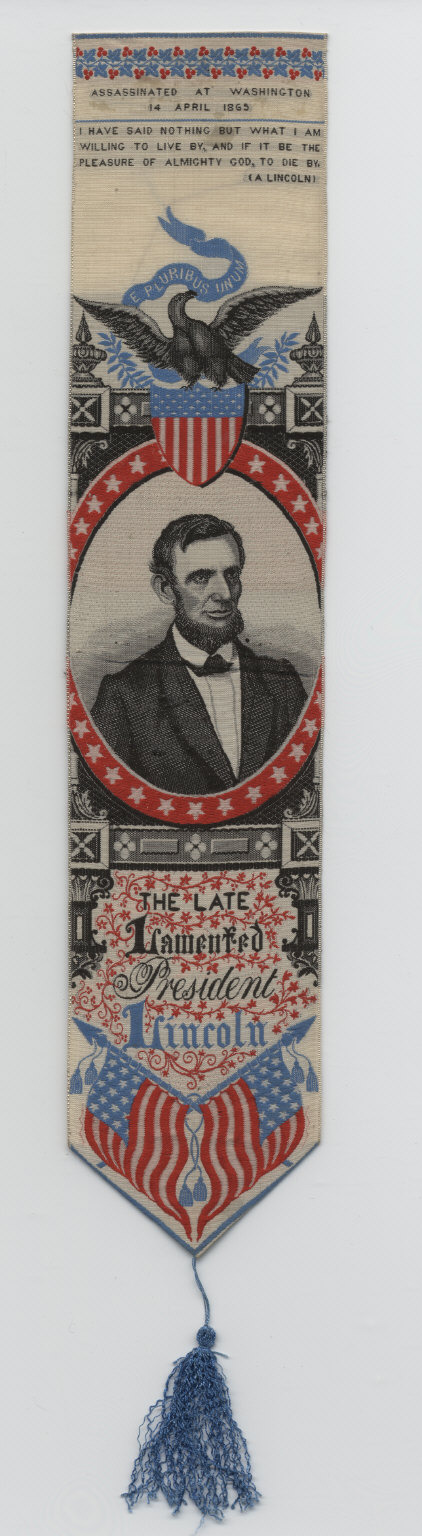
Nastro commemorativo del 1865

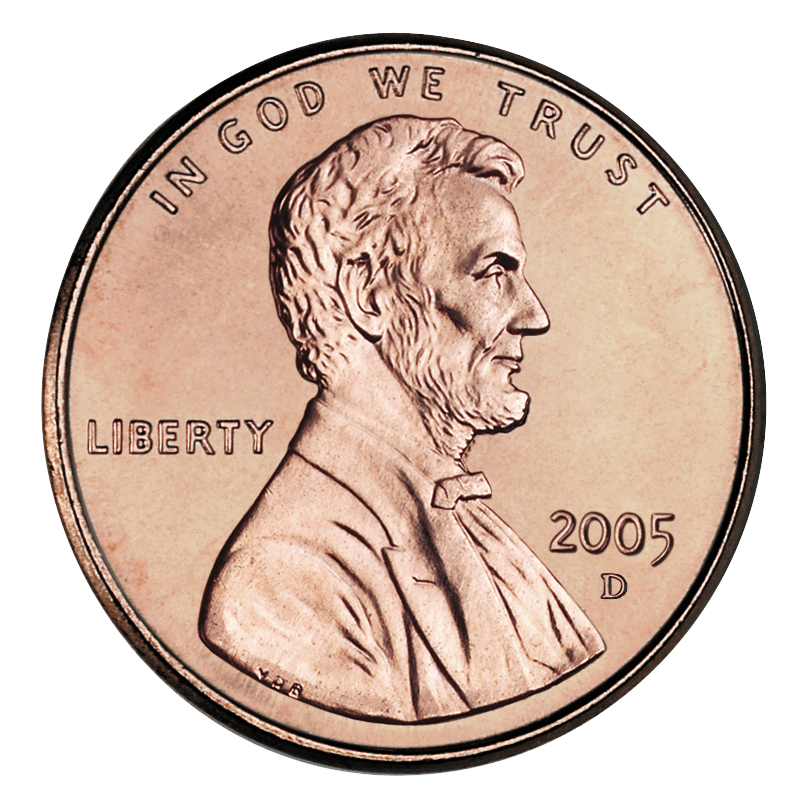
Il centesimo Lincoln: In God We Trust

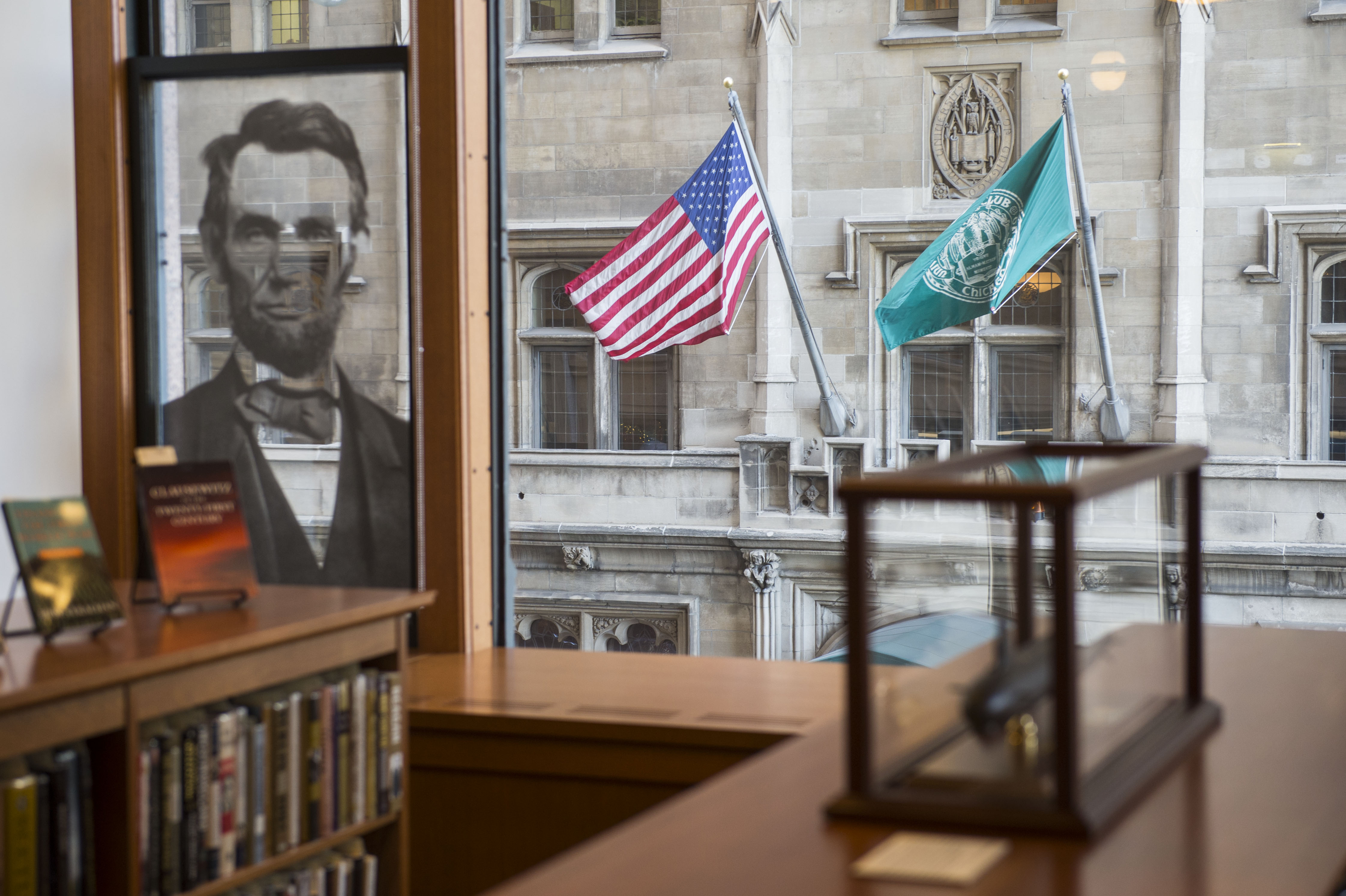
Il "Pritzker Museum and Library" a Chicago

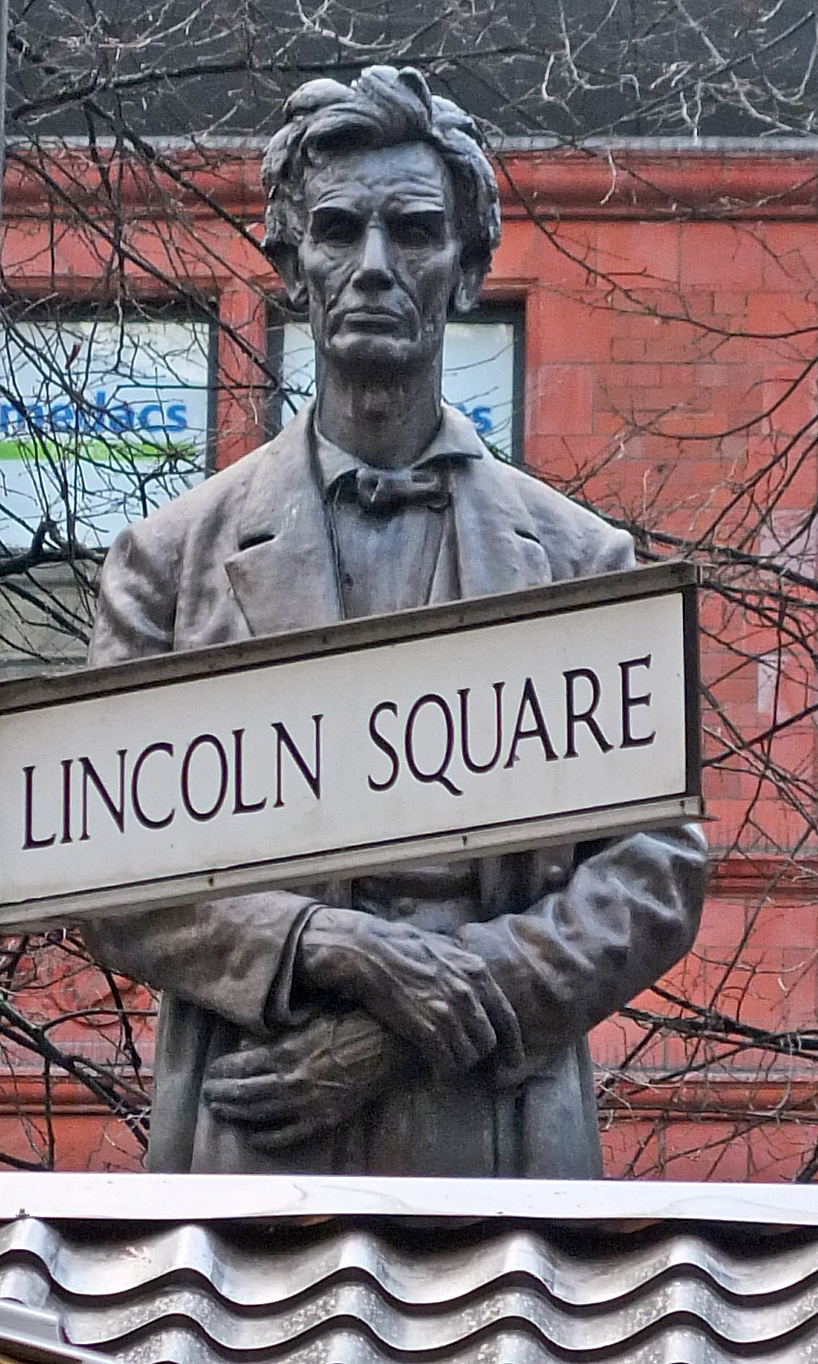
"Lincoln Square" a Manchester

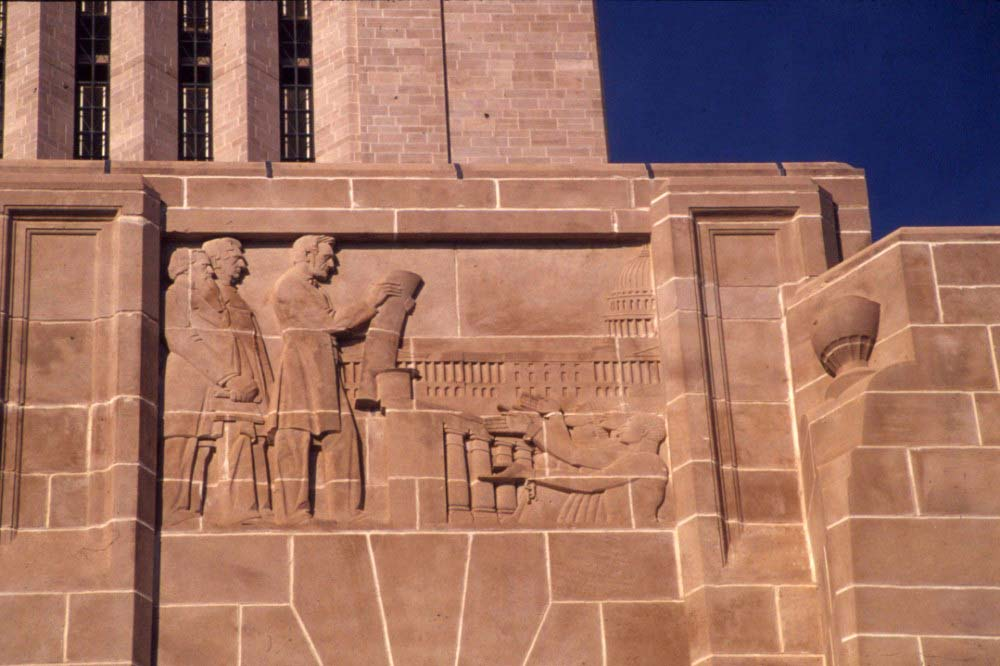
Emancipation Proclamation dello scultore ornamentale Lee Oscar Lawrie al Campidoglio di Lincoln (Nebraska)

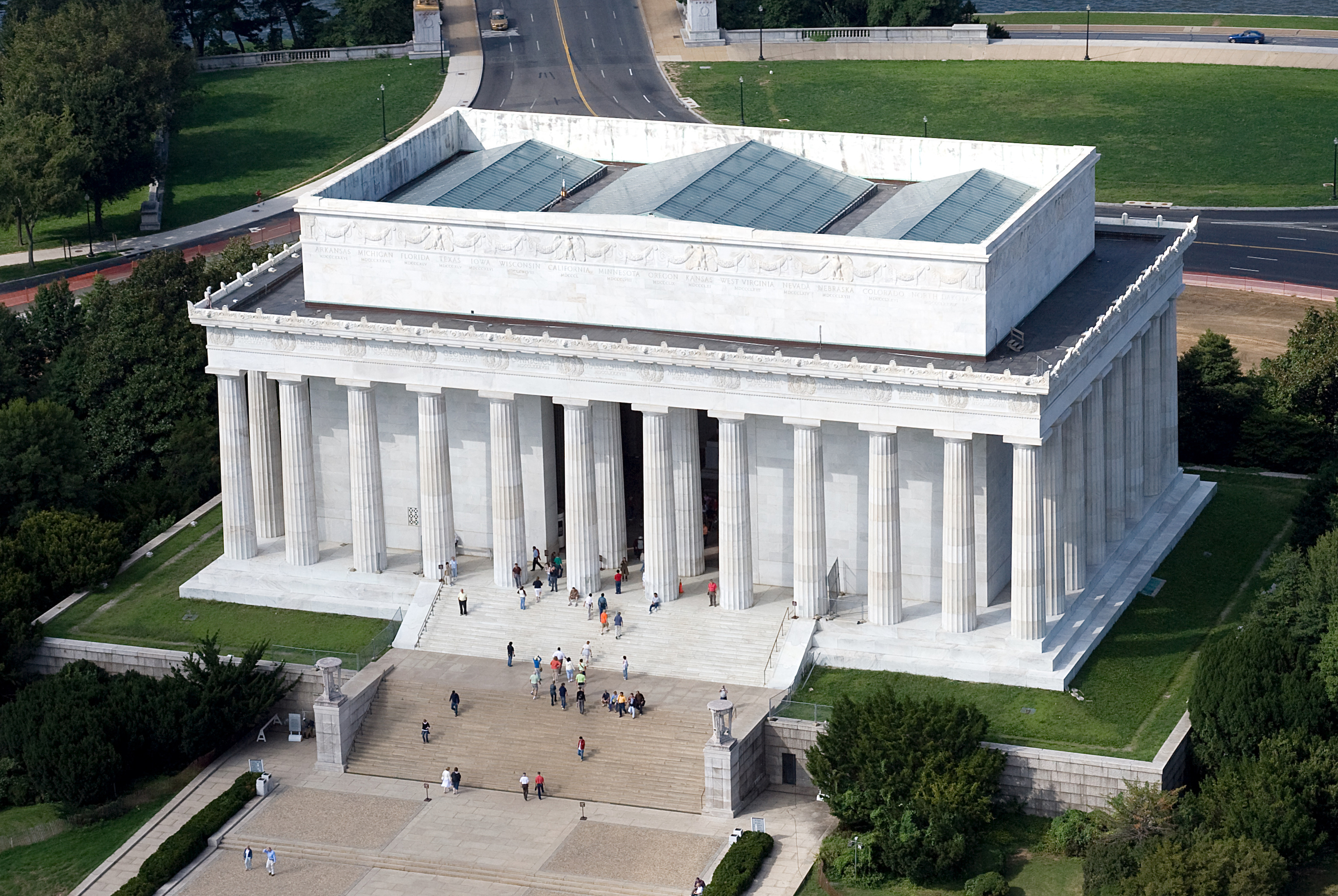
Veduta aerea del Lincoln Memorial a Washington

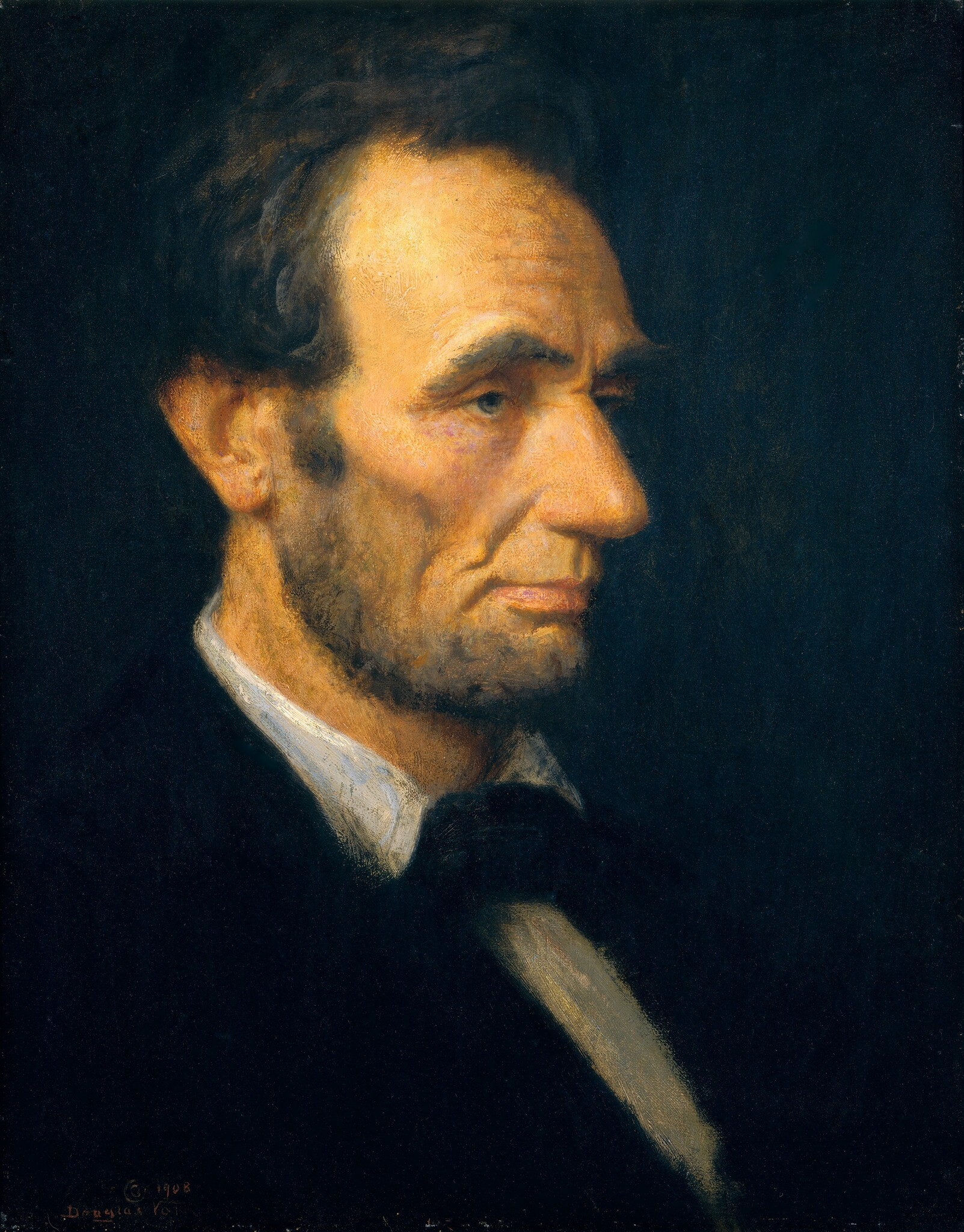
Ritratto del presidente datato 1908, opera del pittore Douglas Volk.

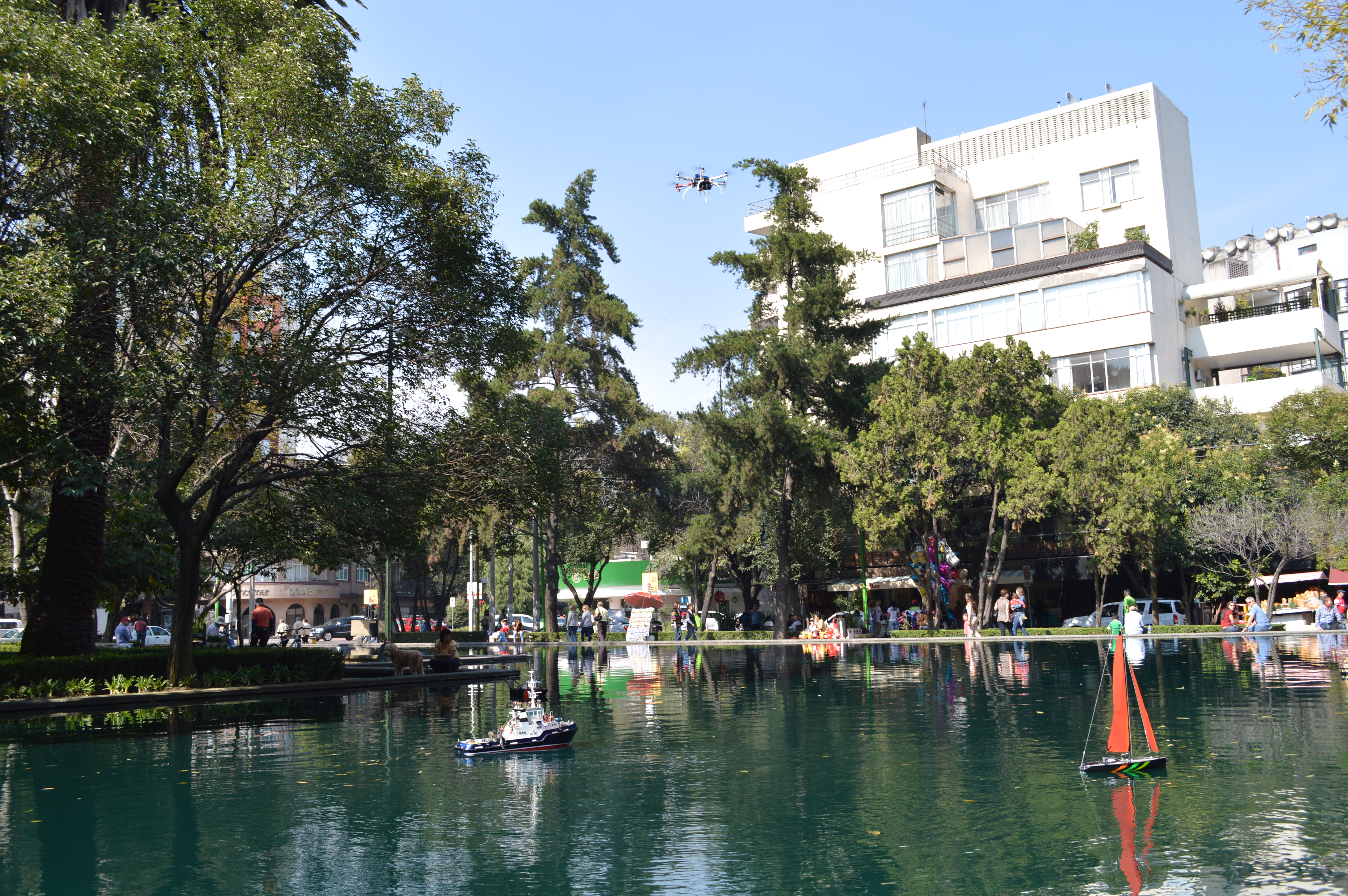
Il "parco Lincoln" a Città del Messico

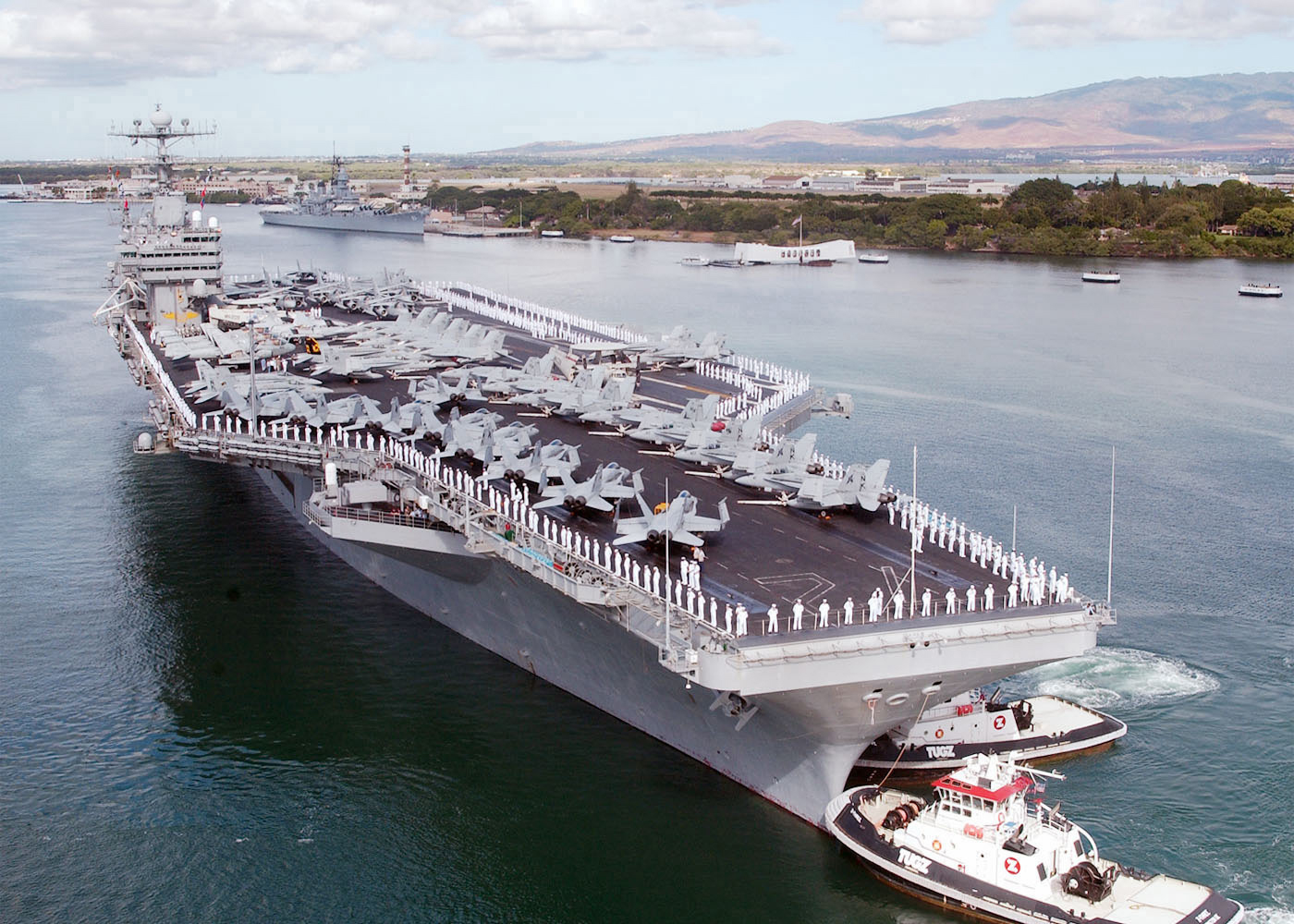
La portaerei USS Abraham Lincoln (CVN 72) a Pearl Harbor nel 2002

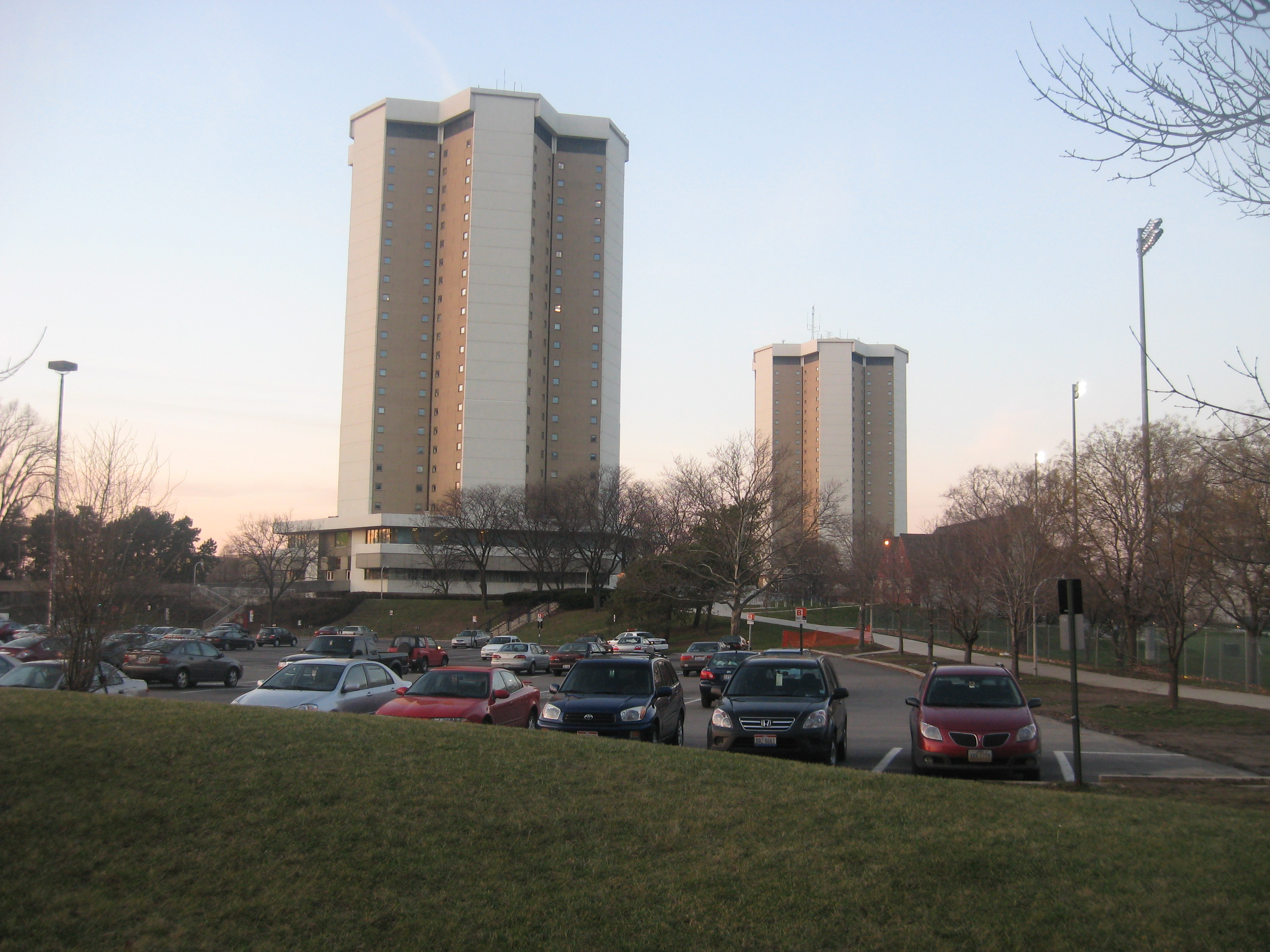
Justin Smith Morrill Tower & Abraham Lincoln Tower dell'Università statale dell'Ohio

Collezione della Camera dei rappresentanti degli Stati Uniti

### Storiografia
- Barr, John M. Holding Up a Flawed Mirror to the American Soul: Abraham Lincoln in the Writings of Lerone Bennett Jr., Journal of the Abraham Lincoln Association 35 (Winter 2014), 43–65.
- Barr, John M. Loathing Lincoln: An American Tradition from the Civil War to the Present (LSU Press, 2014).
- Michael Burkhimer, One Hundred Essential Lincoln Books, Cumberland House, 2003, ISBN 978-1-58182-369-1.
- Eric Foner, Our Lincoln: New Perspectives on Lincoln and His World, W.W. Norton, 2008, ISBN 978-0-393-06756-9.
- Holzer, Harold and Craig L. Symonds, eds. Exploring Lincoln: Great Historians Reappraise Our Greatest President (2015), essays by 16 scholars
- Manning, Chandra, "The Shifting Terrain of Attitudes toward Abraham Lincoln and Emancipation", Journal of the Abraham Lincoln Association, 34 (Winter 2013), 18–39.
- Smith, Adam I.P. "The 'Cult' of Abraham Lincoln and the Strange Survival of Liberal England in the Era of the World Wars", Twentieth Century British History, (December 2010) 21#4 pp. 486–509
- Spielberg, Steven; Goodwin, Doris Kearns; Kushner, Tony. "Mr. Lincoln Goes to Hollywood", Smithsonian (2012) 43#7 pp. 46–53.
- (EN) Arthur Zilversmit, Lincoln and the Problem of Race: A Decade of Interpretations (PDF), in Journal of the Abraham Lincoln Association, vol. 2, n. 11, 1980,  pp. 22-45. URL consultato il 13 dicembre 2017 (archiviato dall'url originale il 5 ottobre 2018).
- Enrico Del Lago, Lincoln. Il presidente degli Stati Uniti che vinse la Guerra Civile, riunificò il paese e abolì la schiavitù, Salerno editrice, 2022.

### Altre letture
- Henry Bryan Binns, Abraham Lincoln, London : J.M. Dent & co. ; New York : E.P. Dutton & co., 1907.
- Noah Brooks, Abraham Lincoln, New York : F. DeFau & Co., 1894.
- Michael Burlingame, Abraham Lincoln: A Life (2 volumes), Johns Hopkins University Press, 2008, ISBN 978-0-8018-8993-6.
- LaWanda Cox, Lincoln and Black Freedom: A Study in Presidential Leadership, University of South Carolina Press, 1981, ISBN 978-0-87249-400-8.
- Green, Michael S. Lincoln and the Election of 1860 (Concise Lincoln Library)  excerpt and text search.
- William Henry Herndon, Jesse William Weik e Horace White, Abraham Lincoln : the true story of a great life, Vol I, New York ; London : D. Appleton and Co., 1920.
- William Henry Herndon, Jesse William Weik e Horace White, Abraham Lincoln : the true story of a great life, Vol II, New York ; London : D. Appleton and Co., 1920.
- Harold Holzer, Lincoln President-Elect: Abraham Lincoln and the Great Secession Winter 1860–1861, Simon and Schuster, 2008, ISBN 978-0-7432-8947-4.
- James M. McPherson, Tried by War: Abraham Lincoln as Commander in Chief, Penguin Press, 2008, ISBN 978-1-59420-191-2.
- Miller e Richard Lawrence, Lincoln and His World: The Rise to National Prominence, 1843–1853, McFarland, 2011, ISBN 978-0-7864-5928-5., vol 3. of detailed biography
- John Torrey Morse, Abraham Lincoln, Vol 1, Boston ; New York : Houghton, Mifflin and Co., 1895.
- John Torrey Morse, Abraham Lincoln, Vol 2, Boston ; New York : Houghton, Mifflin and Co., 1895.
- Mark E Neely, The Abraham Lincoln Encyclopedia, Da Capo Press, 1984, ISBN 978-0-306-80209-6.
- Mark E Neely, The Last Best Hope of Earth: Abraham Lincoln and the Promise of America, Harvard University Press, 1994, ISBN 978-0-674-51125-5.
- Peraino, Kevin. Lincoln in the World: The Making of a Statesman and the Dawn of American Power (2013).
- James G. Randall, Lincoln the President (4 volumes), Dodd, Mead, 1945–1955, OCLC 4183070.
- White, Ronald C. A. Lincoln: A Biography (2006).
- Abraham Lincoln and the battles of the Civil War, New York, The Century Co., 1887.
- Brand Whitlock, Abraham Lincoln, Paris : Payot & Cie., 1920.